# 16世紀

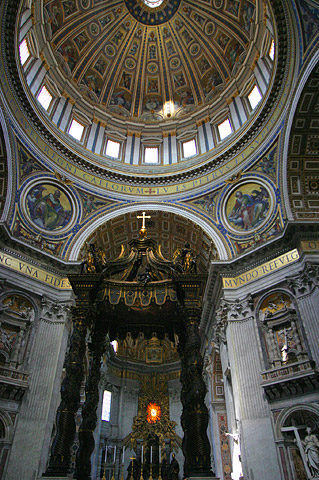
盛期ルネサンス。歴代ローマ教皇の庇護によりイタリア・ルネサンスの中心はローマに移動した。画像はこの時代に再建がなされたローマのサン・ピエトロ大聖堂の内部。

神聖ローマ皇帝カール5世。スペイン王を兼ねイタリア各地やネーデルラントも支配したが周辺諸国との戦いにも明け暮れた。画像はティツィアーノによる騎馬像（プラド美術館蔵）。

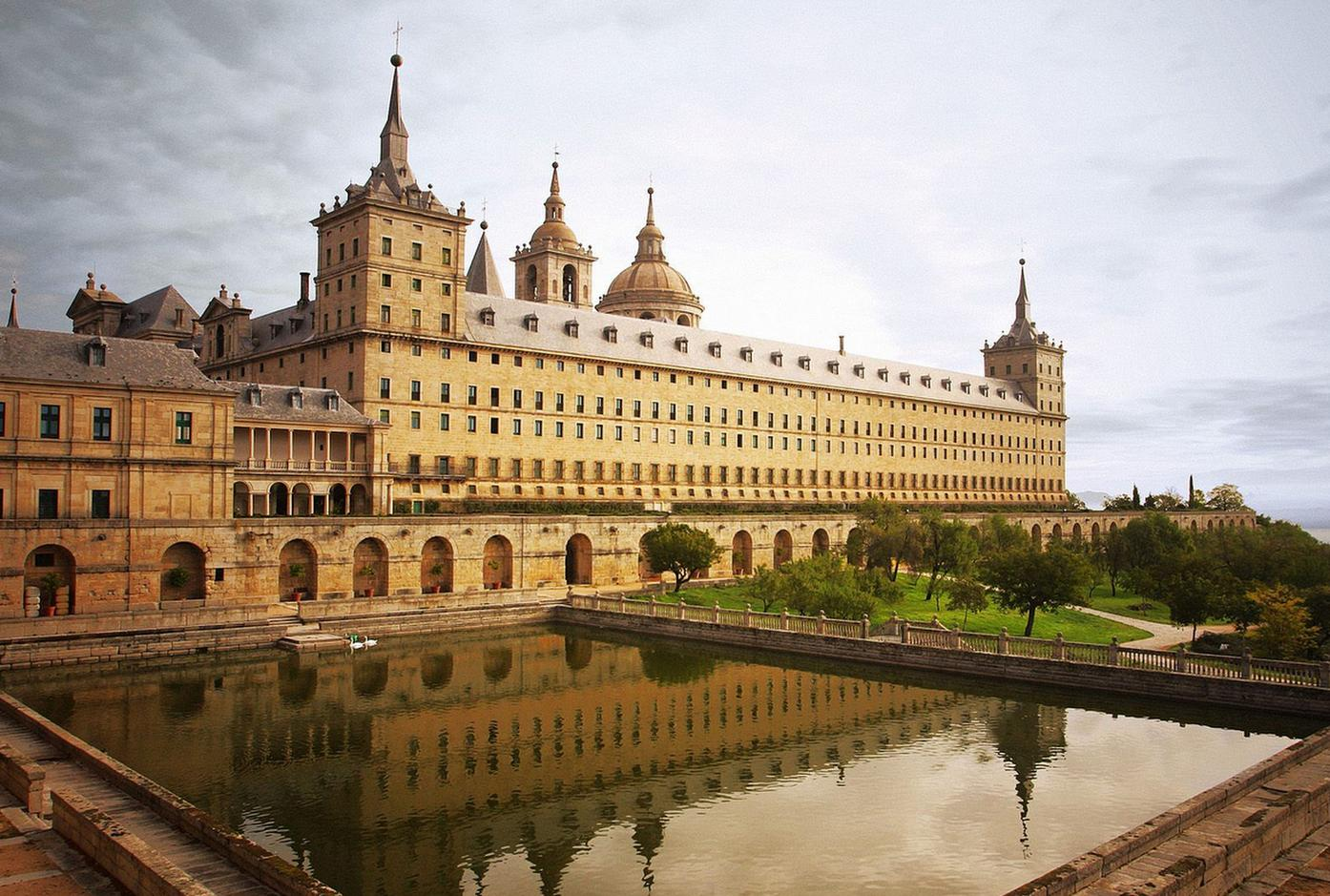
「太陽の沈まない帝国」。カール5世の息子フェリペ2世の時代にスペインは目覚ましい発展を遂げ貿易網は地球全体に及んだ。画像はフェリペ2世によって建てられたエル・エスコリアル修道院。ここには王宮も併設されておりフェリペ2世はここで執務を行った。

16世紀（じゅうろくせいき）は、西暦1501年から西暦1600年までの100年間を指す世紀。

## 16世紀の歴史

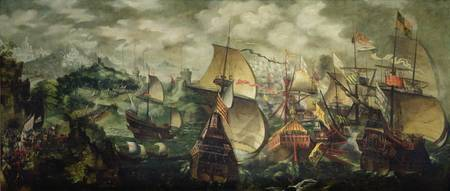
アルマダ海戦（グラヴリンヌ沖海戦）。この戦いでスペインを打ち破ったイングランドは強国としてのしあがることになる。

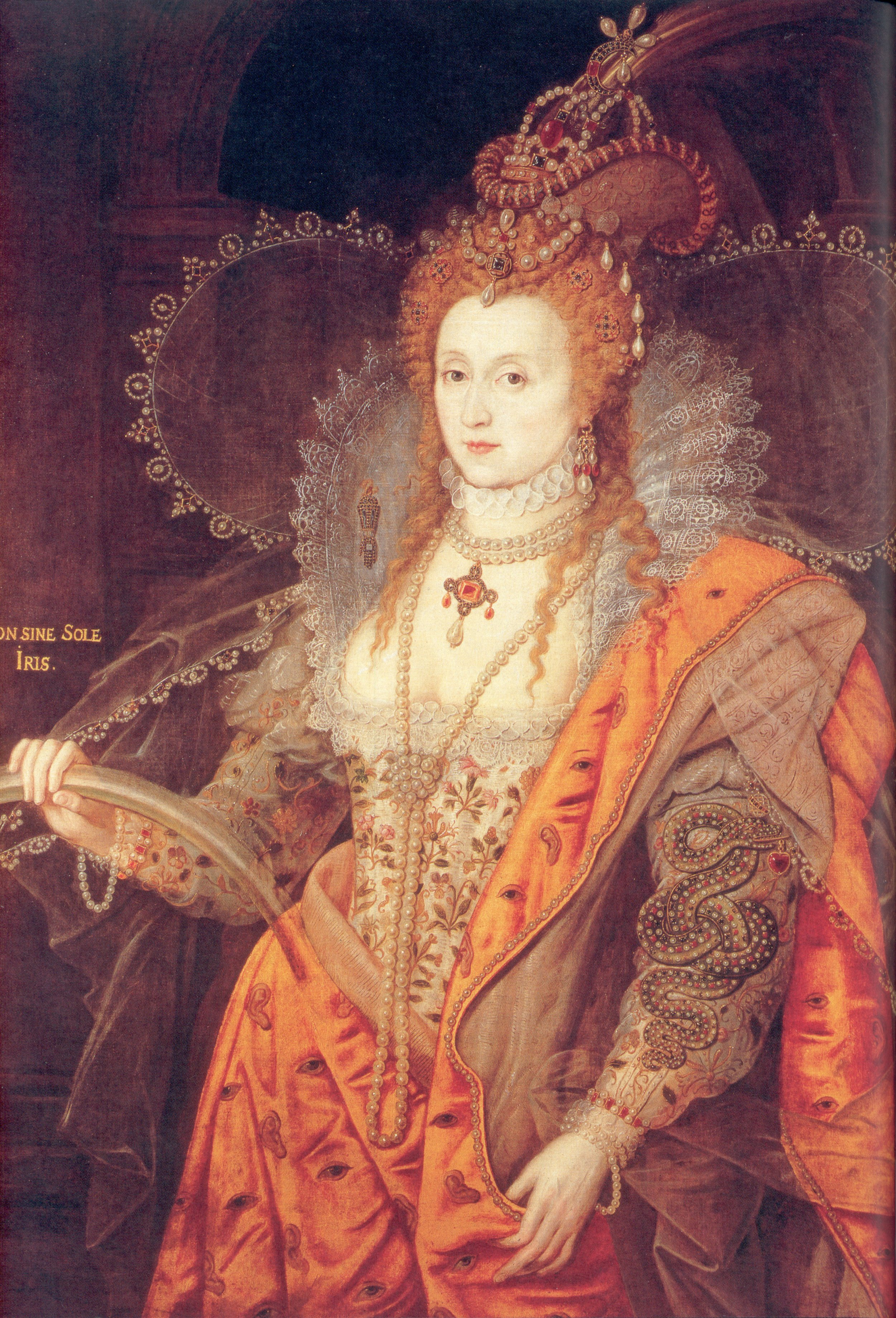
イングランド女王エリザベス1世。宗教対立に揺れるイングランドにあって国教会の組織を堅持し「良き女王ベス」と讃えられた。画像は1600年頃に描かれた『虹の肖像』（ハトフィールド・ハウス蔵のサリスベリー・コレクション）。

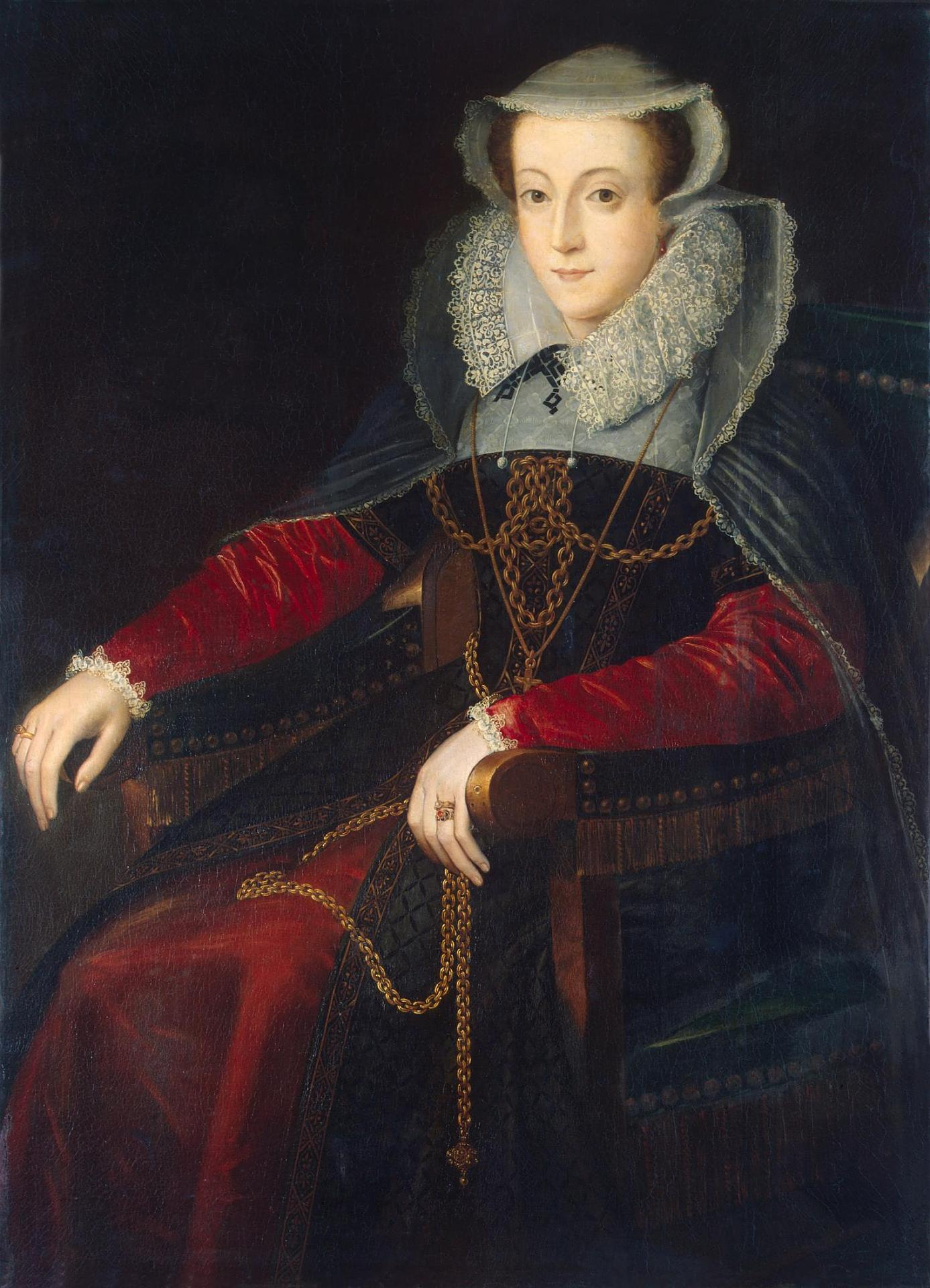
スコットランド女王メアリー。元フランス王妃でもありイングランド王位継承者でもあったため、イングランドへ亡命後の人生は数奇なものとなった。最後はエリザベス1世の命で処刑されるが、現イギリス王室にその血は受け継がれている。画像はエルミタージュ美術館蔵の肖像。

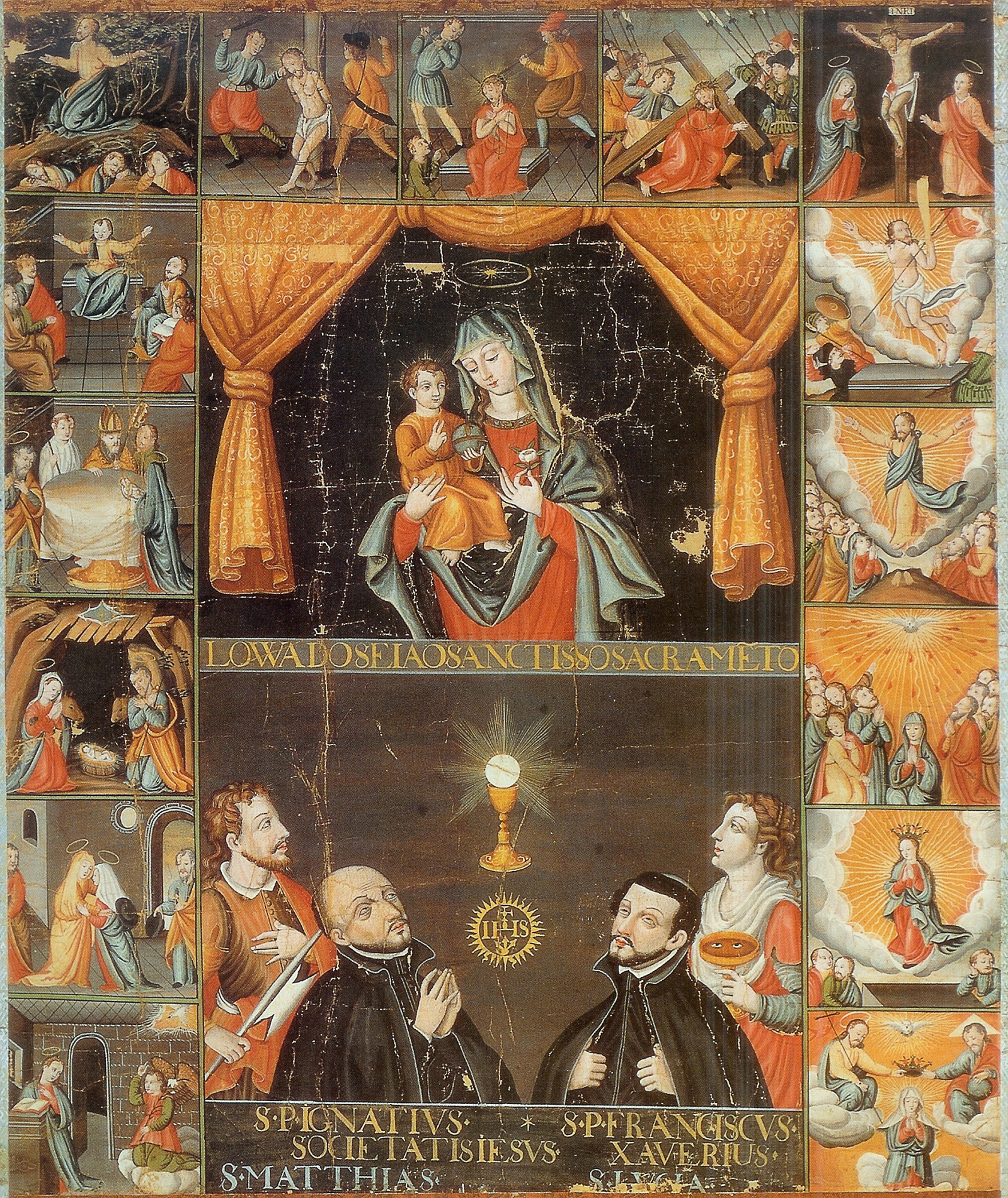
イエズス会の躍進。対抗宗教改革の旗手であったイエズス会は大航海時代の風潮と相俟って新大陸からアジア各地にキリスト教を拡げた。画像は原田家本「紙本著色聖母十五玄義・聖体秘蹟図」に描かれたロヨラとザビエル（京都大学総合博物館蔵）。

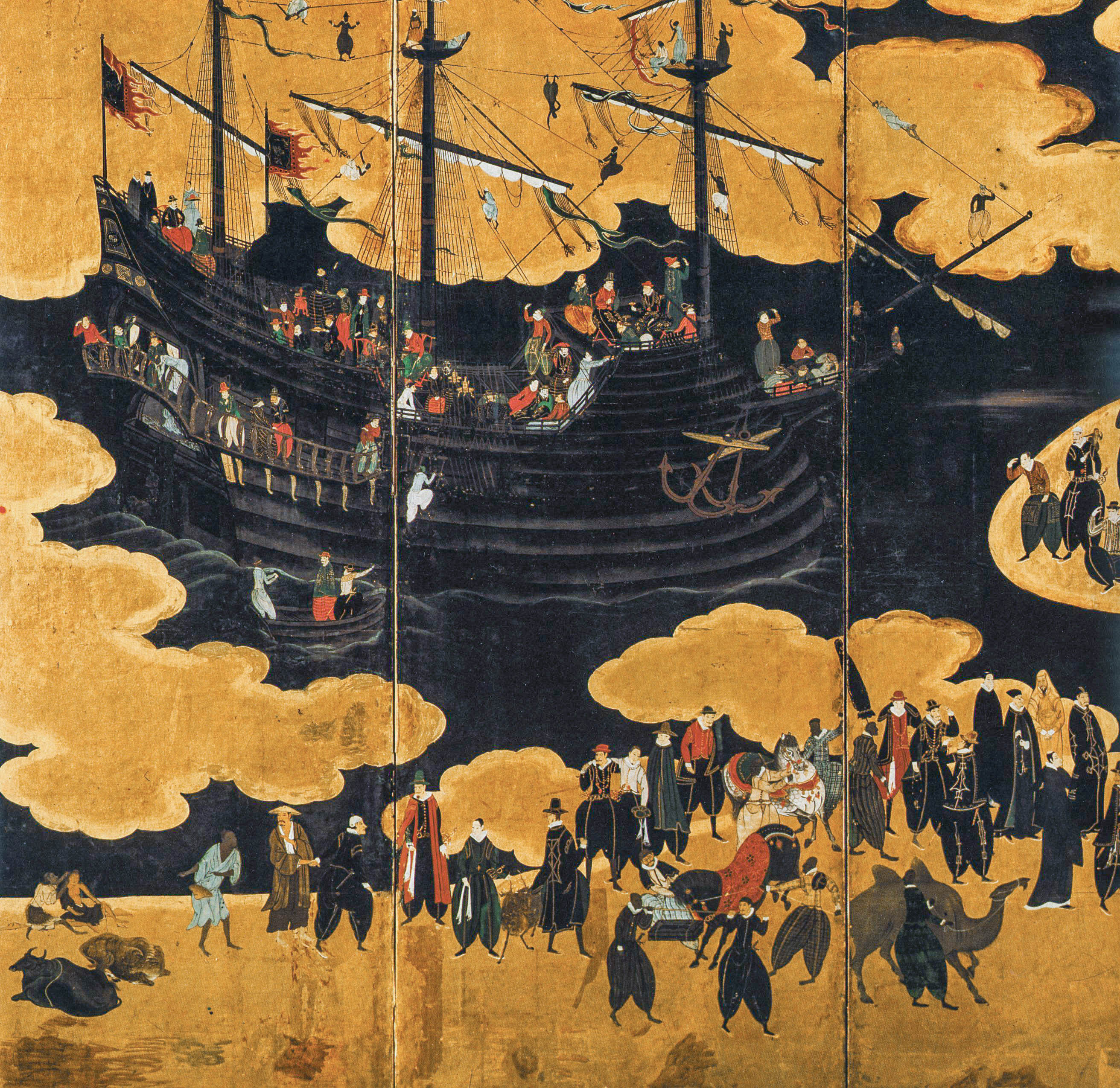
南蛮人の到来。1543年のポルトガル人の種子島到着により、ヨーロッパ人の来訪は日本にまで及んだ。画像は伝狩野内膳『南蛮屏風』の一部（リスボン国立古美術館蔵）。

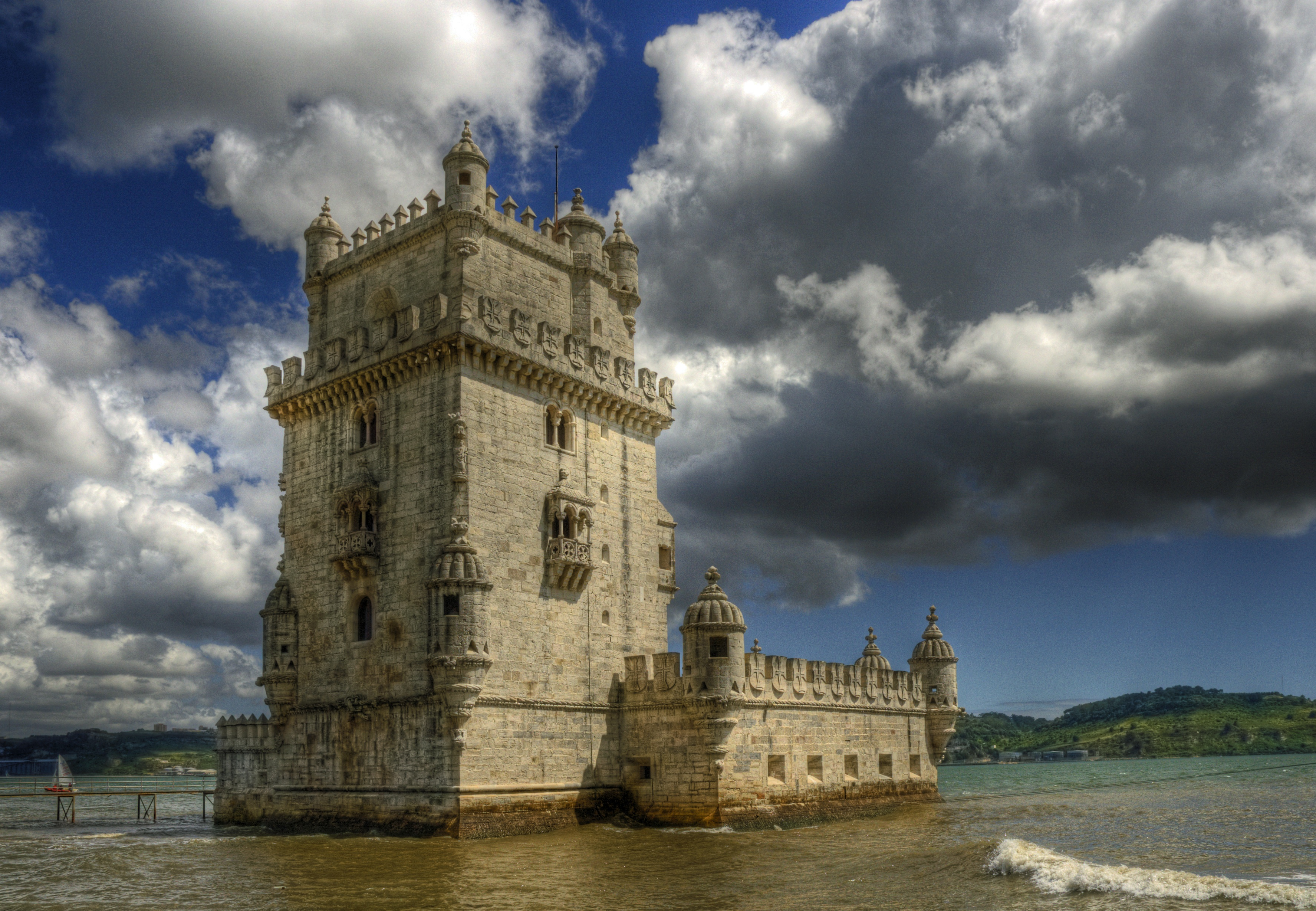
ベレンの塔。ポルトガル最盛期を代表するマヌエル1世幸運王がヴァスコ・ダ・ガマのインド航路発見とポルトガルの発展を記念して建造した要塞。

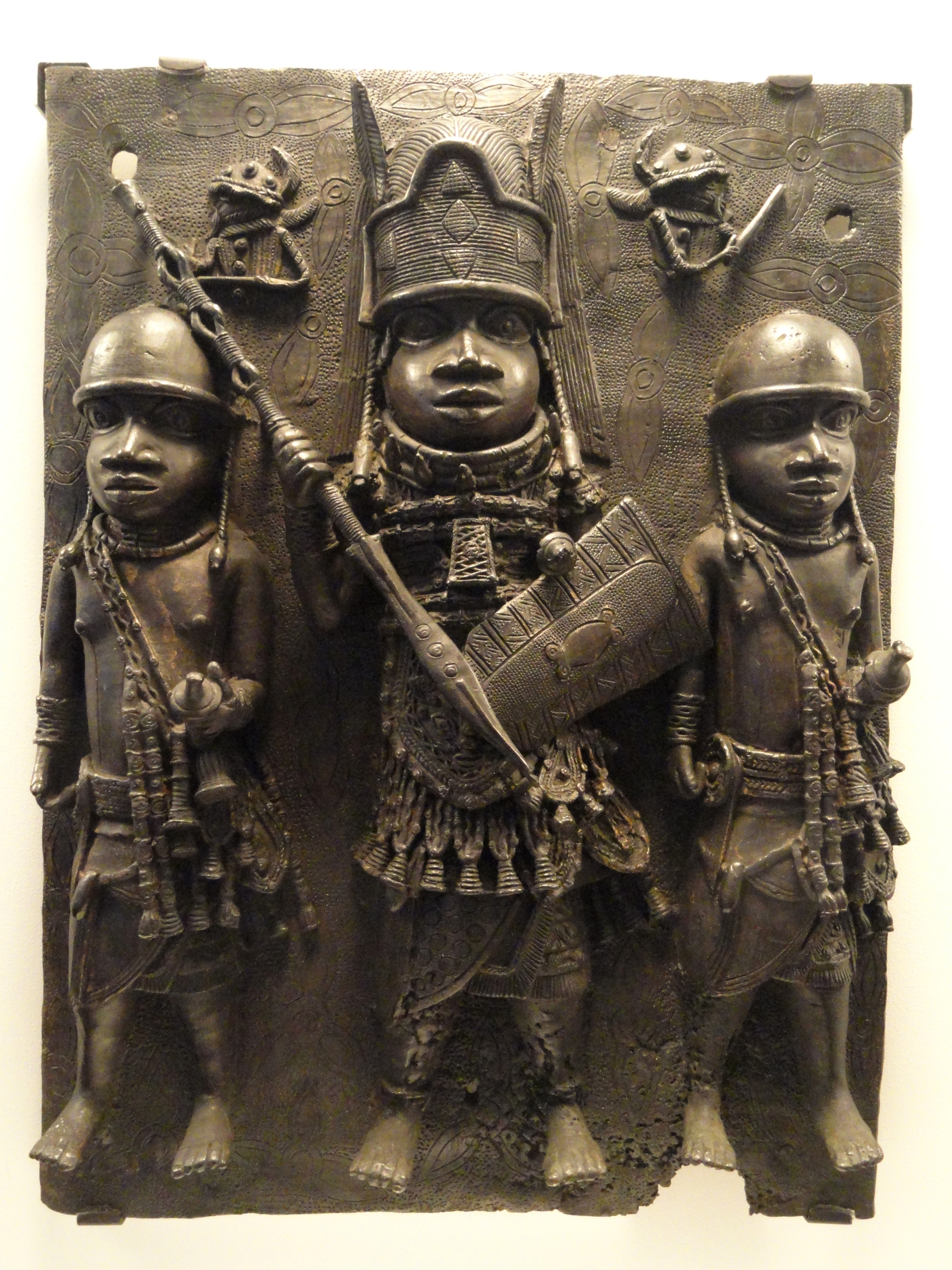
ベニン王国。西アフリカのナイジェリアにあったこの王国はポルトガルとの交易で16世紀から17世紀に繁栄した。画像は青銅製の三人で並び立つベニンの戦士像（ハーバード大学ピーボディ博物館蔵）。

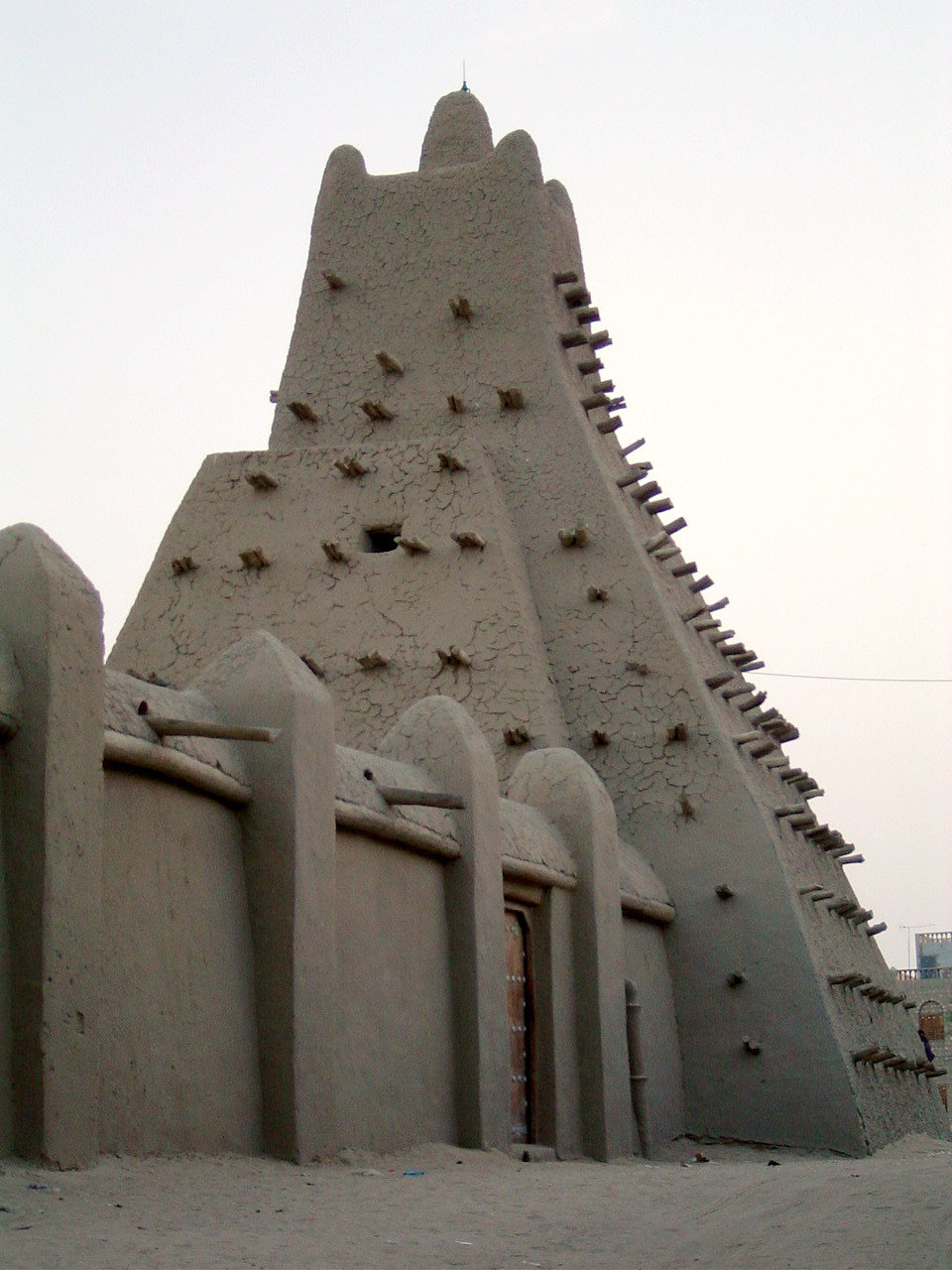
黄金郷トンブクトゥ。サハラ交易により塩・黄金・奴隷といった物資がここを経由し運ばれた。レオ・アフリカヌスらの旅行者はその豊かな富を驚嘆しつつ記録を残している。画像はトンブクトゥのサンコレ・モスク。

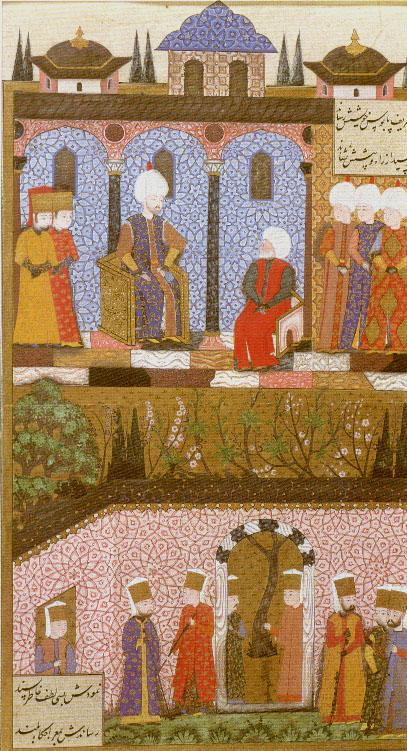
バルバリアの海賊。北アフリカのアルジェリアを根拠地とするバルバロス・ハイレッディンはオスマン朝に帰順して大提督となり地中海のキリスト教諸国を圧倒した。画像はイスタンブルのトプカプ宮殿でスレイマン1世に謁見するバルバロス。

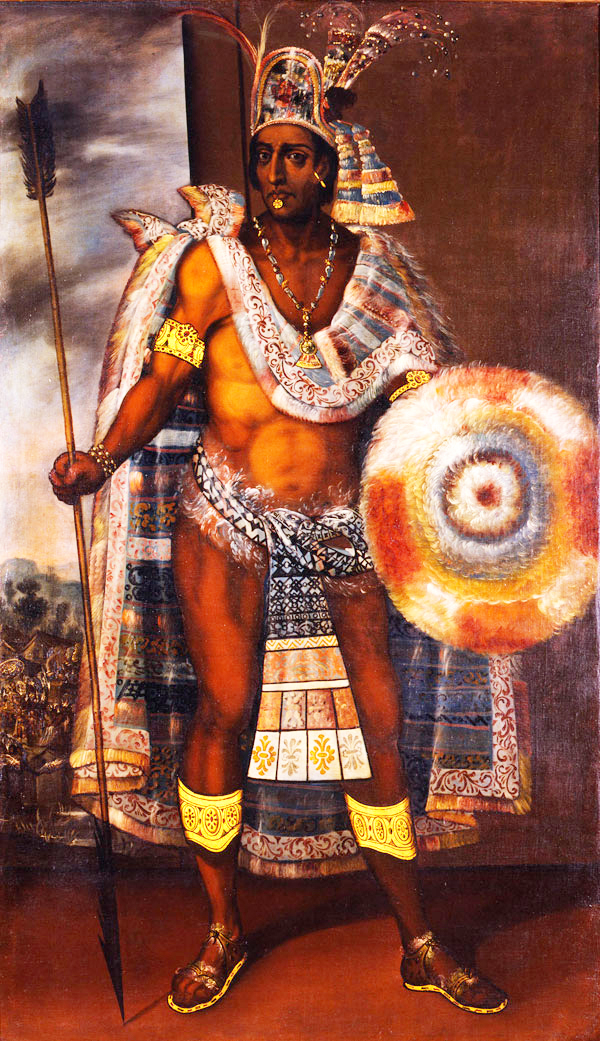
アステカ皇帝モクテスマ2世。スペイン人コルテスの侵略に遭い事故に巻き込まれ事実上の最後の皇帝となった。画像は17世紀に皇帝を描いた再現画。

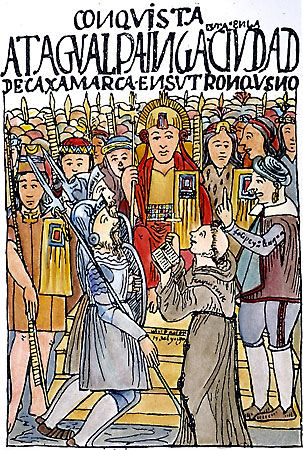
インカ皇帝アタワルパ。スペイン人ピサロの侵略に遭い処刑され事実上の最後の皇帝となった。画像はグァマン・ポマの『新しい記録と良き統治』の挿絵。

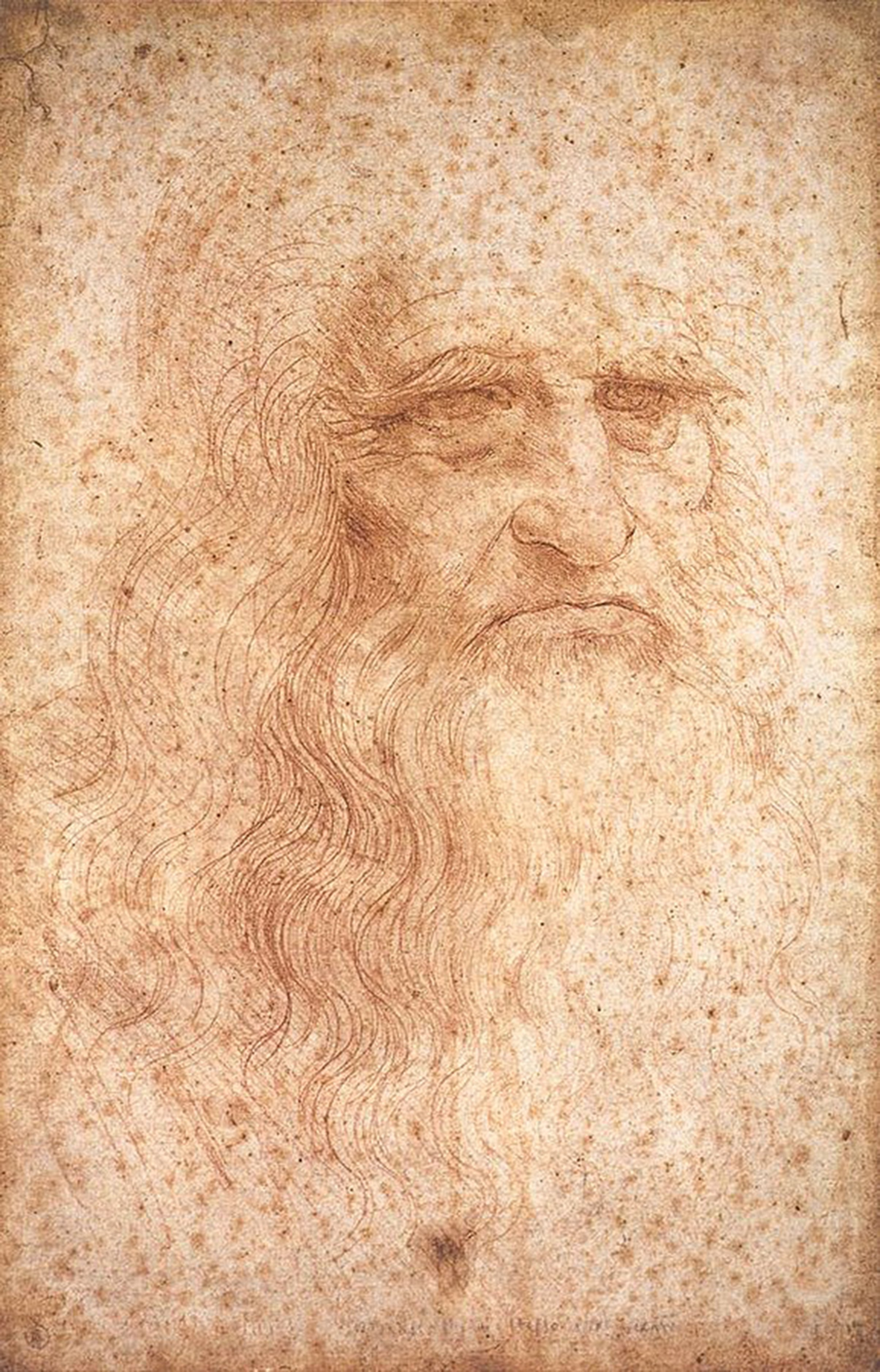
万能人レオナルド・ダ・ヴィンチ。「モナリザ」などに見られる巧緻な技術を持つ芸術家であるとともに解剖学・生物学・幾何学・建築学・力学に通じた手稿を残した天才であった。画像はトリノ王宮図書館が所蔵するレオナルドの自画像。

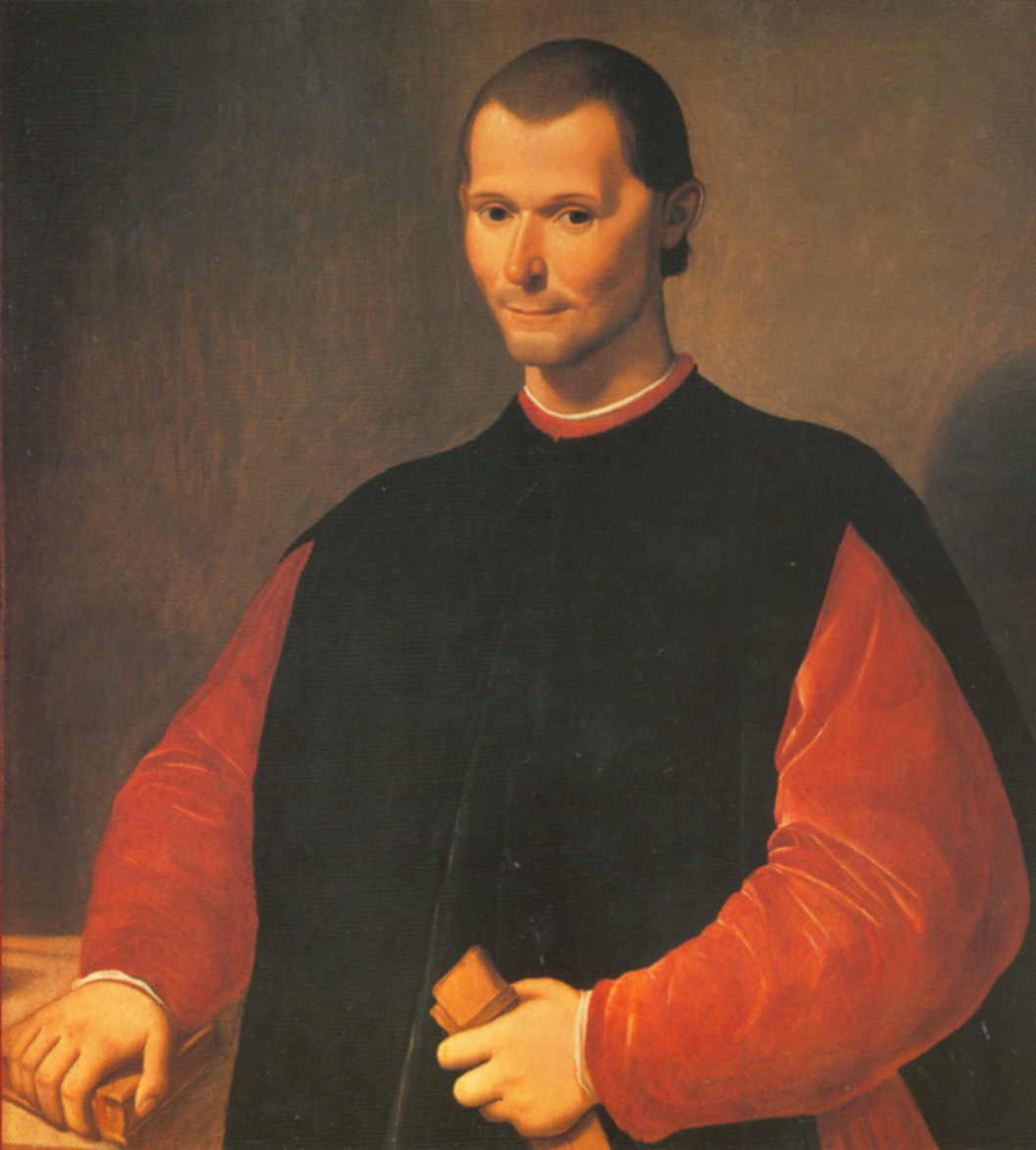
ニッコロ・マキャヴェッリ。小国家分立のイタリアにあって強力な政治統合を唱え、そのためには権謀術数をも辞さないという主張は、宗教や道徳から政治を切り離すいわゆる近代政治学の嚆矢となった。

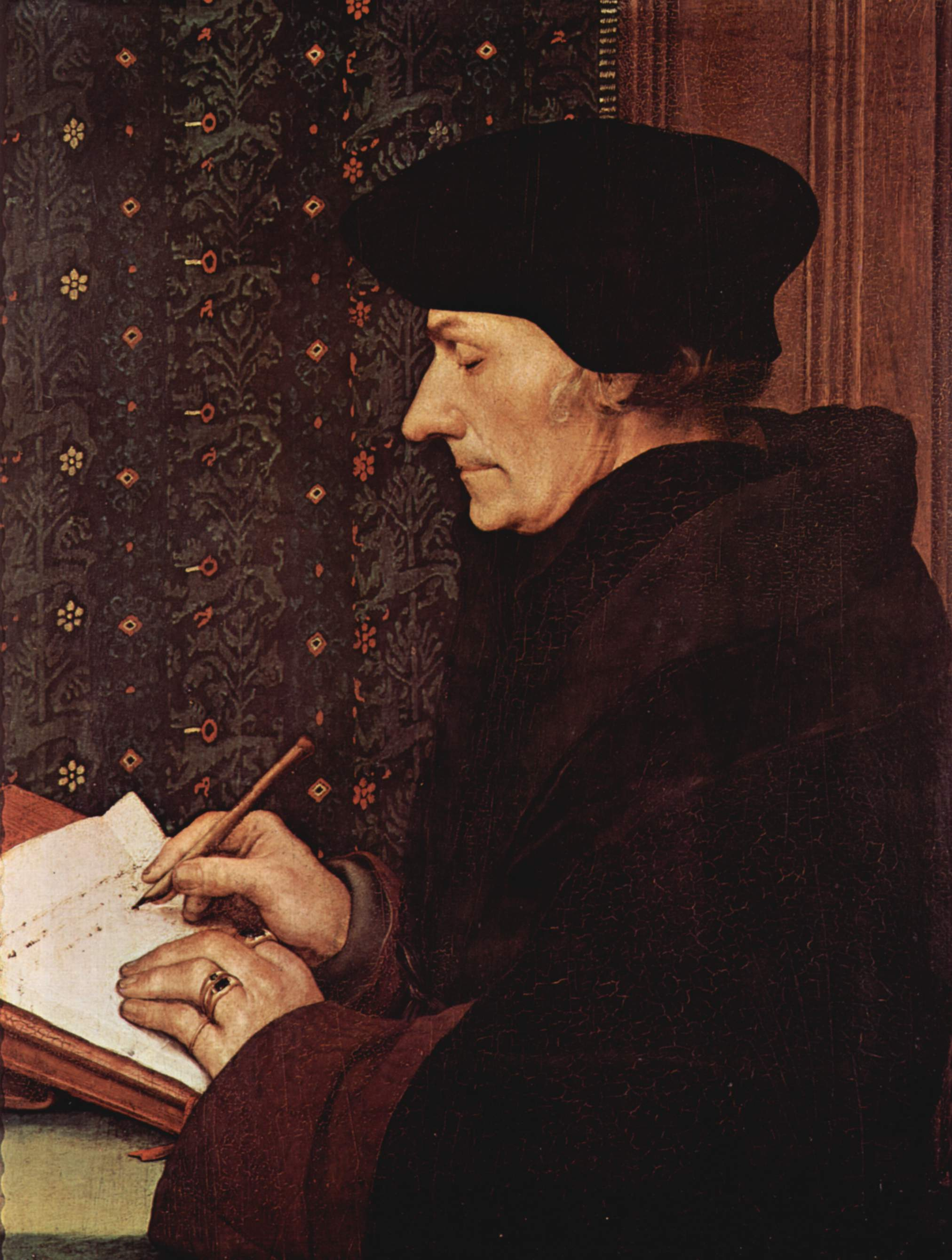
「エラスムスの世紀」。「人文主義の王者」とも呼ばれたエラスムスは『校訂版 新約聖書』の他『痴愚神礼賛』のような諷刺の効いた著作を含め旺盛な執筆活動を行い、その思想は宗教改革前後の全ヨーロッパを席巻した。画像はハンス・ホルバインによるエラスムスの肖像（ルーヴル美術館蔵）。

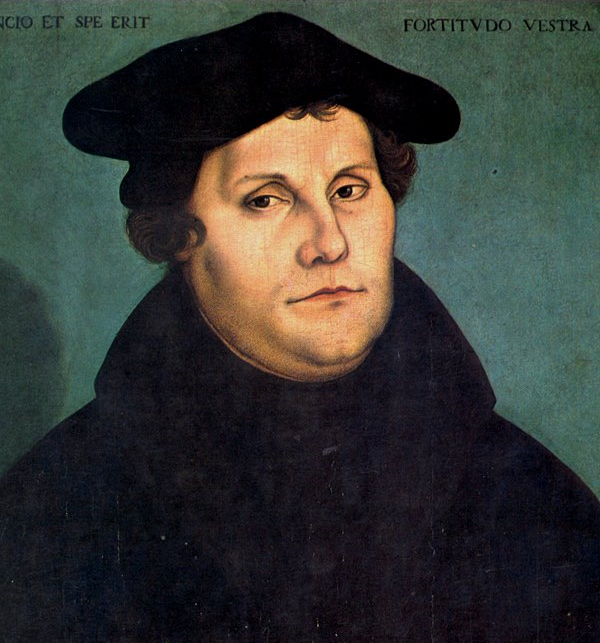
マルティン・ルター。彼が1517年に起こしたヴィッテンベルク大学での「95ヶ条の論題」は西方キリスト教世界を大きく分裂させる端緒となった。画像はルターの友人でもあったルーカス・クラナッハによる肖像画（アウクスブルクの聖アンナ教会蔵）。

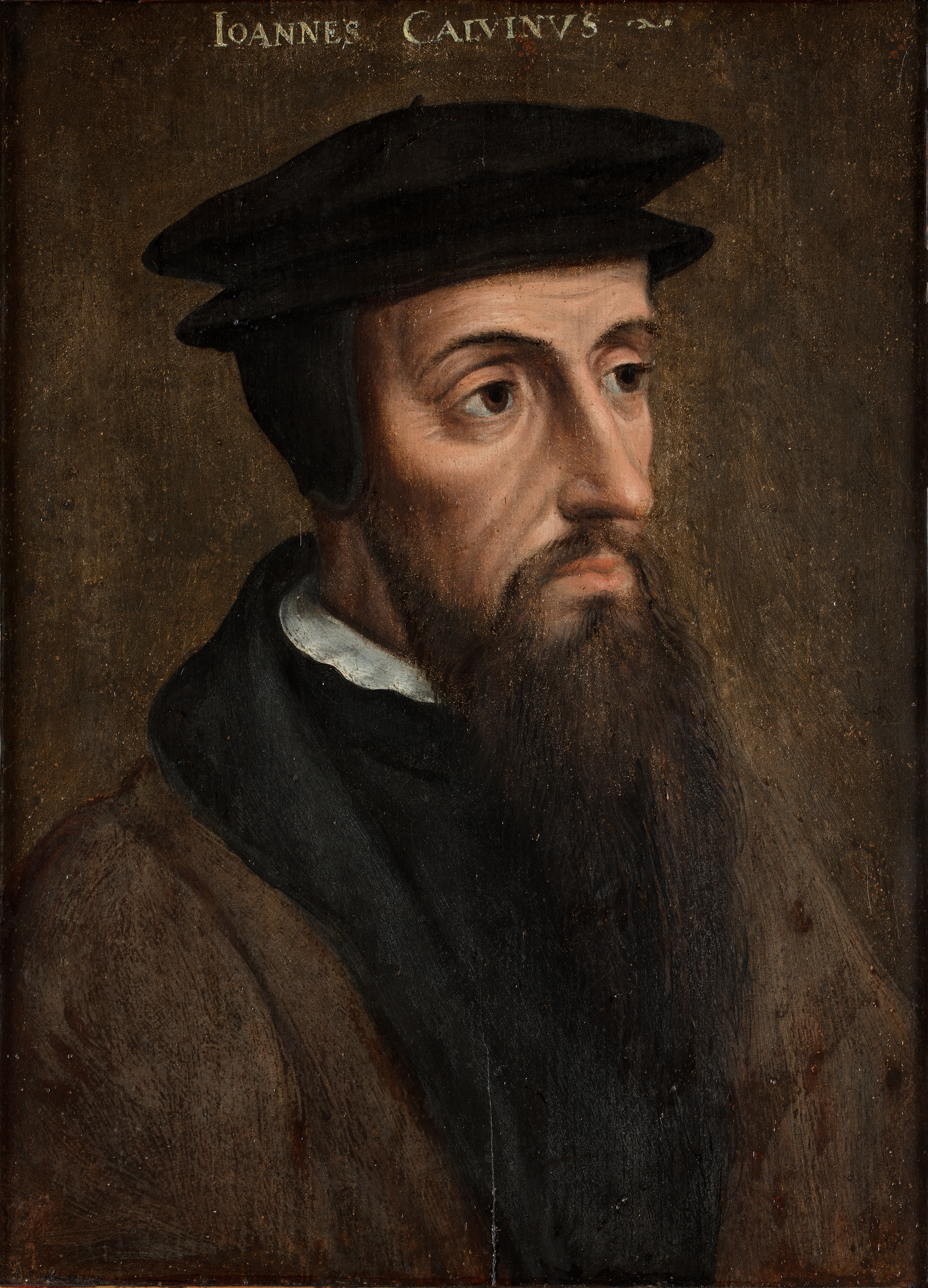
ジャン・カルヴァン。パリ大学に学び主著『キリスト教綱要』で改革派であることを表明、ジュネーヴで神権政治を行った。画像はユトレヒトのカタリナ修道院博物館博物館にあるカルヴァンの肖像。

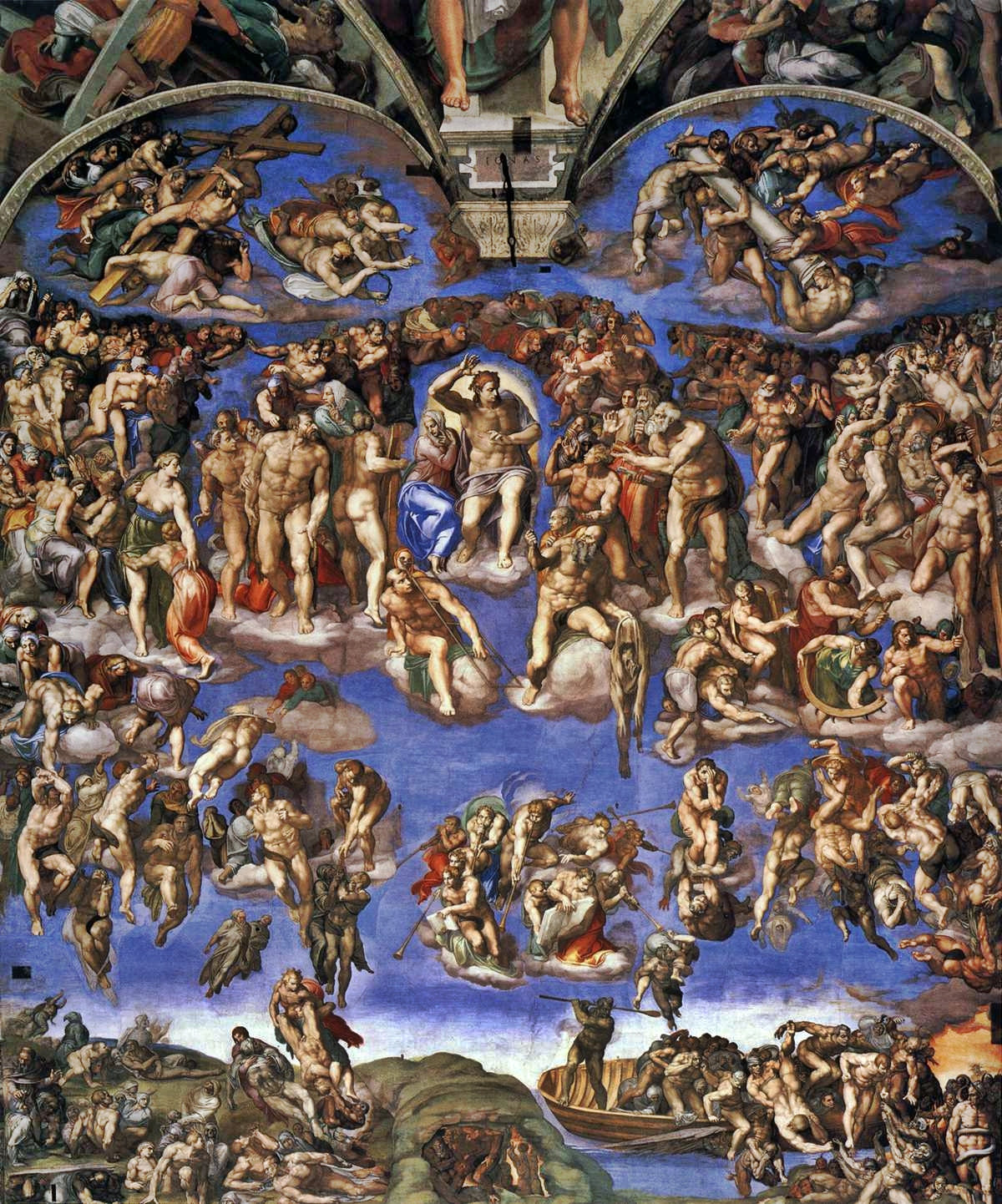
システィーナ礼拝堂の「最後の審判」。ミケランジェロによる大画面の壁画でキリストの再臨と死者の再生を題材としているが、西ヨーロッパ世界の信仰分裂の苦悩を表しているとも言われ、その複雑な人体表現はマニエリスム芸術の先蹤ともなった。

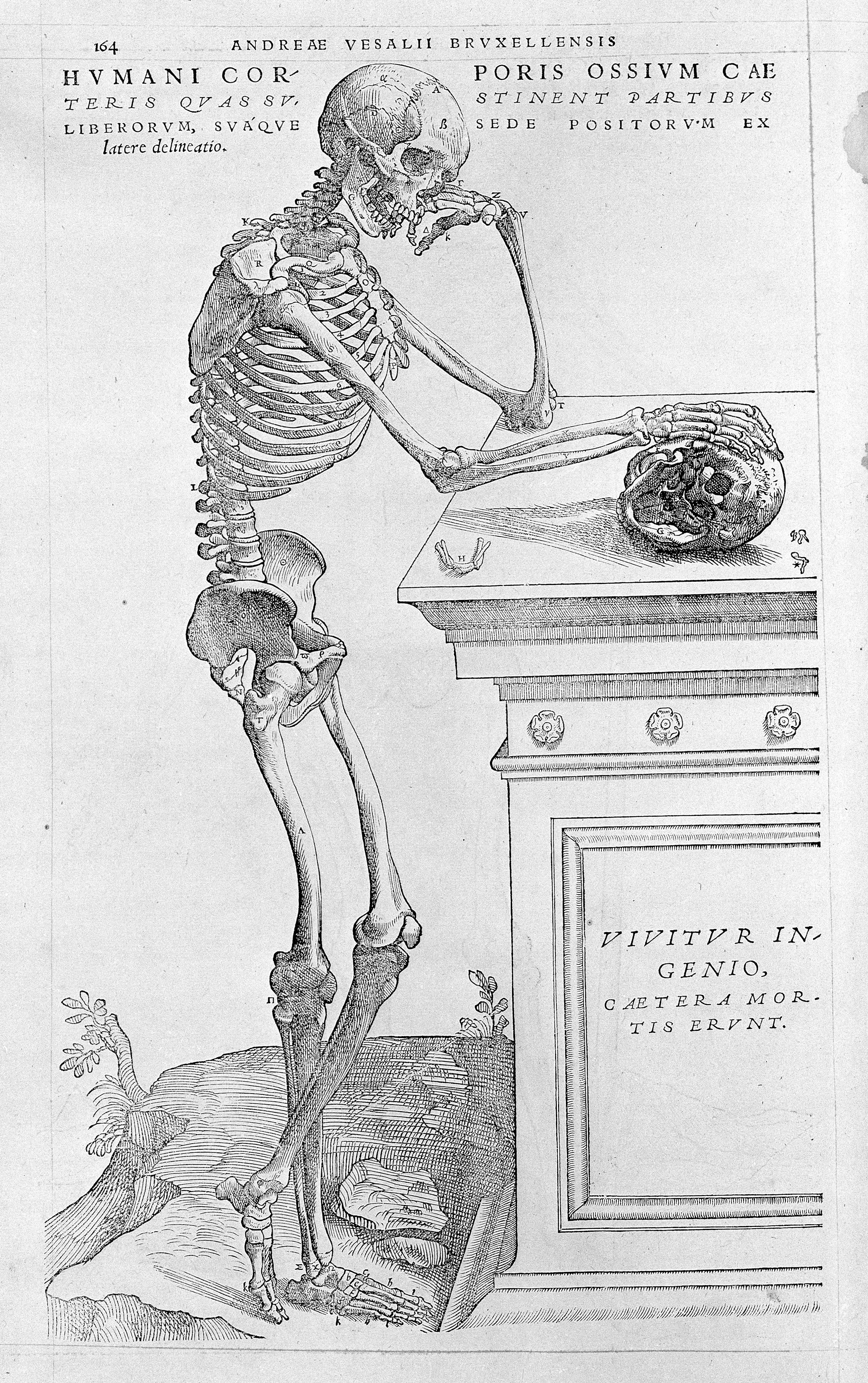
『ファブリカ』 。ファブリカとは解剖学者アンドレアス・ヴェサリウスの著書『人体の構造』のラテン語での略称のこと。精確で細密な今迄にない写実的な解剖図を添付することで人々を驚かせた。

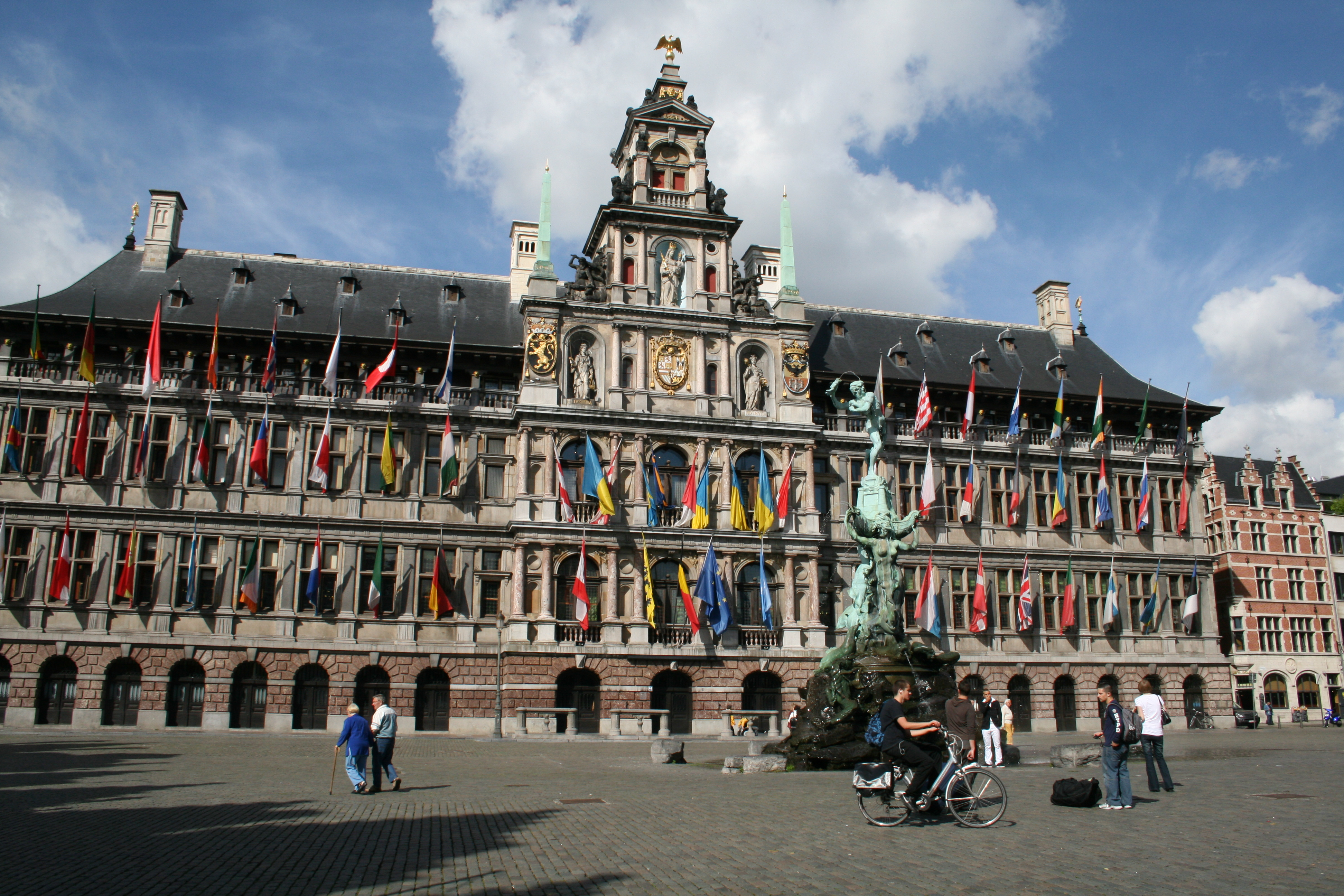
アントウェルペン。オーストリア系ハプスブルク家の支配下にあったネーデルラントは、スペイン系に支配が移っても長らくヨーロッパ国際貿易の要衝であった。画像はネーデルラントの中心地アントウェルペンにこの世紀に建てられたアントウェルペン市庁舎でマルクト広場に面した、壮麗なルネサンス様式建築である。

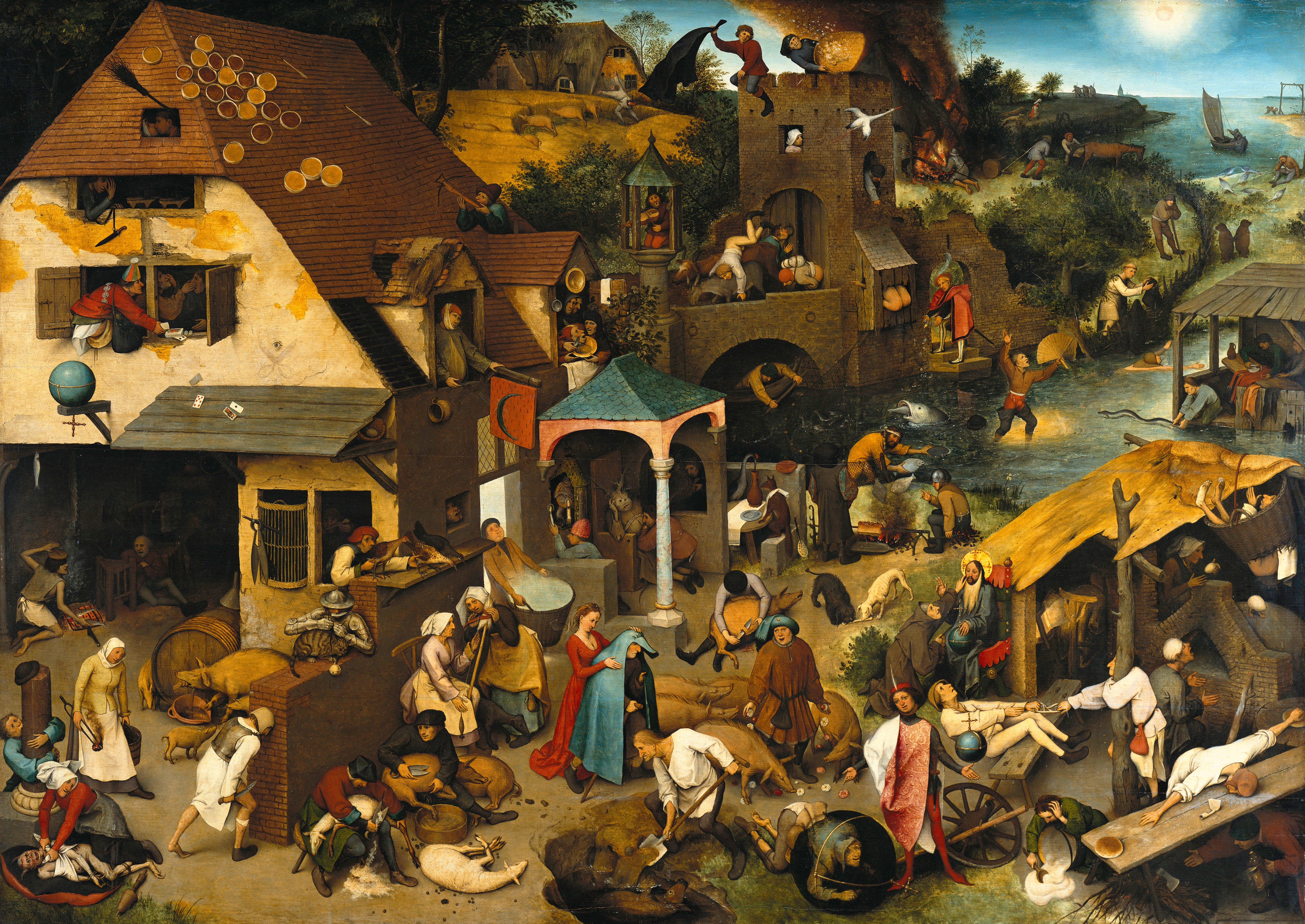
ピーテル・ブリューゲルの絵画世界。聖書などの物語絵を描く一方で、市井の人々の身近な日常を取り上げ、類例のないこの時代の貴重な記録ともなっている。画像は「ネーデルラントの諺」（ベルリン絵画館蔵）。

サン・バルテルミの虐殺。プロテスタントとカトリックの対立はフランスでは王権をめぐる内戦となり、この混乱からブルボン朝が生まれることになる。画像はスイス・ヴォー州立ローザンヌ美術館蔵のフランソワ・デュボワ（16世紀の画家）による同時代の虐殺の記録画。

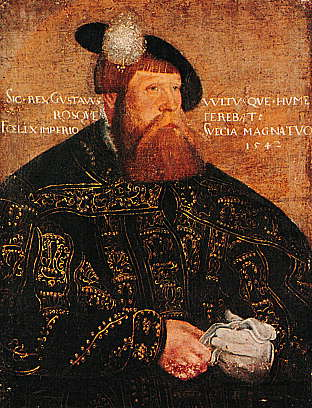
カルマル同盟の解体と再編。デンマーク王クリスチャン2世の「ストックホルムの血浴」によりスウェーデン人の反発が強まり、グスタフ・ヴァーサを国王とするスウェーデン王国がカルマル同盟から独立した。画像はグスタフ・ヴァーサ（グスタフ1世）の肖像。

奇想の宮廷。神聖ローマ皇帝ルドルフ2世が宮廷をプラハに置いたことにより、この地は学問・芸術・神秘思想の国際マニエリスム文化の中心となった。画像はアルチンボルドによる「ウェルトゥムヌスに扮するルドルフ2世（スウェーデン・スコークロステル城蔵）」。

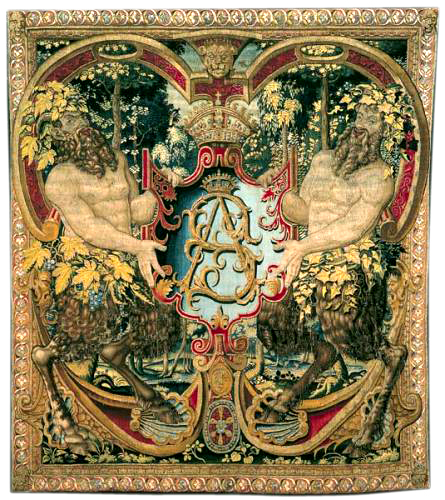
ポーランドの黄金時代。ヤゲウォ朝最後の国王ジグムント2世の時代にこの国は経済的にも文化的にも大いに繁栄した。画像はジグムント2世（アウグスト）王のモノグラム「S・A」が刺繡されたタピストリーで1555年頃にブリュッセルで作られたもの。

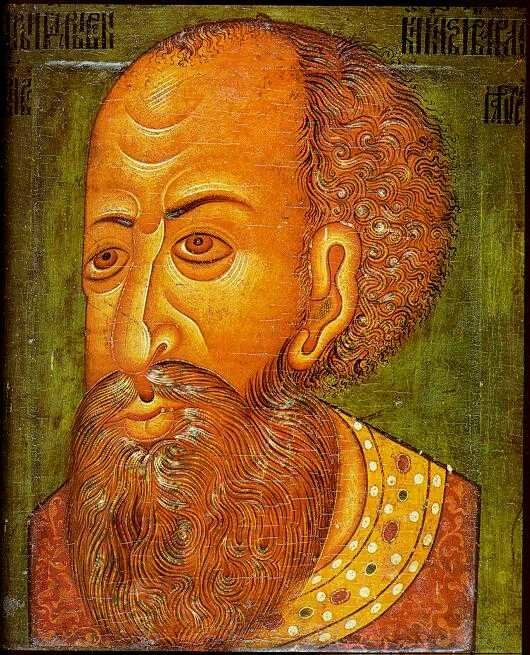
イヴァン4世。ロシアを強国にするため各地を征服した一方で、専制君主として恐れられ「雷帝（グローズヌイ）」の異名がついた。画像は雷帝死後間もなく描かれたパルスナ様式の肖像画（コペンハーゲン国立美術館蔵）。

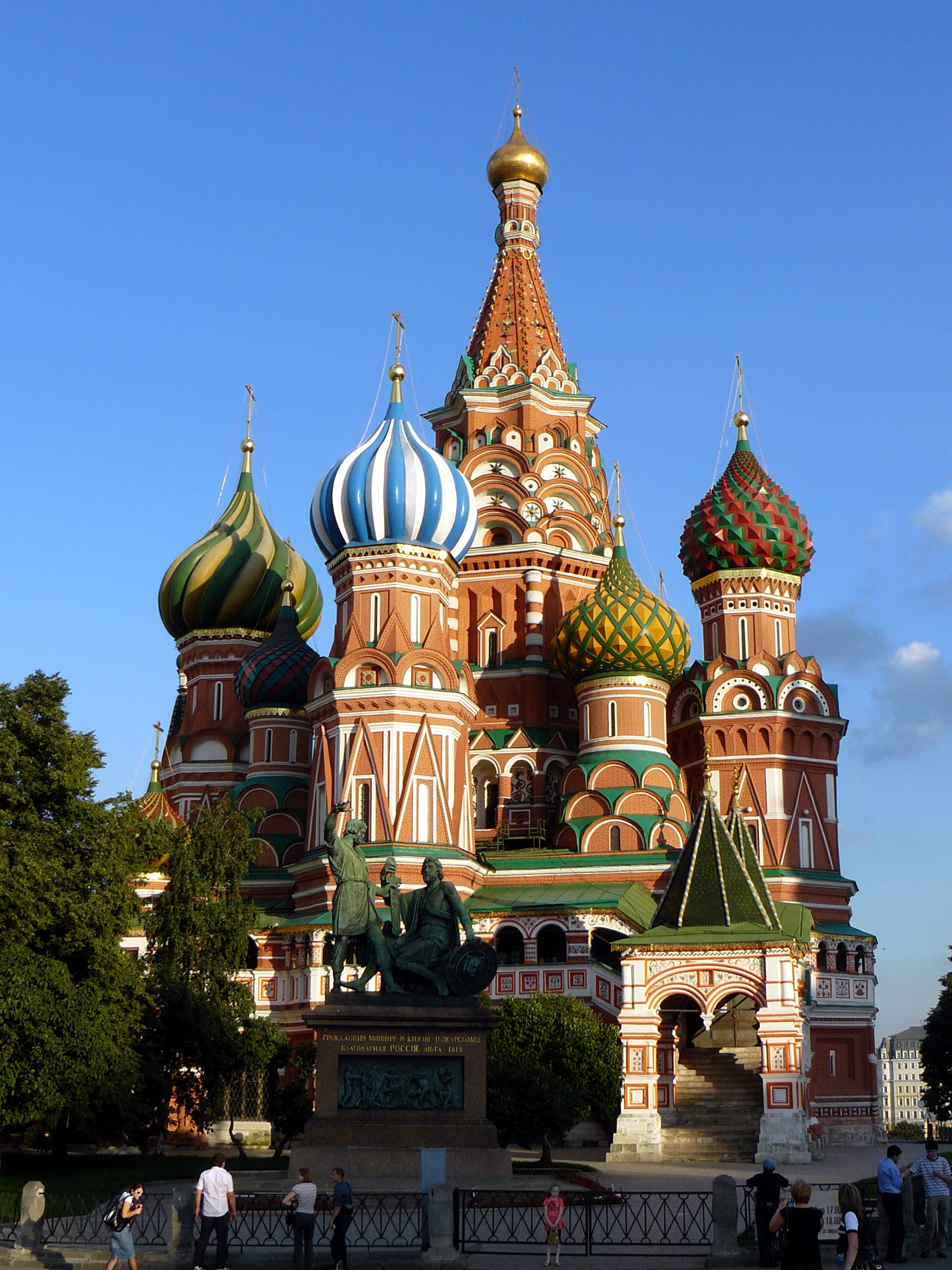
モスクワの聖ワシリイ大聖堂。ロシアのイヴァン4世（雷帝）がカザン征服を記念して建てたビザンティン様式の教会で、佯狂者聖ワシリイを顕彰している。

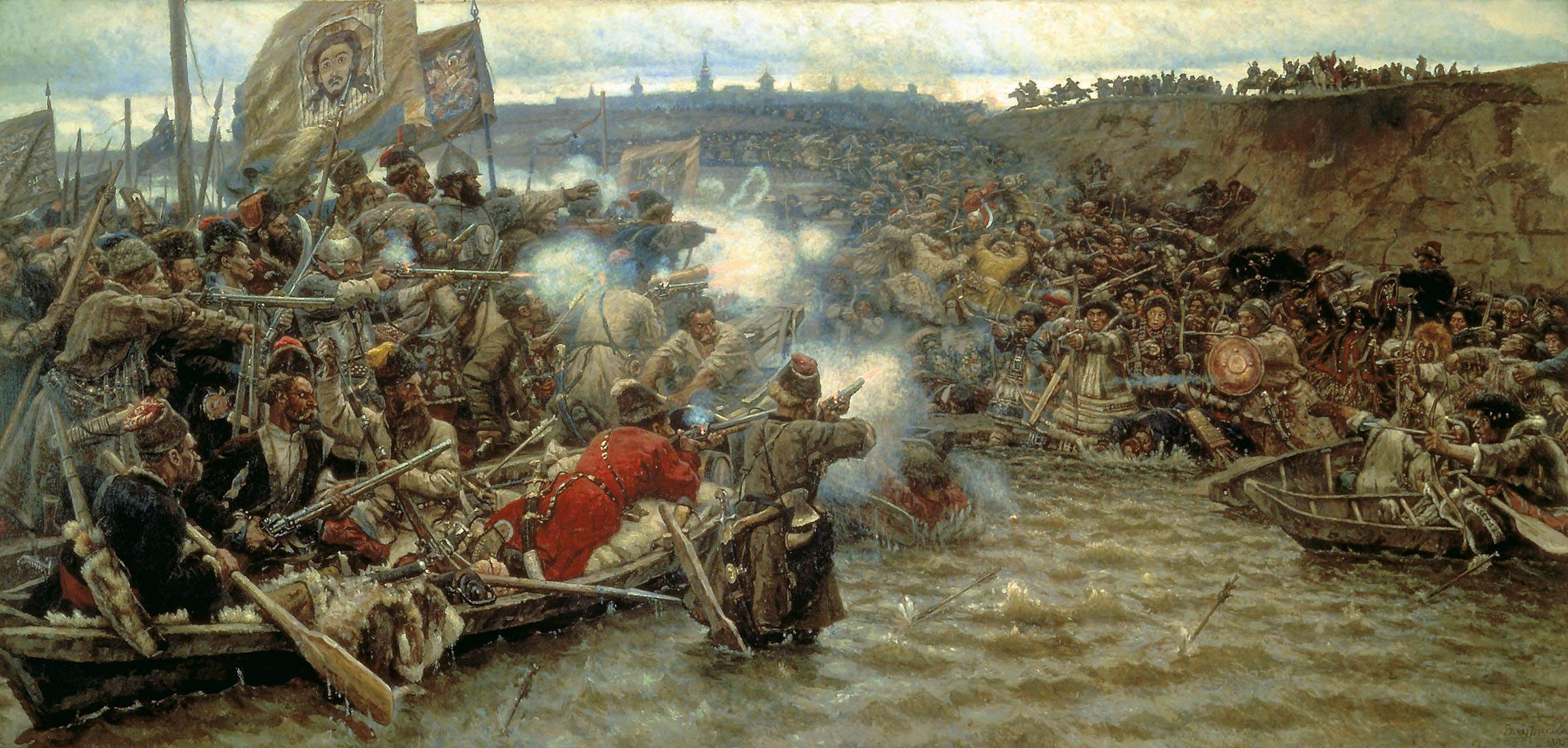
ロシアのシベリア征服の始まり。イヴァン雷帝の時代にコサックのイェルマークに率いられた一群がシビル・ハン国に大勝してその都カシリクを奪取し、以後シベリアにおけるロシアの東方拡大の端緒となった。画像はワシーリー・スリコフの歴史画「イェルマークのシベリア征服」。

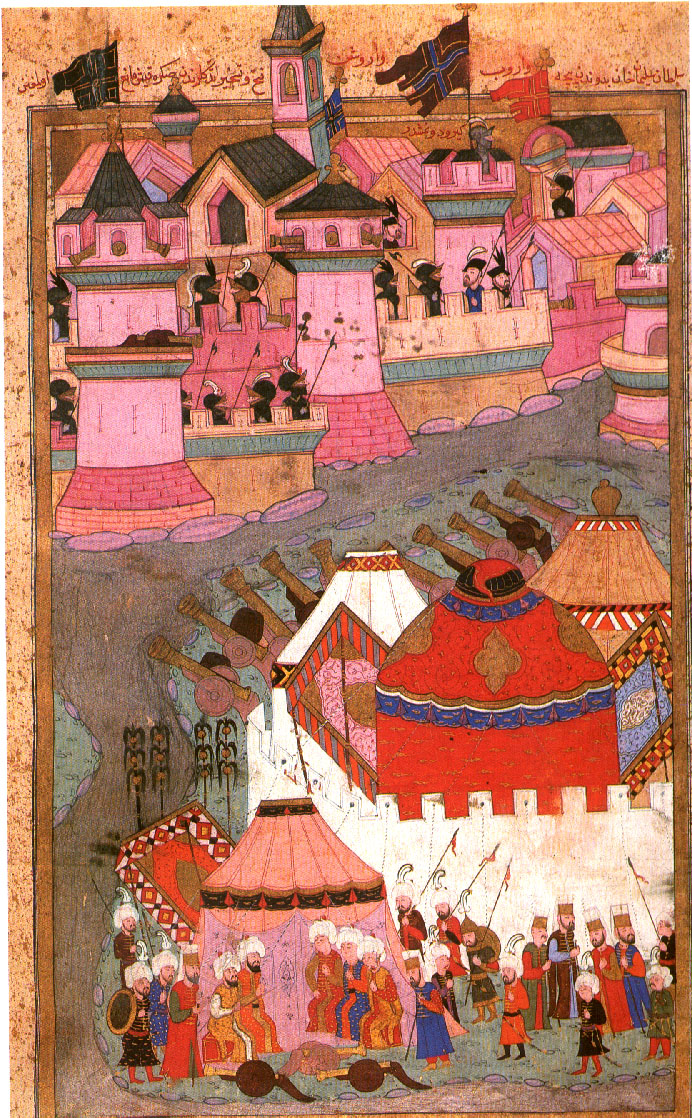
第一次ウィーン包囲。壮麗王とも呼ばれたスレイマン1世の時代にオスマン帝国の領土はハンガリーを含んだ中欧にまで広がり、ヨーロッパ諸国の脅威となった。

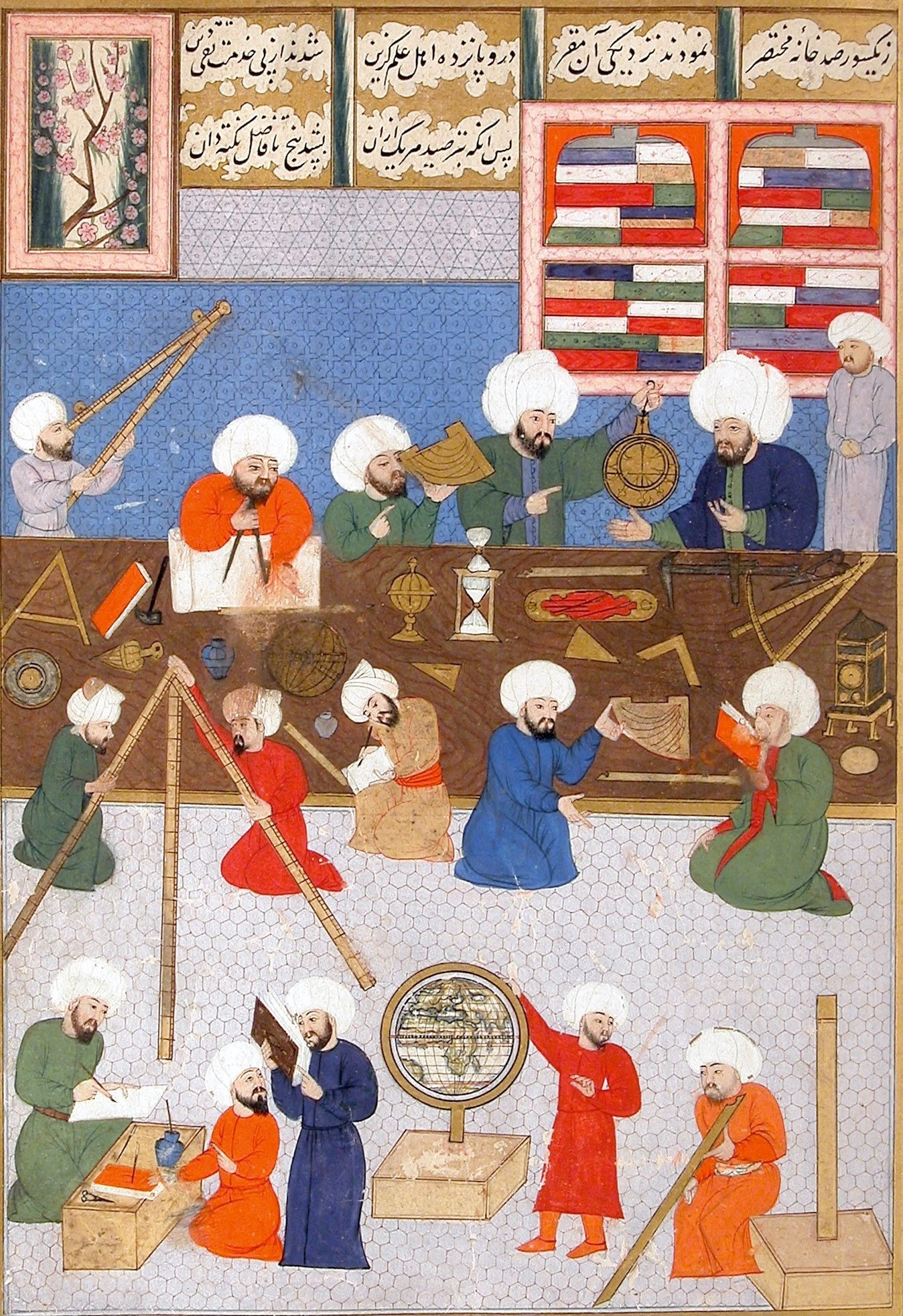
オスマン帝国の天文学。1577年に首都イスタンブルに天文台が建てられた。ここで活躍したのがダマスカス生まれのアラブ人天文学者タキ・アルディンであった。画像はタキ・アルディンの研究室を描いた細密画。

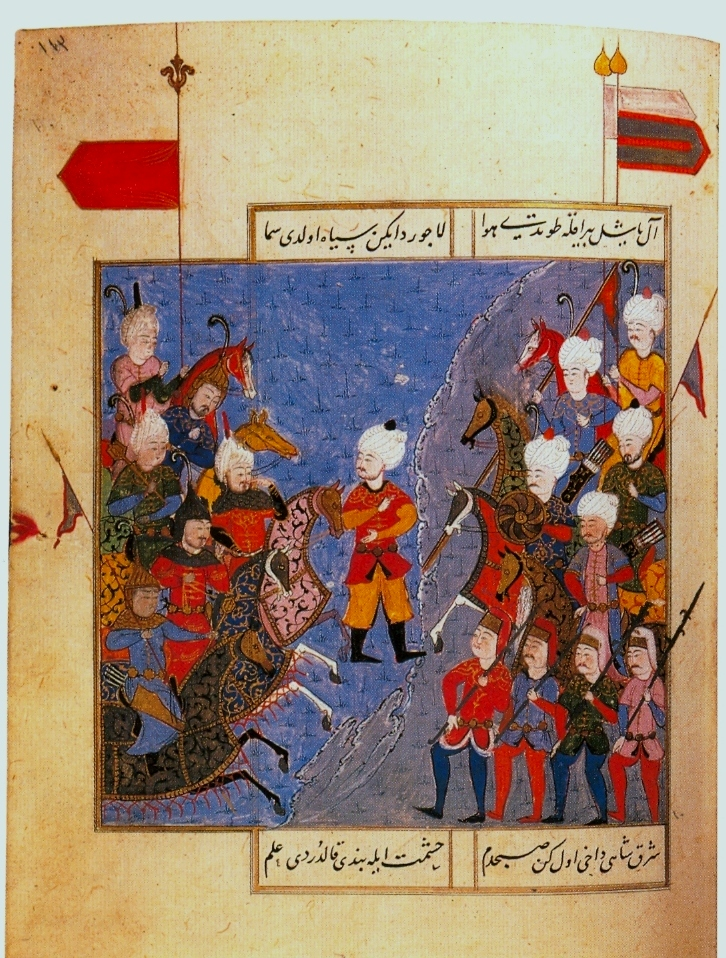
チャルディラーンの戦い。オスマン朝のイェニチェリ鉄砲隊が、無敵を誇ったサファヴィー朝の騎馬軍団クズルバシュを撃ち破った戦いとして知られている。以後西アジアでも鉄砲や大砲の優位性が認められ、「火薬帝国」と呼ばれる帝国の並立が固定化した。

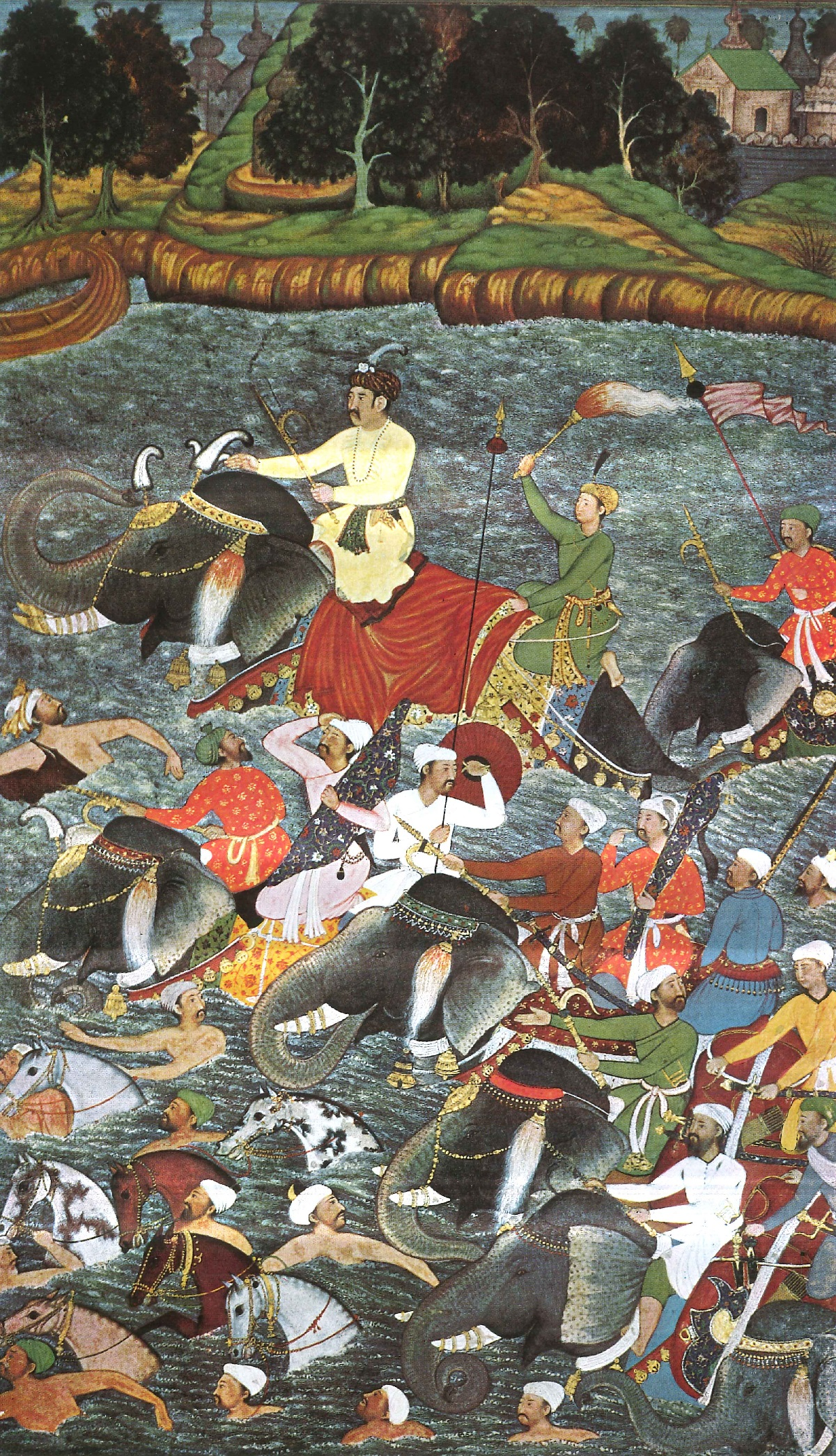
ムガル帝国のアクバル大帝。帝国の基盤を固める一方でイスラム教徒とヒンドゥー教徒の融和に尽くした賢君とされている。画像は『アクバル・ナーマ』の細密画（ヴィクトリア&アルバート博物館蔵）で戦象に乗って戦うアクバル。

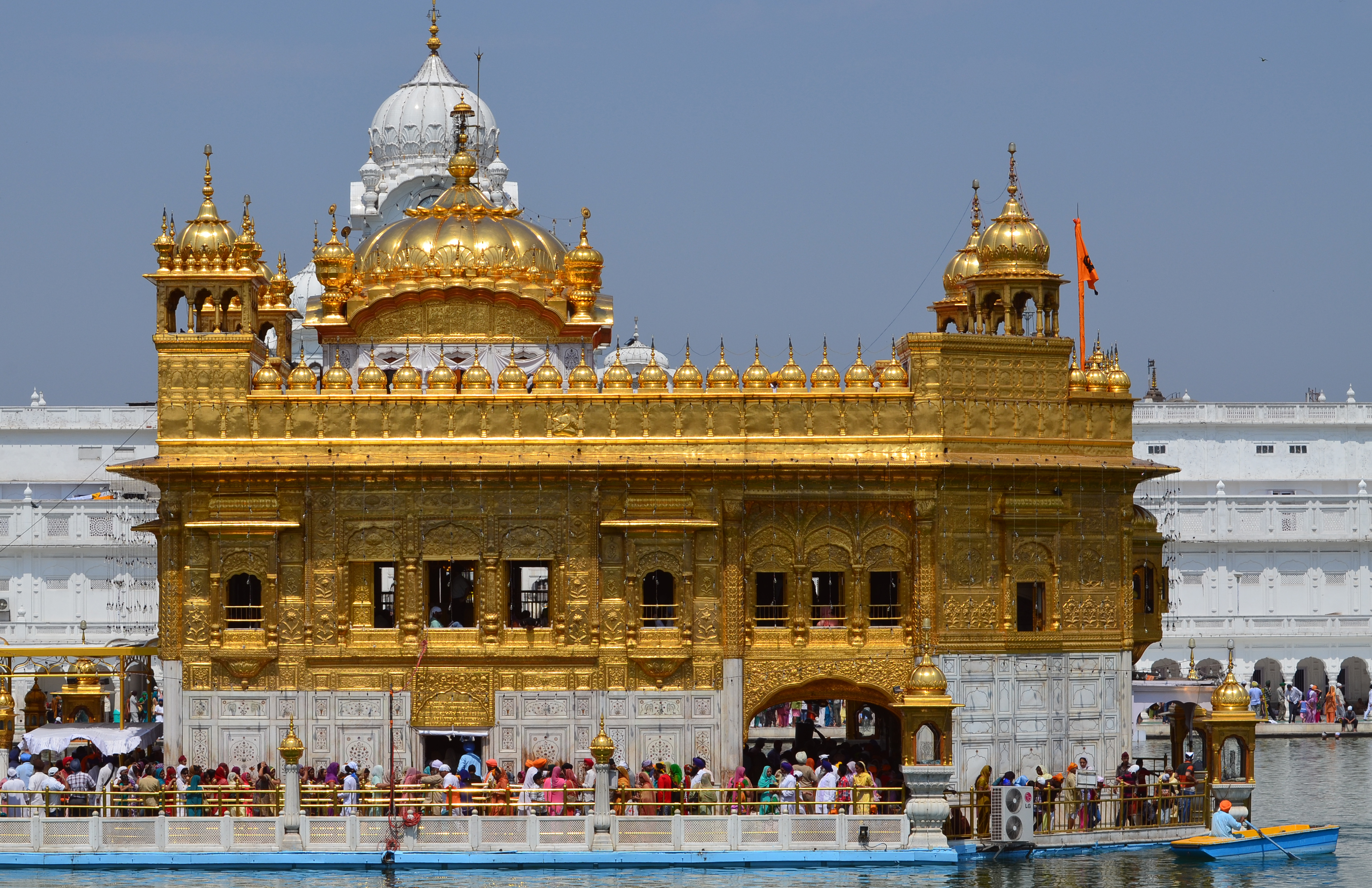
シク教の展開。16世紀初めにパンジャーブ地方でナーナクにより創始された。画像はアムリトサルにあるシク教の中心地ハリマンディル・サーヒブ（黄金寺院。1574年着工）。

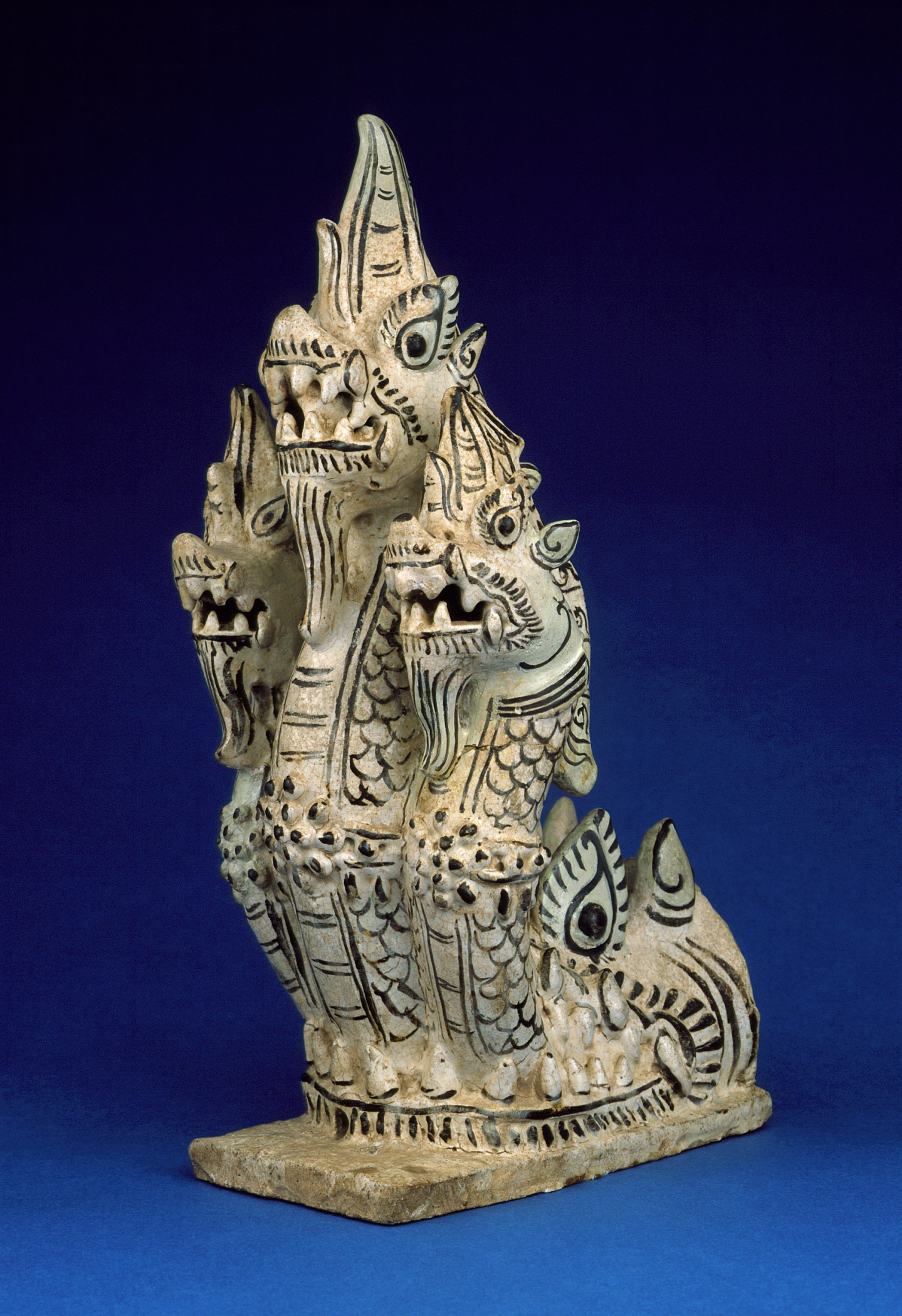
サンカローク窯。タイのスコータイ朝の副都シーサッチャナーライ近郊にあった窯で、ここから数多くの焼き物が輸出された。日本では桃山時代に評価が高まり宋胡禄焼（すんころくやき）の名で知られている。画像はロサンゼルス・カウンティ美術館の所蔵作品。

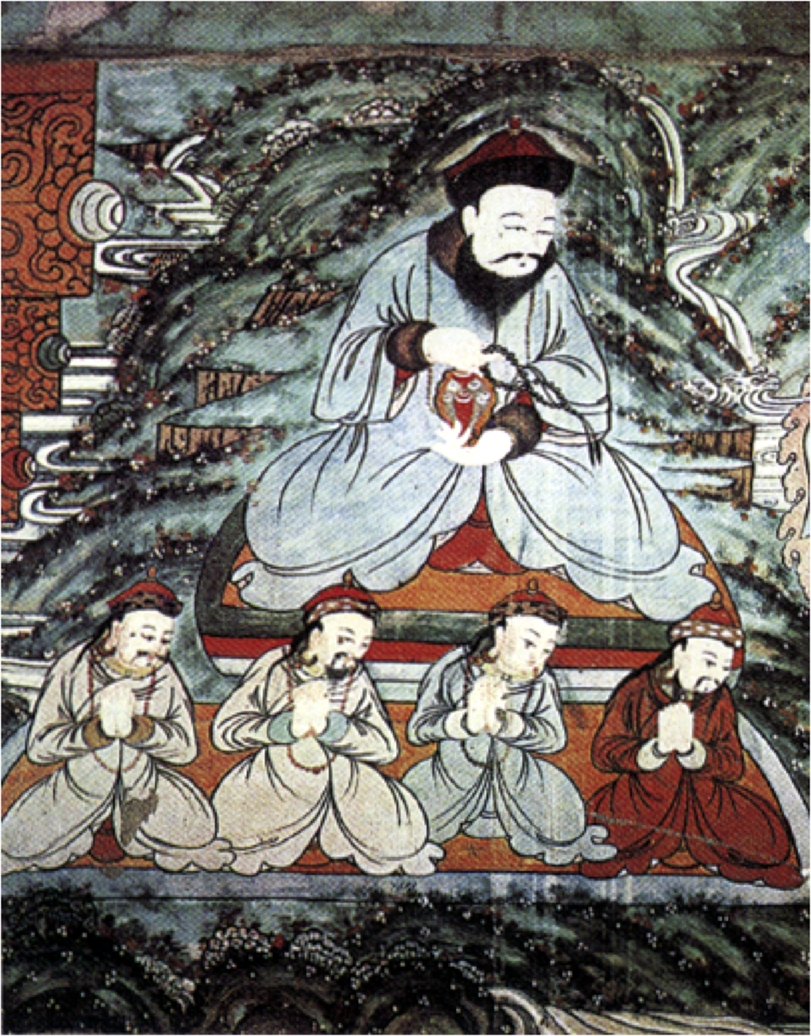
アルタン・ハーン。モンゴルを再統一したダヤン・ハーンの孫でトゥメト部を率いたアルタンは、庚戌の変では北京にまで迫り明の人々を恐れさせた。

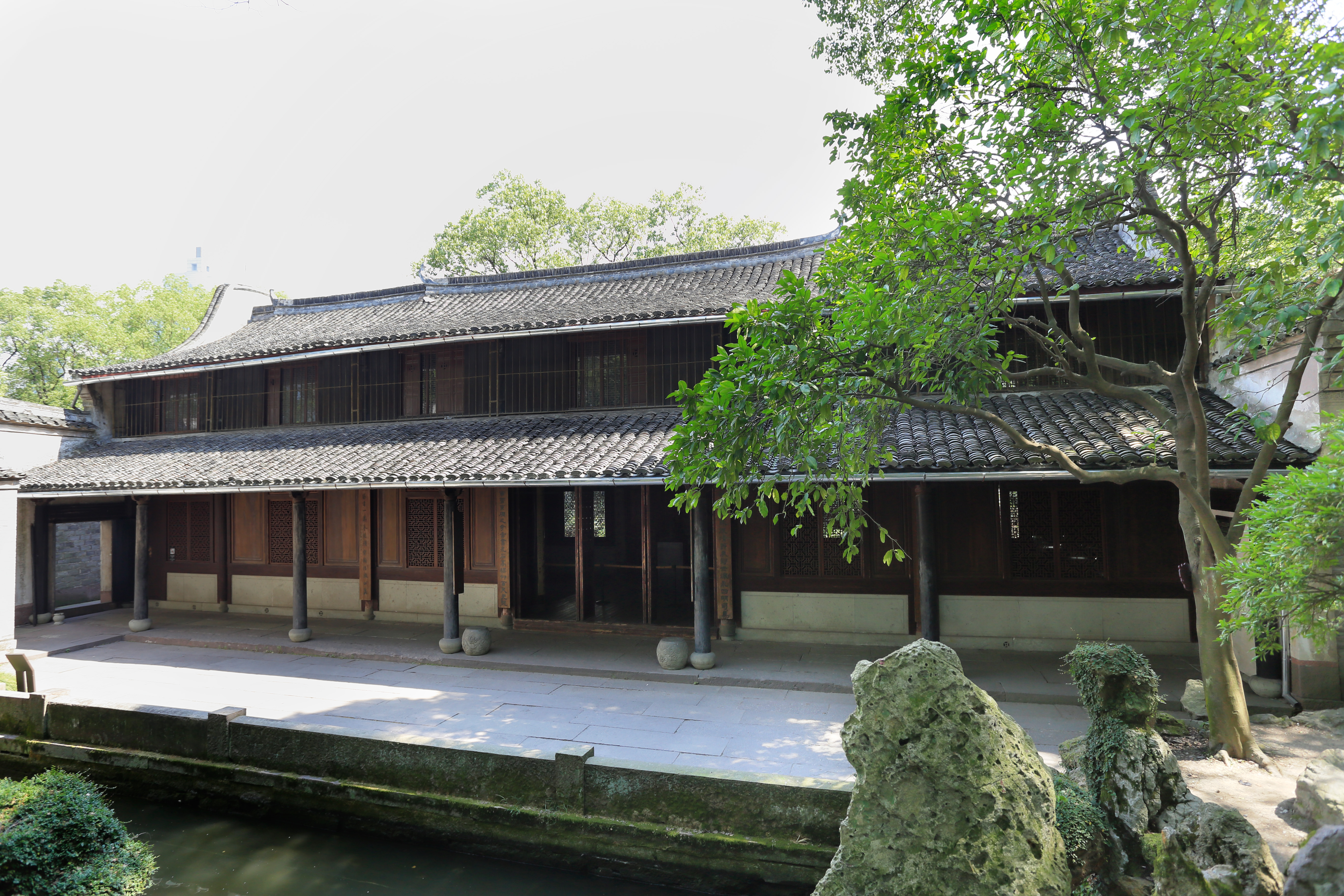
寧波。貿易港として文化都市として知られたが、1523年の寧波の乱では日本船同士が衝突を起こし、以後貿易は制限され倭寇が跳梁するきっかけをなした。画像は寧波に残る1561年に建立された中国最古の書庫「天一閣」。

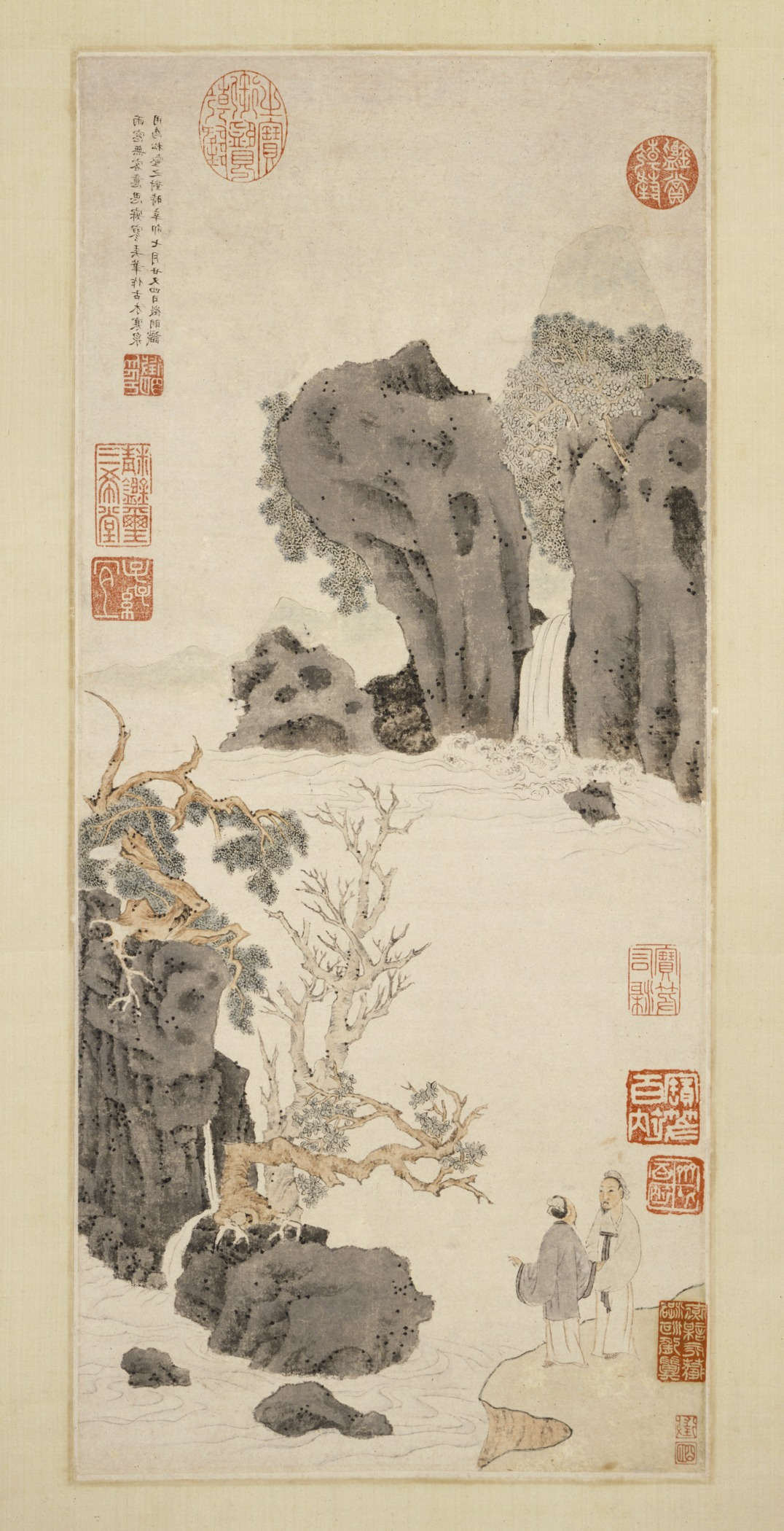
宮廷画家から文人画家へ。明代中期から画壇の中心は文人画となり、沈周を祖とする呉派が伸長した。就中、詩書画に巧みな文徴明は三絶と呼ばれ、90歳の天命を全うし名作を残した。画像は文徴明の「枯木寒泉図」（ロサンゼルス・カウンティ美術館蔵）。

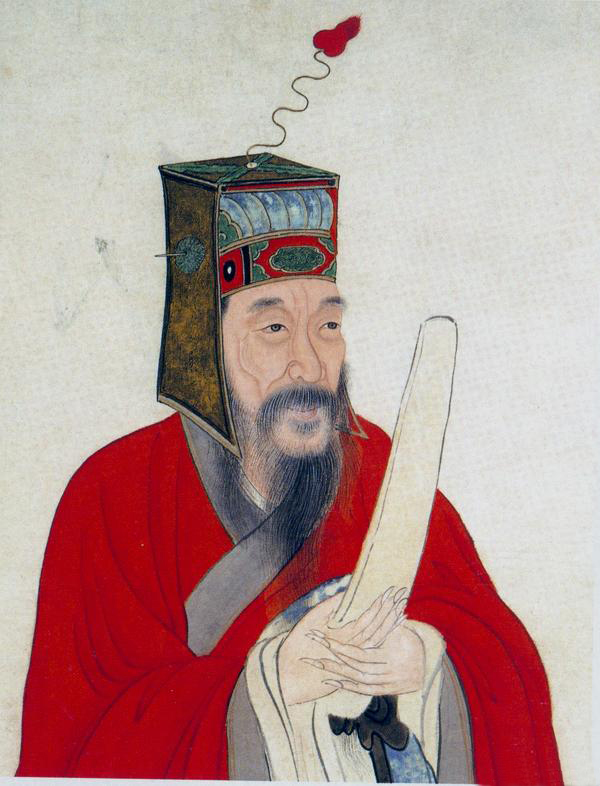
王陽明の登場。明で官学となった朱子学に対し「心即理」や「知行合一」といった理念を掲げたのが陽明学である。明末には陽明学左派の李卓吾のような型破りの学者も現れ、文芸などを通じ思想界はかつてない活気を見せた。

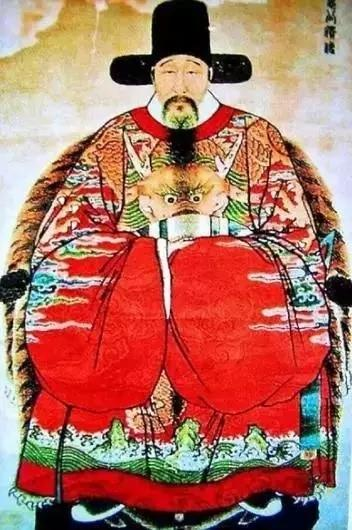
張居正の改革。財政再建と綱紀粛正のため神宗万暦帝のもとで改革を推し進めたのが内閣大学士の張居正である。一条鞭法の導入や全国的な丈量の実施により財政は好転したが、彼の死後、万暦帝の親政で改革はなし崩しにされていった。

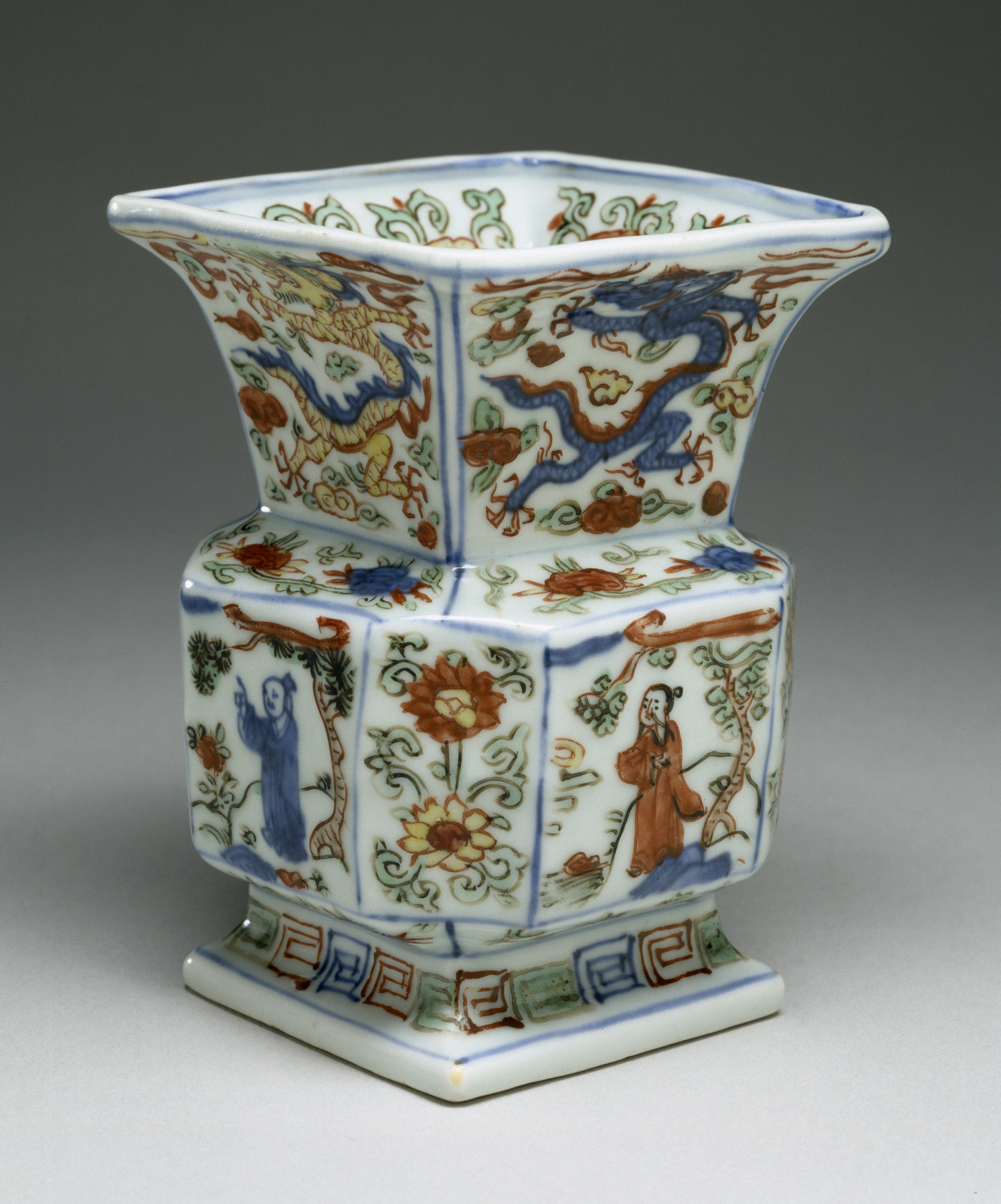
万暦赤絵。明の中期から後期には五彩など華やかな意匠の陶磁器が発展し、万暦帝の治世に因み「万暦赤絵」と呼ばれた。画像は「五彩竜仙人文尊形瓶（ボルティモア・ウォルターズ美術館蔵）」。

雪舟等揚。明に渡って漢画を学んだ雪舟は、山口を拠点に日本各地を遍歴し、戦国画壇の先駆けとなった。画像は雪舟の最晩年にあたる1501年頃に実景をもとに描いた山水画の大作「天橋立図」。

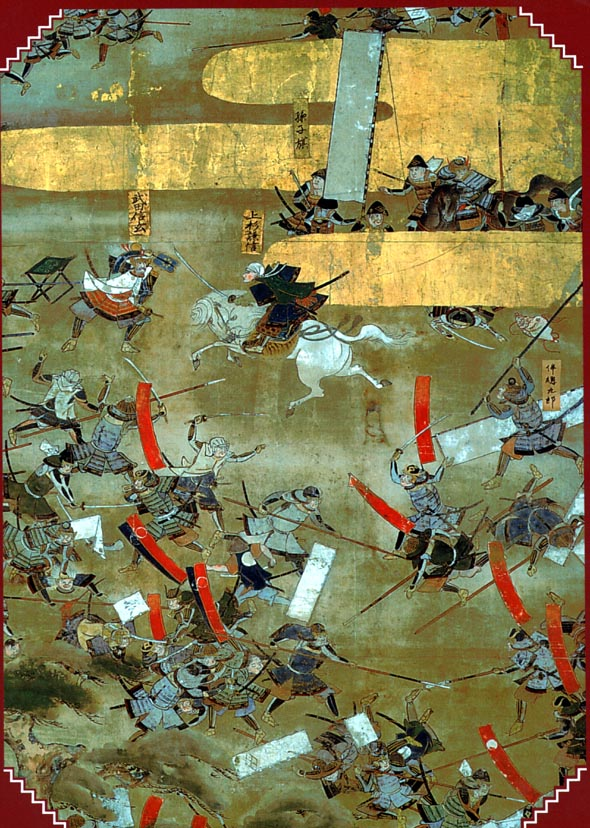
日本の戦国時代。室町幕府の支配が衰えると各地で群雄が割拠する時代へと突入した。画像は1561年の武田信玄と上杉謙信の激突を描いた「川中島合戦図屛風」（岩国美術館蔵）。

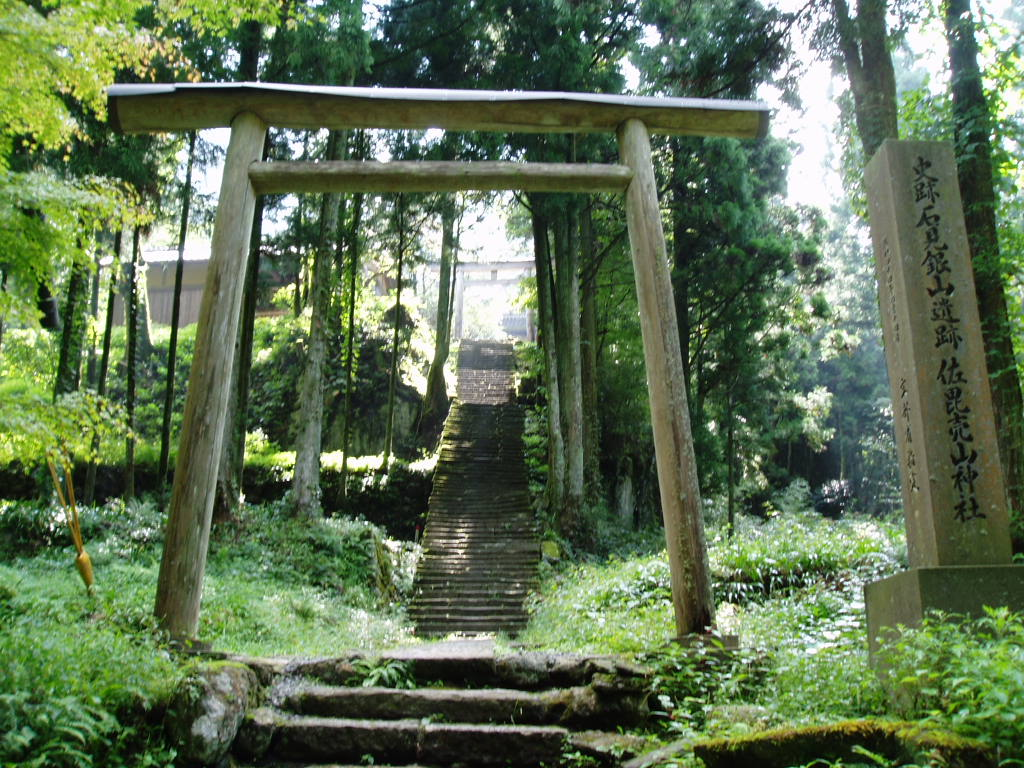
石見銀山。1533年の本格的な銀生産が始まって以来、長らく尼子氏と毛利氏の係争の地であった。ここで産出された銀は世界的な規模で流通し、南蛮貿易や中国の秤量貨幣システムにも影響を与えた。画像は石見銀山の氏神である佐毘売山神社。

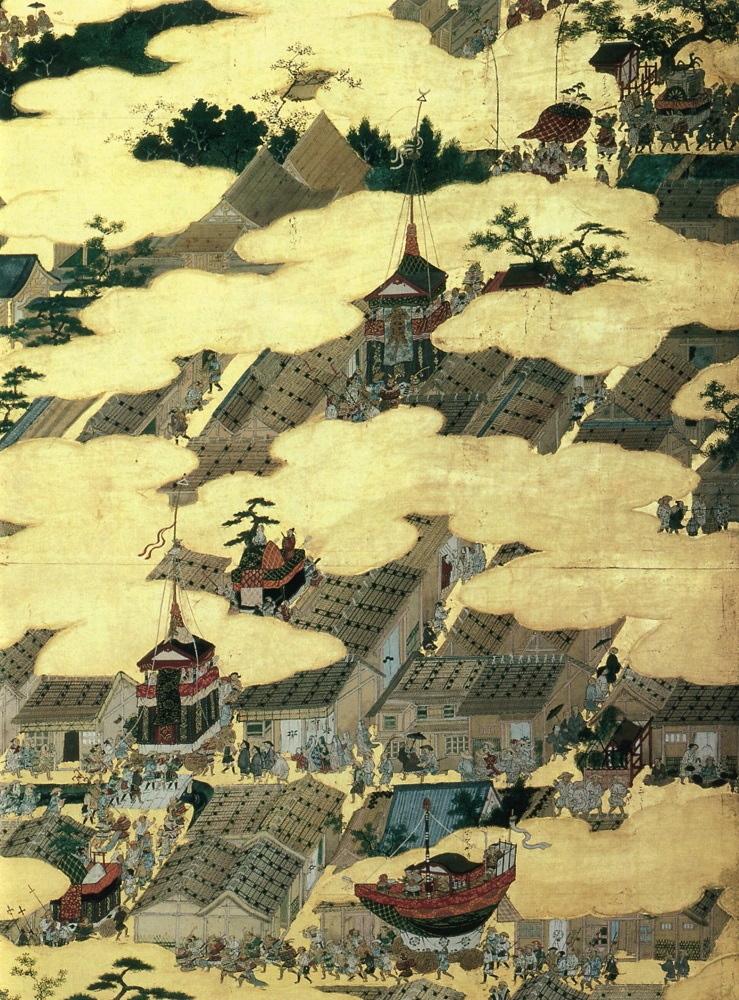
洛中洛外図。応仁の乱後も畿内は争乱が続いたが、京都の復興は目覚ましく、戦国大名もこの地を目指した。画像は織田信長から上杉謙信に送られた「洛中洛外図屛風（上杉本）」（米沢市上杉博物館蔵）で、京都の町衆による祇園祭が描かれている部分。

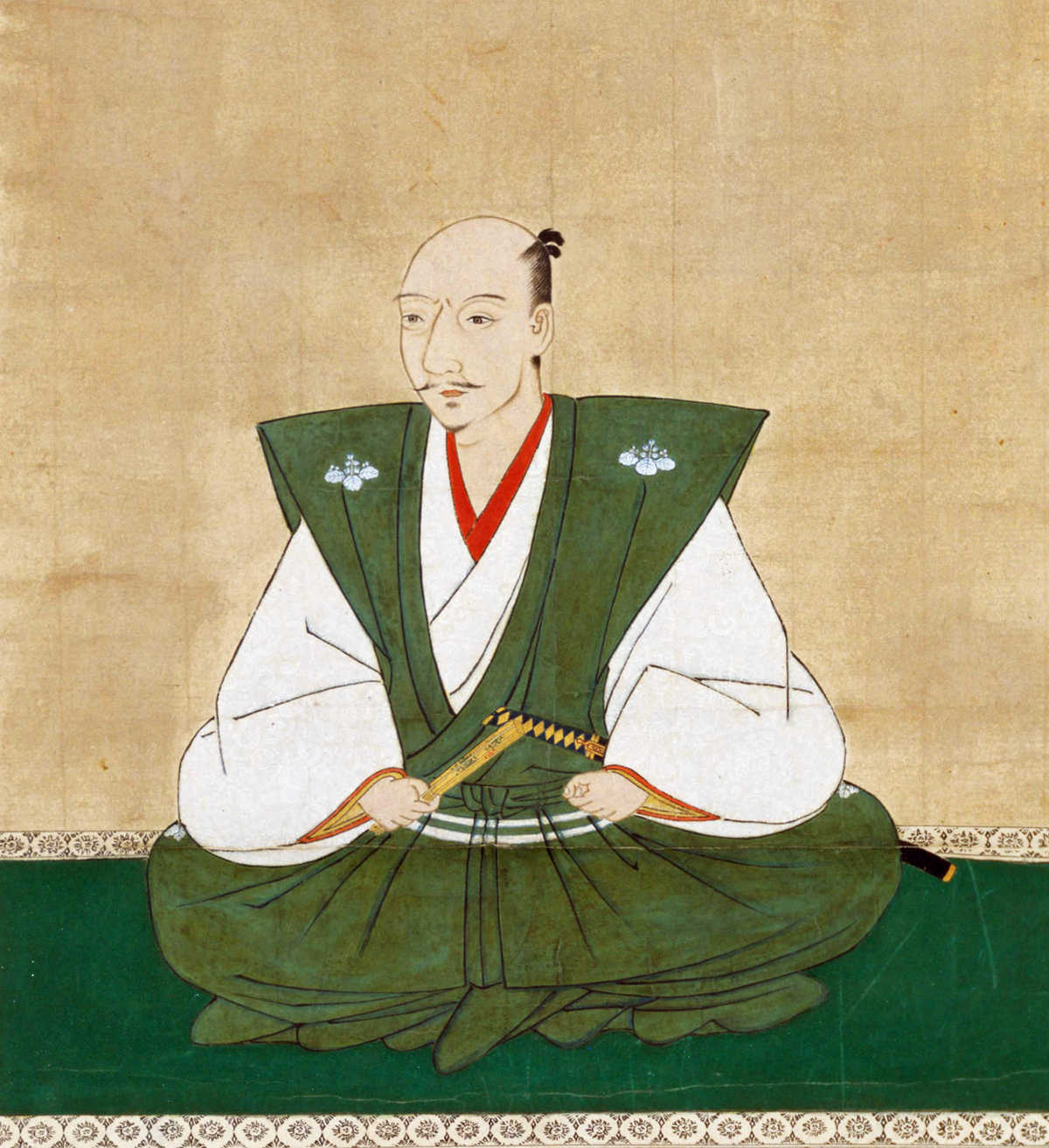
織田信長。尾張の領主から身を起こし、駿河の今川氏や美濃の斎藤氏を倒して勢力を拡大、室町幕府を滅ぼし、時代に先んじた政策で天下へ号令をかけた。画像は愛知県豊田市長興寺にある信長の肖像画。

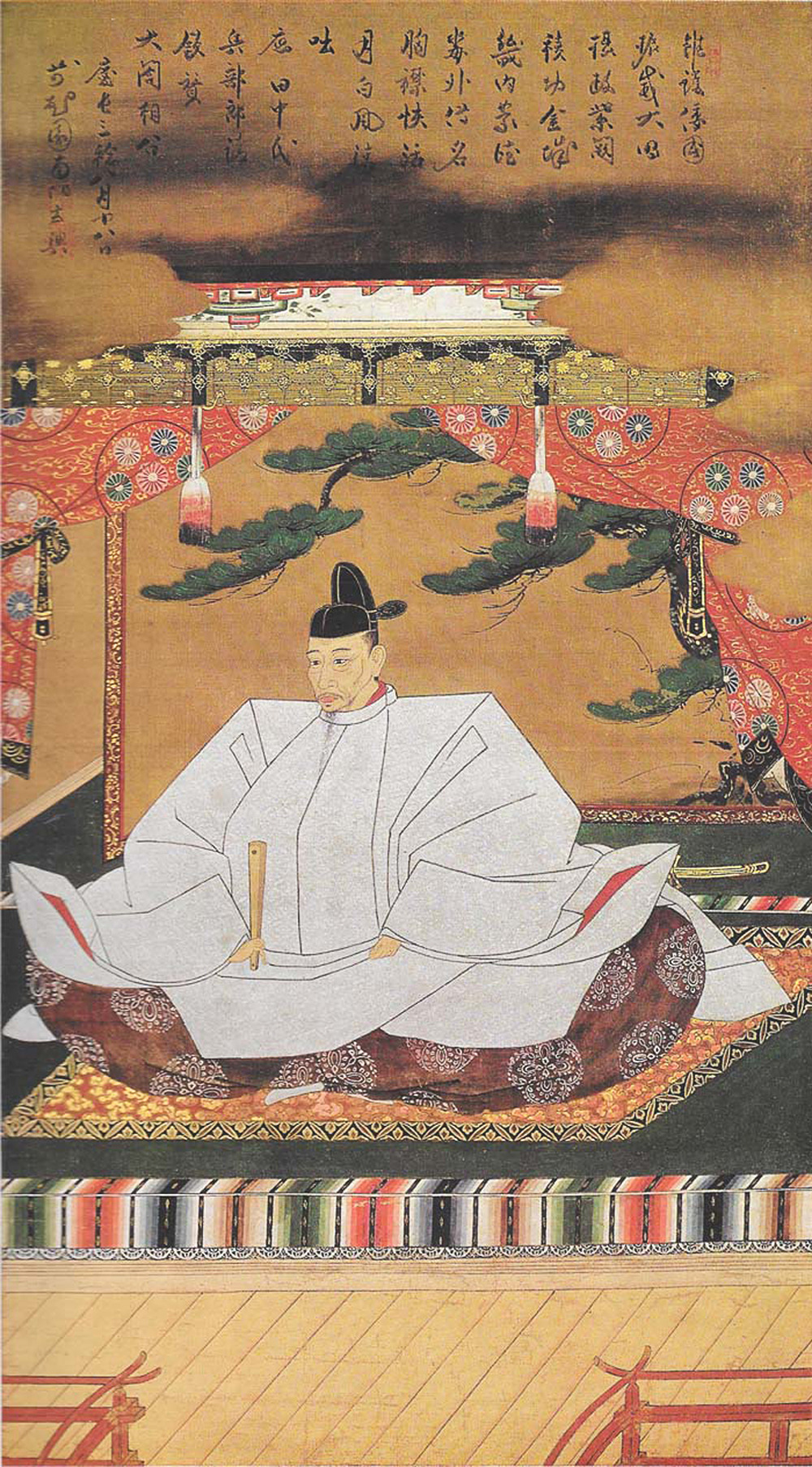
豊臣秀吉。本能寺の変で横死した織田信長の路線を踏襲して、戦国の混乱に終止符を打ち「天下統一」を成し遂げた。画像は狩野光信による絹本着色「豊臣秀吉像（京都高台寺蔵）」。

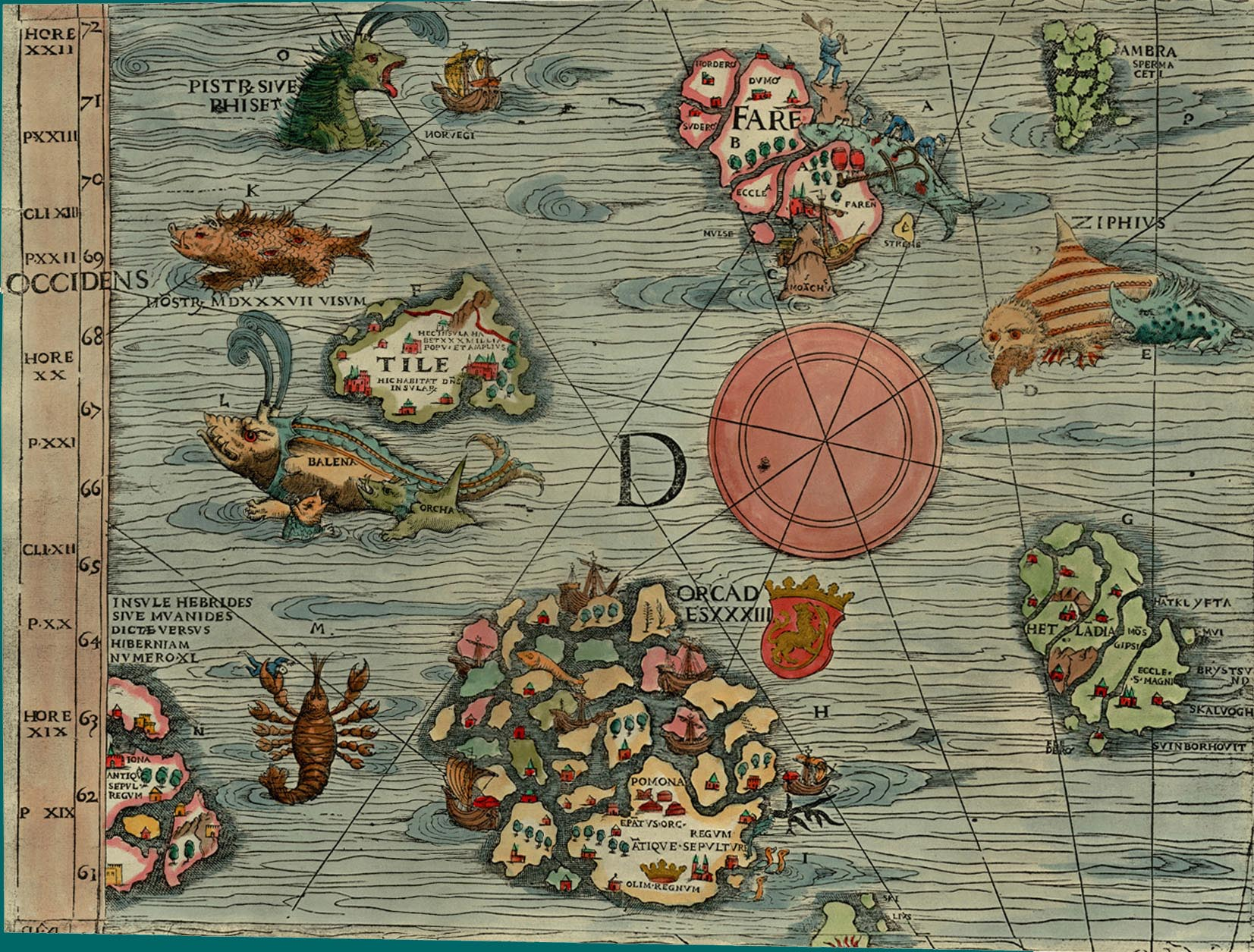
怪物たちのいる地図。16世紀前半に至っても人跡未踏の地域は未だ広大であり、怪物たちが闊歩する想像力豊かな地図が描かれ続けた。画像はオラウス・マグヌスによって描かれ1539年に出版された北欧の海図「カルタ・マリナ」の部分。

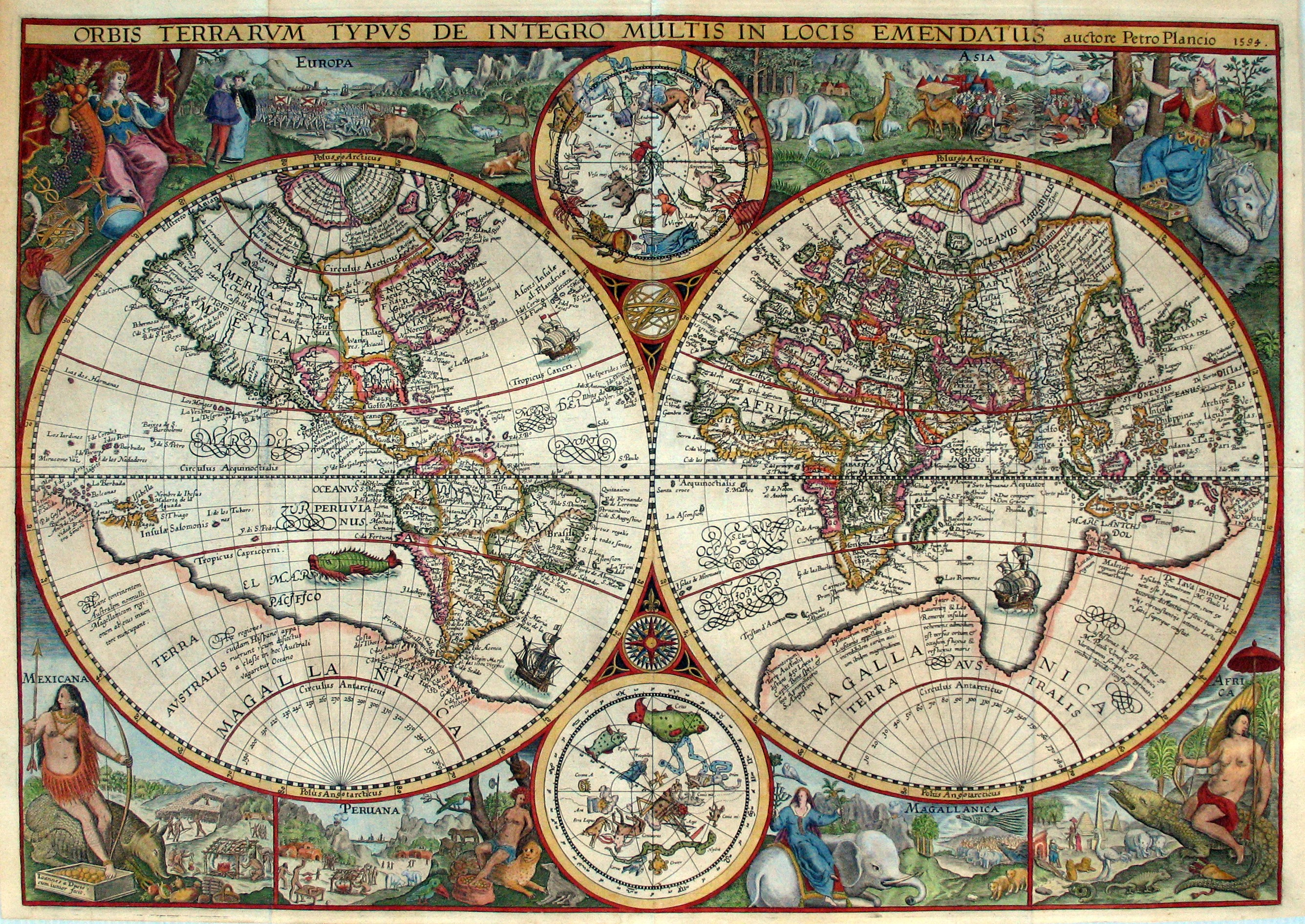
世界地図の変容。16世紀後半には大航海時代の発見や調査に伴う新しい知見が盛り込まれ、新大陸を含めた今までにない世界地図が生まれた。画像はオランダの地理学者ペトルス・プランシウスにより1594年に作成された世界地図。

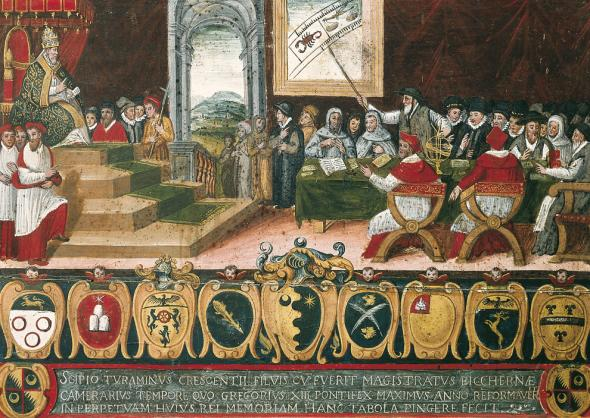
グレゴリウス暦の誕生。それまで用いられてきた古代ローマ時代以来のユリウス暦の大幅な誤差を正すべく、教皇グレゴリウス13世のもと改暦が行われた。これが現行のグレゴリウス暦である。画像は教皇を前に改暦の議論を続ける天文学者たち。

### 世界
ヨーロッパではルネサンスと宗教改革の嵐により中世的な世界観にかわり、近世的な新しい世界観が生まれた。また、これまで天動説の体系が長らく信じられてきたが、ニコラウス・コペルニクスにより地動説が発表された。当初はなかなか支持を得られず、明確に賛同する天文学者もヨハネス・ケプラーやガリレオ・ガリレイの登場まで現れなかった。暦では、ローマ教皇グレゴリウス13世がユリウス暦を改良して新暦となるグレゴリオ暦を制定すると、まずはカトリック国家で使われ始めたが、世界中に浸透するまでにはまだ時間を要することとなる。
スペインが送り込んだコンキスタドールやヨーロッパからもたらされた伝染病などにより、新大陸の既存の文明であるインカ文明（アンデス文明）、アステカ文明は滅亡、マヤ文明も大きく衰退（17世紀に滅亡）し、大航海時代における「冒険の時代」から「征服の時代」へと移行した。
西洋史では、ルネサンス・宗教改革以降を近世と区分する（イタリア・ルネサンス年表も参照のこと）。

### 日本
室町時代後期（戦国時代）、安土桃山時代にあたる。
日本は9世紀の平安時代以降、断続的に内戦が続き、16世紀には戦国大名の乱立する状態になったが、天下統一を目前に本能寺の変で自害した織田信長に代わり、家臣の豊臣秀吉が統一を果たした。しかし、秀吉の死後には豊臣政権内の対立が表面化、関ヶ原の戦いにより徳川家康率いる東軍が政権擁護派の石田三成ら西軍に勝利を収め、家康の覇権を決定的なものとした。

### 中国・アジア
中国では明朝時代中期から後期にあたる。
アジア各国では新たな繁栄の時代となり、国内政治が充実し、文化・経済が発展した。新大陸や日本から流れた大量の銀が世界的なインフレーションを起こし（価格革命）、西欧・アジアの経済が急速に拡大した。

## できごと

### 1500年代
- 1501年
  - サファヴィー教団のイスマーイール1世が白羊朝を破りタブリーズを占領（サファヴィー朝の成立）。
- 1501年頃
  - 雪舟の「天橋立図（京都国立博物館蔵）」が描かれる。
- 1502年
  - クリミア・ハン国に都サライを攻略されジョチ・ウルス（大オルダ）が滅亡する。
  - ヴィッテンベルク大学が創建される。
  - リスボンのジェロニモス修道院が着工される（ - 1551年）。
- 1503年
  - ポルトガルがインドで最初の植民地コーチ（コーチン）を獲得する。
  - チェリニョーラの戦いで、スペインがナポリを征服。
  - アレクサンデル6世死去。後継教皇としてピウス3世、続いてユリウス2世が即位。
    - 教皇アレクサンデル6世の息子チェーザレ・ボルジアが失脚する。
- 1503年頃
  - アメリゴ・ベスプッチが『新世界』を刊行する。
- 1504年
  - 立河原の戦い。
  - イオシフ・ヴォロツキイ（英語版）らによる教会会議でロシアにおける異端者への厳罰が決定される。
- 1505年 
  - 明の正徳帝が第11代皇帝に即位。
  - スリランカにポルトガル人が到来、コロンボに要塞を築き、海岸地帯を占領（ポルトガル領セイロン） 。
- 1506年
  - 燕山君がクーデターにより失脚し中宗が即位（中宗反正）。
- 1507年  
  - 細川政元が暗殺される（永正の錯乱）。
  - シャイバーニー朝によりティムール朝ヘラート政権が崩壊。
  - ポルトガルがモザンビーク島に要塞を築く。
  - マルティン・ヴァルトゼーミュラーの『世界誌概説』が出版され、その世界地図に「アメリカ」の名称が初めて用いられる。
- 1508年
  - 亡命していた室町幕府第10代将軍足利義稙が上洛し将軍に復帰。
- 1509年
  - ディーウ沖の海戦でポルトガルがマムルーク朝・グジャラート・スルターン朝らのイスラム勢力に勝利しインド洋の覇権を握る。

### 1510年代
- 1510年
  - ポルトガルがインドのゴアを占領。
  - サファヴィー朝のイスマーイール1世がメルヴ近郊でシャイバーニー朝のムハンマド・シャイバーニーを敗死させる。
  - ダラン・テリグンの戦いに勝利したダヤン・ハーンがモンゴル諸部族を再統一。組織を六つのトゥメン(万人隊)に再編成した
  - 明で安化王の乱。劉瑾が帝位簒奪を企てたため処刑される。
  - 朝鮮で三浦の乱。
- 1511年 
  - デジデリウス・エラスムスの『痴愚神礼賛』が出版される。
  - マムルーク朝支配下のメッカでコーヒー弾圧事件（メッカ事件）が起こる。
  - ポルトガルのインド総督アフォンソ・デ・アルブケルケがマラッカを占領（マラッカ占領 (1511年)（英語版））。
  - スペインがキューバを占領、ディエゴ・ベラスケス・デ・クエリャルがキューバ総督となる。
  - 前将軍足利義澄が水茎岡山城で死去。船岡山の戦いで勝利した細川高国・大内義興政権が成立。
- 1512年
  - ティムール朝のバーブルがサマルカンドを放棄。以後、中央アジアからインドに進出。
  - アラゴン王フェルナンド2世がパンプローナを含むピレネー以南のナバラ王国を占領（1515年に併合）。
  - 旅行家レオ・アフリカヌスがソンガイ王国の都トンブクトゥを訪問する。
- 1513年
  - オスマン朝で「ピーリー・レイースの地図」が作成される。
  - ボスコリ事件でニッコロ・マキャヴェリが失脚。
  - 教皇ユリウス2世が死去し、メディチ家出身のレオ10世が教皇になる。
  - フロドゥンの戦い（英語版）でイングランド軍がスコットランド王ジェームズ4世を敗死させる。
  - バルボアがパナマ地峡を横断し、西回りにより太平洋に到達する。
- 1514年
  - チャルディラーンの戦いでオスマン朝がサファヴィー朝に勝利。
- 1515年
  - ウィーン二重結婚。
  - フランス王フランソワ1世即位。ミラノ公国を占領しスフォルツァ家を追放。
  - ポルトガルがホルムズ島を占領。
  - インドのゴアからポルトガル王マヌエル1世にインドサイが贈られる。
- 1516年
  - ヴェネツィアにゲットーが設置される。
  - マルジュ・ダービクの戦いでオスマン朝がマムルーク朝に大勝する。
  - トマス・モアの『ユートピア』刊行。
  - ニッコロ・マキャヴェリがウルビーノ公ロレンツォに『君主論』を献呈する（出版は1532年）。
  - ボローニャの政教協約でフランスの国家教会主義（ガリカニズム）が完成する。
- 1517年 
  - マルティン・ルターの「95ヶ条の論題」（宗教改革の発端）。
  - リダニヤの戦いでオスマン朝のセリム1世がマムルーク朝を滅ぼす。
  - エルナンデス・デ・コルドバのユカタン半島上陸。
- 1518年
  - ストラスブールで「舞踏のペスト（英語版）」と呼ばれる集団ヒステリー事件発生。
  - ベーメンで採掘された銀をもとにヨアヒムスターラー銀貨（最初のターラー銀貨）が発行される。
  - フアン・デ・グリハルバのメキシコ東部遠征、トゥルム他でマヤ系先住民と接触。
- 1519年 
  - スペイン王カルロス1世が神聖ローマ皇帝カール5世として即位。
  - 神聖ローマ皇帝カール5世の支援を得て、フェルディナンド・マゼランが世界周航のためにセビリアから出帆する。
  - 明で寧王の乱。

### 1520年代
- 1520年 
  - オスマン帝国でスレイマン1世即位。オスマン帝国の全盛期。
  - イングランド王ヘンリー8世とフランス王フランソワ1世の会見（金襴の陣）。
  - デンマークによるストックホルムの血浴。
  - フェルディナンド・マゼランがラプラタ川から南下してパタゴニアに到着。
    - パタゴニアで狩猟採集生活をする原住民テウェルチェ族（伝説の巨人パタゴンのモデル）に遭遇する。
    - パタゴニアを経由してマゼラン海峡を発見し太平洋へ到達。
- 1521年 
  - フェルディナンド・マゼランが太平洋経由でグアム島からフィリピンへ到達。
    - マクタン島の戦いでイスラムの部族長ラプ＝ラプ率いる軍に敗れマゼランは戦死。
    - エルカーノらマゼランの部下たちはインド洋・大西洋を経てスペインに帰国し、世界周航を達成する。

  - アステカ帝国がエルナン・コルテスにより征服される。
  - ヴォルムス帝国議会でマルティン・ルターがカトリック教会との決別を宣言。
    - 議会ではルターを異端者とし、帝国外へ追放するというヴォルムス勅令を公布する。
    - ルターはザクセン選帝侯によりヴァルトブルク城にかくまわれ、新約聖書をドイツ語に翻訳。

  - 将軍足利義稙が出奔し管領細川高国が実権を掌握。
    - 後柏原天皇が即位22年目にして即位の礼を行う。足利義晴が室町幕府第12代将軍となる。

  - 明の嘉靖帝が第12代皇帝に即位。大礼の議の論争が起こる。
- 1522年
  - ドイツ騎士戦争。
  - ロドス島包囲戦でオスマン帝国が勝利。
- 1523年 
  - スウェーデンがカルマル同盟を脱し独立（ヴァーサ朝 - 1654年）。国王はグスタフ1世。
  - ツヴィングリの「67ヶ条の論題」。チューリッヒでの宗教改革の始まり。
  - 寧波の乱。
- 1524年
  - ドイツ農民戦争。
  - 河越城の戦い（河越夜戦）で、北条氏康軍が上杉憲政・上杉朝定・足利晴氏の連合軍を破る。
- 1525年
  - パヴィアの戦いでフランス王フランソワ1世が神聖ローマ皇帝カール5世により捕虜になる。
  - ポーランド王ジグムント1世がドイツ騎士団総長アルブレヒトを臣従させる。
- 1526年
  - 後柏原天皇が死去し、第105代後奈良天皇が践祚。
  - 石見銀山が博多の豪商神屋寿禎により発見される。
    - 続く1533年の灰吹き法の導入により世界的な銀生産地に発展。

  - インドでバーブルがムガル朝を建国する。
  - モハーチの戦いで、ハンガリー国王ラヨシュ2世が戦死する。
    - ハンガリーのヤギェウォ家男系は断絶し、義兄に当たるハプスブルク家のフェルディナントがハンガリー王となる。
- 1527年 
  - ローマの略奪により教皇クレメンス7世が神聖ローマ皇帝カール5世に屈服。
    - 事実上のイタリアでの盛期ルネサンスの終了。技巧と奇想にあふれるマニエリスム様式が広がる。

  - ヴェステロースでの議会によりスウェーデンでルター派が国教とされる。
  - 黎朝の王位が莫登庸により簒奪される。
  - 三好元長が足利義維の堺政権を樹立（堺幕府）。
- 1528年
  - コルテスがスペインに一時帰国し国王カルロス1世にカカオその他の新大陸の産物を献上。
- 1529年
  - 貴婦人の和約（カンブレーの和約）。
  - 神聖ローマ帝国の首都ウイーンがオスマン帝国に包囲される（第一次ウィーン包囲）。
  - マールブルク会談においてルター派とツヴィングリ派が聖餐論をめぐり決別。
  - サラゴサ条約。
  - ヴィシュワナート・ナーヤカがマドゥライ・ナーヤカ朝の君主として即位（ - 1563年）。
    - この君主の時代に都マドゥライにインドで最大級のヒンドゥー教寺院であるミーナークシ寺院の建立が始まる。

### 1530年代
- 1530年
  - 神聖ローマ皇帝カール5世とローマ教皇クレメンス7世が和解する。
    - ボローニャにてカール5世はクレメンス7世より戴冠される（ローマ教皇による神聖ローマ皇帝への最後の戴冠式）。

  - フィリップ・メランヒトンが「アウクスブルク信仰告白」を起草する。
  - 聖ヨハネ騎士団がマルタ島を領有する（マルタ騎士団）。
  - 人文学者ギヨーム・ビュデがフランソワ１世に進言して「王立教授団（コレージュ・ド・フランスの前身）」が設立される。
- 1531年
  - 天王寺の戦い（大物崩れ）で細川高国政権崩壊。
  - 琉球王国最古の歌謡集『おもろさうし』第一回結集。
  - 世界最古の先物取引が行われた証券取引所としてアントウェルペン証券取引所が創設される。
  - メキシコで「グアダルーペの聖母」が出現。
- 1532年
  - 享禄・天文の乱により三好元長の堺政権（堺幕府）崩壊。
    - この混乱で畿内各地を一向一揆が攻撃、奈良の興福寺ほかを略奪炎上させる。
    - 細川晴元・六角定頼・法華一揆ら反対派が結集し、山科本願寺を焼き討ち。
- 1533年
  - 石山本願寺（大坂御坊）が本願寺教団の本山になる。
  - ベトナムで黎朝と莫朝が分裂し、南北朝時代が始まる（ - 1592年）。
  - インカ帝国がフランシスコ・ピサロにより征服される。
  - フランス王子アンリ（後のアンリ2世）とカトリーヌ・ド・メディシスの婚姻。
  - イングランド王ヘンリー8世がキャサリン・オブ・アラゴンと離婚、アン・ブーリンと再婚。
  - アルジェリアのバルバロス・ハイレッディンがオスマン朝に帰服し、提督（パシャ）となる。
- 1534年
  - イングランド国教会の成立。
    - 教皇クレメンス7世がイングランド王ヘンリー8世を破門。
    - ヘンリー8世が国王至上法を発布し、イングランド国教会がカトリック教会から分離。

  - ジャック・カルティエが第1回探検でセントローレンス湾周辺を探索。
  - イグナチオ・デ・ロヨラらイエズス会を結成。
  - フランスで檄文事件。
  - 再洗礼派によるミュンスターの反乱。
- 1535年 
  - ジャック・カルティエ第2回探検行。イロコイ族の村落オシュラガの山をモンロワイヤルと命名。
  - ミラノのスフォルツァ家断絶。ミラノはハプスブルク家に支配される。
  - ヘンリー8世の離婚に反対したジョン・フィッシャーやトマス・モアが処刑される。
  - スペインがチュニスを占領し、ハフス朝を保護下に置く。
  - スペインがメキシコシティを首都にヌエバ・エスパーニャ副王領を設置。
- 1536年
  - イングランド王ヘンリー8世がウェールズを併合。ヘンリー8世の二番目の王妃アン・ブーリンが処刑される。
  - ジャン・カルヴァンの『キリスト教綱要』が出版され、カルヴァンはジュネーヴにて宗教改革を行う。
  - 天文法華の乱。
- 1537年
  - スペインの探検団がパラグアイ川畔にヌエストラ・セニョーラ・デ・ラ・アスンシオンを建設（現パラグアイの始まり）。
  - 教皇パウルス3世が回勅「スブリミス・デウス」で新大陸先住民を奴隷とすることを禁止する。
- 1538年
  - プレヴェザの海戦で、オスマン帝国艦隊がスペイン・ヴェネツィア艦隊に勝利し、地中海の制海権を握る。
  - オスマン帝国ハディム・スレイマン・パシャの遠征。
    - ディーウ沖海戦で、ポルトガル艦隊がオスマン帝国艦隊に勝利、インド洋の制海権を握る。
- 1539年
  - ヴィレル・コトレ勅令。

### 1540年代
- 1540年
  - イエズス会がローマ教皇パウルス3世より正式に修道会として認可される。
  - シェール・シャーがカナウジの戦いでムガル朝を破りデリーとアーグラを占領。北インドでのスール朝の覇権を確立。
- 1541年
  - ジャック・カルティエ第3回探検行。
  - エルナンド・デ・ソトが北アメリカのミシシッピ川に到達。
  - イングランド王ヘンリー8世がアイルランド王国国王を名乗る。
  - ミケランジェロによるシスティーナ礼拝堂祭壇壁画『最後の審判』が完成する。
  - レーゲンスブルク帝国議会（英語版）。
  - オスマン帝国のブダ占領。
    - ハンガリーはオスマン帝国領、オスマン帝国配下のトランシルヴァニア公国領、ハプスブルク帝国領に三分割される。
- 1542年
  - 明で嘉靖帝暗殺未遂事件（壬寅宮変または宮婢の変）。
  - アルタン・ハンが山西省に侵入し各地で虐殺・略奪する。
  - 教皇パウルス3世によりローマに異端審問所（検邪聖省）が設置される。
  - この年までにイングランドの全ての修道院が解散され、王室による財産没収が完了。
  - スペインがリマを首都にペルー副王領を設置。
  - ラス・カサスの『インディアスの破壊についての簡潔な報告』が公表され、インディアス新法が制定される。
- 1543年
  - 種子島にポルトガル人が来訪、日本へ鉄砲伝来。
  - ニコラウス・コペルニクスが『天体の回転について』で地動説・太陽中心説を発表。
  - ニコロ・フォンタナ・タルタリアが最初の近代語訳（イタリア語訳）エウクレイデス『原論』を刊行。
  - 解剖学者アンドレアス・ヴェサリウスが『ファブリカ』を刊行。
  - ムガル朝のフマーユーンがシンドから逃亡し、サファヴィー朝のタフマースブ1世のもとに亡命。
  - タナ湖周辺のワイナ・ダガでの戦いでエチオピア・ポルトガル連合軍がイスラム軍を撃退。
- 1544年 
  - ルター訳聖書（新約聖書・旧約聖書全巻）の刊行。
  - ケーニヒスベルク大学創設。
- 1545年  
  - スペイン人によりポトシ銀山が発見される。
  - ピエール・ルイージ・ファルネーゼが初代パルマ公（ピアチェンツァ公を含む）となる。
- 1546年
  - 教皇パウルス3世によりトリエント公会議が召集される。
  - シュマルカルデン戦争。
  - 足利義輝が室町幕府第13代将軍となる。
  - アントニオ・メンドーサによりメキシコの鉱山都市グアナファトが築かれる。
- 1547年
  - イングランドがスコットランドを攻撃して破る。
  - イヴァン4世がロシア皇帝（ツァーリ）として即位。
- 1548年
  - イグナチオ・デ・ロヨラの『霊操』が出版される。
  - スコットランド女王メアリーがフランスへ亡命。
  - メキシコのサカテカス銀山が開かれる。メキシコのシルバー・ラッシュ始まる。
  - 大内氏による最後の遣明船が北京に入城する。
- 1549年
  - フランシスコ・ザビエルの鹿児島来訪により、日本にキリスト教が伝来。
  - 国王エドワード6世のもとイングランドで一般祈祷書が制定される。
  - チューリッヒ一致信条で、ツヴィングリ後継者ハインリヒ・ブリンガーとカルヴァンが改革派教会合同を行う。
  - 江口の戦いで細川（晴元）政権が崩壊、三好長慶による三好政権が畿内に成立。

### 1550年代
- 1550年 
  - 庚戌の変でアルタン・ハーンが北京を包囲。
  - 平戸に初めてポルトガル商船が入港。ザビエルの平戸上陸。
  - ラス・カサスとフアン・ヒネス・デ・セプルベダのバリャドリード論争。
  - ジョルジョ・ヴァザーリの『画家・彫刻家・建築家列伝』が刊行される。
- 1551年
  - ザビエルが京都に到着、以後山口や豊後を歴訪し、インドに戻る。
    - 山口では布教許可を得て、南蛮寺（大道寺）を建てる。

  - 大寧寺の変で陶晴賢が大内義隆を滅ぼす。
  - ローマのグレゴリアン大学が創建される。
  - 南米最古の王立サンマルコス大学がリマに創建される。
  - ロシアのストグロフ教会会議（英語版）（百章教会会議）で非所有派（英語版）が排斥される。
- 1552年
  - ロシアのイヴァン4世がカザン・ハン国を征服。
  - ザビエルが広州港外の上川島にて死去。
- 1553年
  - 嘉靖の大倭寇始まる。
  - イングランド王エドワード6世死去。ジェーン・グレイの即位を阻み、女王メアリー1世が即位。
- 1554年
  - 甲相駿三国同盟（善徳寺の会盟）締結。
  - イングランド女王メアリー1世とスペイン王子フェリペ（後の国王フェリペ2世）の結婚。
- 1555年
  - アウクスブルクの和議。ルター派の信仰が認められる。
  - 厳島の戦いで毛利元就が陶晴賢を滅ぼす。
  - ムガル朝のフマーユーンがスール朝を倒し、デリーを奪回する。
  - イングランド最初の勅許会社であるモスクワ会社が設立される。
- 1556年
  - 明で華県地震。
  - ロシアのイヴァン4世がアストラハン・ハン国を征服。
  - ムガル帝国でアクバル即位。第二次パーニーパットの戦いでスール朝残党軍を破る。
  - カール5世の退位により、息子フェリペ2世がスペイン王を、弟フェルディナント1世が神聖ローマ皇帝を分割して継承。カール5世はスペインのユステ修道院に隠棲する。
  - ローマのナヴォーナ広場でポンポニオ・アルジェリオ（英語版）が処刑される。
- 1557年
  - 後奈良天皇が没し、第106代正親町天皇が践祚。
  - ポルトガルのマカオ永久居留権が明に認められる。
  - スペインで第1回目の国家破産（国庫支払い停止宣言:バンカロータ）。
    - スペインの国家破産は国王フェリペ2世在世中の1557年、1560年、1575年、1596年の4回起きる。
- 1558年
  - フランスがカレー包囲戦に勝利し、イングランドからカレーを奪回。
  - エリザベス1世がイングランド女王に即位。
  - リヴォニア戦争で、ポーランド・スウェーデンとロシア・ツァーリ国（モスクワ大公国）とが戦う（ - 1583年）。
  - ミマール・スィナンの建築によるスレイマニエ・モスクが完成する。
  - 阮潢が旧チャンパ領でベトナム南部里州に赴任し事実上の独立（広南国の成立）。
- 1559年 
  - カトー・カンブレジ条約の締結によりイタリア戦争が終結。
  - 教皇パウルス4世の命によりローマ宗教裁判所から『禁書目録』が刊行される。
  - ジュネーヴ大学創建。
  - イヴァン4世により最初のロシア全国会議ゼムスキー・ソボルが召集される。
  - 嘉靖の大倭寇の中心人物だった王直が処刑される。

### 1560年代
- 1560年
  - 桶狭間の戦いで、織田信長が今川義元を滅ぼす。
  - アンボワーズの陰謀。
  - エディンバラ宗教会議により、ジョン・ノックスらによる「スコットランド信仰告白」が承認される。
- 1561年 
  - スペイン国王フェリペ2世がバリャドリッドからマドリードに宮廷を遷す。
  - フランスからスコットランドへ女王メアリーが帰国。
  - 上杉政虎（謙信）が関東管領に就任。川中島の戦い（八幡原の戦い）。
  - イエズス会士ガスパル・ヴィレラが「イエズス会日本通信」書簡で堺を「東洋のベニス」として紹介する。
- 1562年 
  - ヴァシーの虐殺からユグノー戦争が始まる。
  - 明の内閣大学士厳嵩が弾劾され、徐階が首輔となる。
  - 雲芸和議により毛利元就が石見銀山を占領する。
- 1563年
  - トリエント公会議が閉会する。
  - エリザベス1世のもとでイングランド国教会の39ヶ条が制定される。
  - タウングー朝ビルマのバインナウン王がアユタヤ朝タイを攻撃して都アユタヤを占領する。
  - 大村純忠がコスメ・デ・トーレス神父から洗礼を受け、最初のキリシタン大名となる。
- 1564年
  - ムガル皇帝アクバルがヒンドゥー教徒へのジズヤ（人頭税）を廃止する。
  - ロシア皇帝イヴァン4世が退位を宣言。
- 1565年
  - ロシア皇帝イヴァン4世の復位宣言、オプリーチニナ制度を導入。
  - アルタン・ハーンがフフホト（帰化城）を建設。
  - 永禄の変で、三好三人衆と松永久秀により将軍足利義輝が殺害される。
  - 正親町天皇による最初のキリスト教宣教師追放令。
  - ターリコータの戦いで、デカンのムスリム5王国同盟が南インドのヴィジャヤナガル王国に勝利する。
  - アンドレス・デ・ウルダネータがセブ島からメキシコへの航路を開発（マニラ貿易・アカプルコ貿易の始まり）。
  - マルタ包囲戦でマルタ騎士団がオスマン帝国軍を撃退。
- 1566年
  - 戸部主事海瑞が嘉靖帝に諫言して投獄される。
  - 月山富田城の戦いで毛内元就が尼子義久を降伏させる。
  - アントウェルペンの聖母マリア大聖堂ほかで聖像破壊運動（イコノクラスム／ビルダーシュトゥルム）が行われる。
  - 皇帝イヴァン4世のもとロシア初の印刷所が造られ、『使徒言行録』が発行される。
- 1567年
  - 明で嘉靖帝が死去。
    - 息子の隆慶帝が第13代皇帝に即位（隆慶新政（中国語版））。海瑞が釈放される。
    - 日本との往来を除いて、明が海禁を緩和し、福建省漳州月港（中国語版）が開港（隆慶開関（中国語版））。

  - 東大寺大仏殿の戦いで大仏殿が炎上する。
  - 稲葉山城の戦いに勝利した織田信長が岐阜を根拠地とする。
  - スコットランド女王メアリが廃位され、息子ジェームズ6世が即位。翌1568年にメアリはイングランドに亡命。
  - スペイン支配下のネーデルラント総督にアルバ公が着任。
- 1568年
  - 三好政権から織田政権へ。
    - 三好三人衆に擁立された足利義栄が室町幕府第14代将軍となる。
    - 観音寺城の戦い。三好残党は阿波に落ち延びるが、その途上将軍義栄が病死。
    - 織田信長が足利義昭を奉じて京に入り、足利義昭が室町幕府第15代将軍となる。

  - スペインのモリスコによるアルプハラスの反乱（英語版）。
  - トルダの勅令。
- 1569年
  - メディチ家のコジモ1世がトスカーナ大公となる（トスカーナ大公国）。
  - ビルマ系タウングー朝のバインナウン王がアユタヤ朝の首都アユタヤを制圧する。
  - 本圀寺の変（六条合戦）。永禄12年の宗論。
  - 越相同盟により、足利義氏が古河公方となり、上杉謙信の関東管領が承認される。

### 1570年代
- 1570年
  - ローマ教皇ピウス5世がイングランド女王エリザベス1世を破門（「レグナンス・イン・エクスケルシス」）。
  - ロシアのイヴァン4世によるノヴゴロド虐殺。
  - 石山合戦が始まる。姉川の戦い。
  - 大村純忠がポルトガルとの貿易拠点として長崎を開港。
- 1571年
  - スペイン人ミゲル・ロペス・デ・レガスピがフィリピンのマニラを占領。
  - ポルトガル王セバスティアン1世による日本人奴隷禁止の命令。
  - イギリスでリドルフィ陰謀事件（英語版）。
  - レパントの海戦で、ヨーロッパ連合艦隊がオスマン帝国艦隊に勝利。
  - クリミア・ハン国がモスクワを焼き払う（モスクワ大火 (1571年)（英語版））。
  - 隆慶和議により明とモンゴルの和平が成立、アルタン・ハンは順義王の称号を得る。
  - 比叡山焼き討ち。
- 1572年
  - 明の万暦帝が第14代皇帝に即位。張居正の改革始まる。
  - サンバルテルミの虐殺。
    - フランス国王シャルル9世の妹マルグリットとナヴァル王アンリの結婚から発生。

  - ナールデンの虐殺（英語版）。
  - ロシアのイヴァン4世がオプリーチニナ制度の廃止を宣言。
  - ポーランド・リトアニア国王ジグムント2世が男系嗣子なくして死去、ヤギェウォ朝断絶。
- 1573年
  - 室町幕府の滅亡と信長包囲網の崩壊。
    - 三方ヶ原の戦い、武田信玄の病死。
    - 二条御所の戦い、上京焼き討ち、槇島城の戦い。
    - 織田信長が将軍足利義昭を追放。天正へ改元。
    - 一乗谷城の戦い、小谷城の戦い、三好・松永勢力の帰服。

  - セイム（ポーランド議会）がフランス王子アンリを国王ヘンリク・ヴァレジに選出、ヘンリク条項が採択される。
  - スペイン領ヌエバ・エスパーニャのアカプルコ港がマニラ貿易専売権を得る。
- 1574年
  - オスマン帝国がハフス朝を滅ぼしチュニジアを併合。
  - ムガル皇帝アクバルがアーグラからファテープル・シークリーに遷都。
  - 越前一向一揆蜂起する。長島一向一揆鎮圧される。
  - 織田信長が「蘭奢待」を切り取る。織田信長が「洛中洛外図屏風(上杉本)」を上杉謙信に贈る。
- 1575年
  - 長篠の戦い。
    - 織田信長・徳川家康連合軍の鉄砲部隊が、武田勝頼の騎馬軍団に勝利する。

  - 織田信長が越前一向一揆を鎮圧する。
  - イタリアのフリウーリ地方の異端審問記録にベナンダンティの記述がされるようになる。
- 1576年
  - 織田信長が安土城を築く。
  - イエズス会士オルガンティノにより京都に最初の教会である南蛮寺が建てられる。
  - 足利義昭が毛利輝元を頼り、その勢力下の備後国鞆に移る（鞆幕府）。
  - ジャン・ボダンが『国家論』を刊行。
- 1577年
  - 信長が紀伊雑賀一揆を攻める。安土城下を楽市とする。
  - 手取川の戦いで上杉謙信が信長に大勝。信貴山城の戦いで松永久秀が自殺。
- 1578年 
  - 御館の乱。有岡城の戦い。
  - アルカセル・キビールの戦い。
  - アルタン・ハーンがソェナムギャツォを招聘し「ダライラマ（3世）」の称号を贈る。
- 1579年
  - オスマン帝国大宰相ソコルル・メフメト・パシャが暗殺される。
  - ネーデルラント南部10州がスペインに帰順しアラス同盟を結成。北部7州は反発しユトレヒト同盟を結成。
  - 豊後の大友宗麟に派遣したカンボジア王の使節団が、薩摩に漂着して島津氏に抑留される。
  - 天正伊賀の乱。安土宗論。

### 1580年代
- 1580年
  - 石山合戦が終結し、顕如が石山を退去。大村純忠が長崎をイエズス会に寄進する。
  - 明の張居正が「万暦の丈量」を実施し、一条鞭法が普及する。
  - スペインがポルトガルを併合し、アジア航路も支配下に置く。
  - フランシス・ドレークが二番目の世界周航を達成。
  - ムガル皇帝アクバルがイエズス会士ロドルフォ・アクワヴィヴァらを招聘し布教を許可する。
- 1581年
  - ネーデルラント連邦共和国（オランダ）がスペイン統治権の否認を宣言。
  - スウェーデン国王ヨハン3世が兼任するフィンランド大公が設置される。
  - ロシア皇帝イヴァン4世が皇太子イヴァンを誤って殺害する。
  - バフチサライ条約の締結。
  - 織田信長による京都御馬揃え。信長とイエズス会巡察師ヴァリニャーノの会見。信長がヴァリニャーノから黒人従者を譲り受け「弥助」と名付け直参とする。
- 1582年
  - 織田政権から羽柴政権（豊臣政権）へ。
    - 天目山の戦い、備中高松城の戦い、三職推任。
    - 本能寺の変、山崎の戦い、清洲会議、天正壬午の乱。
    - 千利休により妙喜庵待庵が建てられる。

  - 天正遣欧少年使節が長崎を出港。
  - 明の内閣大学士張居正が死去、万暦帝の親政が始まる。
  - 教皇グレゴリウス13世がグレゴリオ暦を発布。
  - チュヴァシ岬の戦いで勝利したイェルマークがシビル・ハン国の都カシリクを制圧する。
  - ムガル皇帝アクバルが「ディーネ・イラーヒー（英語版）（神聖宗教）」を創設。
- 1583年
  - 賤ヶ岳の戦い、北ノ庄城の戦い、羽柴秀吉が大坂城を築く。
  - 神聖ローマ皇帝ルドルフ2世がプラハに遷都。
  - ケルン大司教（選帝侯）ゲプハルト1世が結婚を機にカルヴァン派に改宗し、ケルン戦争（英語版）が起こる（ - 1588年）。
- 1584年
  - 小牧・長久手の戦い。
  - スペインのエル・エスコリアル宮殿が完成する（1563年 - ）。
  - スペイン王フェリペ2世が天正遣欧少年使節を歓待する。
  - デルフトでオラニエ公ウィレムが暗殺される。
  - ロシアでノヴォ・ホルモゴイ（現アルハンゲリスク）港が開かれる。
  - ムガル皇帝アクバルがファテープル・シークリーからラホールに遷都。
- 1585年 
  - 紀州征伐で根来寺炎上。四国征伐で長宗我部元親が降伏。関白相論から羽柴秀吉が関白になる（武家関白制）。
  - 教皇グレゴリウス13世が天正遣欧少年使節を歓待する。
  - フランスで三アンリの戦い（ - 1588年）。
  - パルマ公のスペイン軍がアントウェルペンを制圧。アントウェルペンの繁栄の終焉。
  - ハルハ部のアブタイ（英語版）（アバダイ）によりカラコルム近郊に最古のゲルク派仏教寺院エルデネ・ゾー（エルデニ・ジョー）が建てられる。
- 1586年
  - 天正地震。
  - 正親町天皇が譲位し、第107代後陽成天皇が即位。
  - 羽柴秀吉が豊臣の姓を賜り太政大臣となる。
  - 徳川家康が豊臣秀吉に臣従する。豊臣秀吉による惣無事令の布告。
- 1587年
  - 九州征伐で島津義久が降伏。バテレン追放令。京都聚楽第が完成。北野大茶湯。
  - 前スコットランド女王メアリ・スチュアートがエリザベス1世暗殺未遂容疑で処刑される。
- 1588年
  - 後陽成天皇の聚楽第行幸。豊臣秀吉が刀狩令と海賊停止令を出す。天正大判の鋳造。
  - アルマダの海戦で、スペイン無敵艦隊がイングランドに敗北。
  - カトリック同盟のギーズ公アンリ1世と枢機卿ルイ・ド・ロレーヌの兄弟が国王アンリ3世の命令で暗殺される。
- 1589年
  - 摺上原の戦い。
  - 李卓吾が詩文集『焚書』を執筆する。
  - ドンゴ部のホホリを制圧し、ヌルハチが建州女直を統一する。
  - フランス国王アンリ3世が暗殺されヴァロワ朝が断絶。アンリ4世が即位しブルボン朝を開く。
  - モスクワ総主教座が設置される。

### 1590年代
- 1590年
  - 豊臣秀吉の全国統一の完成。
    - 小田原征伐による後北条氏滅亡。徳川家康が関東八州に移封され江戸城に入る。
    - 宇都宮仕置・奥州仕置により関東・東北諸大名を帰順させ、この地域にも太閤検地が進む。
    - 京都改造（天正の地割、寺町通の形成、御土居の建設）。

  - ロアノーク植民地住民消失事件。
- 1591年
  - 豊臣秀吉の命令で千利休が切腹する。九戸政実の乱。肥前名護屋城の着工。
  - ロシア皇帝フョードル1世の弟ドミトリー皇子が謎の死を遂げる。
  - サアド朝モロッコ軍がソンガイ王国に侵入し、トンブクトゥを占領する。
- 1592年
  - 豊臣秀吉が甥の秀次に関白を譲る。江戸駿河台の吉祥寺内に学寮（旃檀林）創立。
  - 文禄の役（ - 1593年）。
  - 寧夏で哱拝の乱が起こる。
  - 播州で楊応龍の乱が起こる。
  - スリランカのシンハラ王朝がキャンディに遷都し、仏歯が運ばれる。
- 1593年
  - フランス国王アンリ4世がカトリックに改宗する。
  - シサクの戦いで、クロアチアとカルニオラ（スロベニアの一部）連合軍がオスマン軍を破る。
- 1594年
  - ザビエルの墓があるゴアのボム・ジェズ教会が建立される。
  - 豊臣秀吉の吉野の花見。
- 1595年
  - 豊臣秀次が謀叛の疑いにより、切腹を命じられる。聚楽第の破却。
  - 豊臣秀吉による京都東山方広寺大仏殿が完成し、千僧供養が行われる。
- 1596年
  - サン＝フェリペ号事件。
  - 浅間山大噴火。慶長大地震（伊予地震・豊後地震・伏見地震）。
  - 明で鉱税の害（礦税の禍（中国語版））。
  - ブレスト合同。ポーランドの宮廷がクラクフからワルシャワに遷る。
- 1597年
  - 慶長の役（ - 1598年）。
  - 長崎で日本二十六聖人が殉教する。
  - 桃山丘陵（木幡山）の伏見城が完成する。京都新城が建設される。
  - 後陽成天皇の命により日本最古の活字印刷（慶長勅版）が行われる。
  - ヤコポ・ペーリらによって最初のオペラ「ダフネ」が作られる。
- 1598年
  - フランス王アンリ4世によるナントの勅令。
  - エステ家の断絶によりフェッラーラが教皇領に編入される。
  - サファヴィー朝のアッバース1世がイスファハーンに遷都。
  - ロシア皇帝フョードル1世死去によりリューリク朝断絶。義兄ボリス・ゴドゥノフが皇帝となるが動乱時代を招来。
  - シビル・ハン国がロシアに滅ぼされる。
  - 醍醐の花見。五大老・五奉行の設置。伏見城にて豊臣秀吉死去。
  - 朝鮮から日本軍が撤兵する際の露梁海戦で李舜臣が戦死。
  - イエズス会士マテオ・リッチが北京に入城する。
- 1599年
  - 南京にてイエズス会士マテオ・リッチが陽明学左派の思想家李卓吾と会見。
  - 建築家ドメニコ・フォンターナがポンペイ遺跡を発見。
  - シギスムンド（ジグムント3世）がスウェーデン王位を廃され、ポーランド王位のみに残留。
    - これによりヴァーサ家はスウェーデン系とポーランド系に分裂する。

  - カラブリア地方での反スペイン蜂起の企てで思想家カンパネッラが逮捕される（ - 1626年）。
  - フリウーリ地方の製粉業者メノッキオ（英語版）（ドメニコ・スカンデッラ）が異端思想のために処刑される。
    - 歴史学者カルロ・ギンズブルグの著作『チーズとうじ虫（英語版）』はこの時の裁判記録をもとにしている。

### 1600年代
- 1600年
  - 関ヶ原の戦い。
    - 会津征伐、小山評定、伏見城の戦い、上田城の戦い。
    - 関ヶ原にて徳川家康率いる東軍が、石田三成率いる西軍に勝利する。

  - 豊後国臼杵にオランダ船リーフデ号が漂着する。
  - 教皇クレメンス8世がイエズス会にのみ認められていた日本での宣教活動を全ての修道会に認める。
  - ローマのカンポ・デ・フィオーリ広場（英語版）にてジョルダーノ・ブルーノ刑死。
  - イギリス東インド会社設立。
  - フランス王アンリ4世がメディチ家のマリー・ド・メディシスと結婚。
  - 南アメリカ・ペルーのワイナプチナ火山の大爆発。

- 年月不詳
  - 西遊記成立。

## 人物

### ヨーロッパ

#### イタリア
- アレクサンデル6世（1431年 - 1503年） -  ローマ教皇（在位1492年 - 1503年）・ボルジア家出身のルネサンス教皇
- ユリウス2世（1443年 - 1513年） - ローマ教皇（在位1503年 - 1513年）・ルネサンス教皇・サン・ピエトロ大聖堂の改修を始める
- ドナト・ブラマンテ（1444年頃 - 1514年） - ローマで活躍した建築家・教皇ユリウス2世の依頼でサン・ピエトロ大聖堂の建築主任となる
- ピエロ・ソデリーニ(1450年 - 1522年) - フィレンツェ共和国元首（正義の旗手）・メディチ家不在の政局を指導・後に追放される
- アメリゴ・ヴェスプッチ（1451年 - 1512年） - フィレンツェ出身の探検家・論文「新世界」を書き「アメリカ」の名の由来となる
- レオナルド・ダ・ヴィンチ（1452年 - 1519年） - フィレンツェ派の画家・彫刻家・建築家など「万能の天才」・「モナリザ」他がある
- ピエトロ・ポンポナッツィ（1462年 - 1525年） - パドヴァ大学教授・『霊魂不滅論』を執筆して人間霊魂の不滅を否定し論争を引き起こす
- アンドレア・ドーリア（1466年 - 1560年） - ジェノヴァの提督・コンドッティエーレ・チュニスの海戦で勝利するもプレヴェザの海戦で敗北
- パウルス3世（1468年 - 1549年） - ローマ教皇（在位1534年 - 1549年）・宗教改革に対抗すべくトリエント公会議を召集
- ニッコロ・マキャヴェッリ（1469年 - 1527年） - フィレンツェの外交官・政治思想家・『君主論』『ディスコルシ』の著者
- トマス・デ・ヴィオ・カイエタヌス（英語版）（1469年 - 1534年） - ガエタ出身の神学者・枢機卿・ドミニコ会総長・ルターとの折衝で有名・主著は『名辞の類比』
- ピエトロ・ベンボ（1470年 - 1547年） - ヴェネツィア出身の人文学者・枢機卿・聖ヨハネ騎士団員・『俗語読本』で近代イタリア語の基礎をなす
- イザベラ・デステ（1474年 - 1539年） - エステ家出身のマントヴァ侯フランチェスコ2世の妃・文芸支援者として名高い
- ルドヴィーコ・アリオスト（1474年 - 1533年） - イタリアの詩人・フェラーラ公に仕える・『狂えるオルランド』を執筆
- チェーザレ・ボルジア （1475年 - 1507年） -  イタリアの軍人・政治家・父の教皇アレクサンデル6世の援助でイタリア統一を目指す
- ミケランジェロ・ブオナローティ（1475年 - 1564年） - フィレンツェ出身の画家・彫刻家・「ダヴィデ像」「ピエタ」「最後の審判」がある
- レオ10世（1475年 - 1521年） - ローマ教皇（在位1513年 - 1521年）・メディチ家出身・最盛期のルネサンス教皇・ルターの宗教改革を招く
- ジョルジョーネ（1477年/1478年頃 - 1510年） - 盛期ルネサンスのヴェネツィア派の画家・「嵐」「三人の哲学者」などがある
- クレメンス7世（1478年 - 1534年） - ローマ教皇（在位1523年 - 1534年）・メディチ家出身・ローマ略奪により皇帝カール5世に屈服
- バルダッサーレ・カスティリオーネ（1478年 - 1529年） - イタリアの外交官・ヨーロッパ宮廷人の模範となった『宮廷人（廷臣論）』を執筆
- ジローラモ・フラカストロ（1478年 - 1553年） - ヴェローナ出身の科学者・パドヴァ大学教授・梅毒やチフスを命名しコンタギオン説を提唱
- マッテオ・バンデッロ（1480年 - 1562年） - ピエモンテ出身の作家・ドミニコ会士・物語集『ノヴェッロ』を執筆しシェークスピアにも影響を与える
- ラファエロ・サンティ（1483年 - 1520年） - 盛期ルネサンスのウルビーノ出身の画家・建築家・代表作に「アテナイの学堂」がある
- フランチェスコ・グイチャルディーニ（1483年 - 1540年） - フィレンツェの政治家・歴史家として『フィレンツェ史』『イタリア史』を執筆
- ガスパーロ・コンタリーニ（英語版）（1483年 -  1542年） - ヴェネツィアの外交官・枢機卿・司教・聖霊派（スピリトゥアリ）（英語版）としてカトリック改革を指導
- レオ・アフリカヌス（1483年？ - 1555年？） - グラナダ生まれの旅行家・冒険家・教皇レオ10世に仕え『アフリカ誌』を執筆する
- ユリウス3世（1487年 - 1555年） - ローマ教皇（在位1550年 - 1555年）・トリエント公会議第2会期を指導・パレストリーナの庇護者
- ベルナルディーノ・オキーノ（英語版） (1487年 - 1564年)  - シエーナ出身のカプチン会士・スイスに亡命しイングランド他で宗教改革の著述を行う
- ティツィアーノ・ヴェチェッリオ（1488年/1490年頃 - 1576年） - 盛期ルネサンスのヴェネツィア派の画家・「聖母被昇天」「聖愛と俗愛」がある
- アントニオ・アッレグリ・ダ・コレッジョ（1489年頃 – 1534年） - 盛期ルネサンスのパルマ派の画家・「神々の愛」の連作が有名
- ピエトロ・アレティーノ（1492年 - 1556年） - ヴェネツィアで活躍した作家・詩人・著名人への諷刺や毒舌で有名・代表作に『遊女』ほかがある
- ヴィットリア・コロンナ（1492年 - 1547年） - ローマの名門出身の女流詩人・教会改革を支持しミケランジェロとの交遊でも知られる
- ヤコポ・ダ・ポントルモ（1494年 - 1557年） - マニエリスムのフィレンツェの画家・サンタ・フェリチタ聖堂「十字架降架」が有名・『日記』もある
- マテオ・ダ・バッシ（英語版）（1495年 - 1552年） - カプチン会の創始者・フランシスコ会の修道規則を厳格に適用した
- ベンヴェヌート・チェッリーニ（1500年 - 1571年） - マニエリスムのフィレンツェの彫刻家・「サリエラ（黄金の塩入れ）」が有名・『自伝』もある
- ニコロ・フォンタナ・タルタリア（1499年/1500年 - 1557年） - イタリアの数学者・三次方程式の解法を研究・大砲の弾道計算を行い弾道学の祖とされる
- ジェロラモ・カルダーノ（1501年 - 1576年） - ミラノ出身の数学者・『偉大なる術（アルス・マグナ）』で三次方程式の根の公式などを紹介
- グレゴリウス13世（1502年 - 1585年） - ローマ教皇（在位1572年 - 1585年）・ユリウス暦を廃し新規にグレゴリオ暦を採用
- アーニョロ・ブロンズィーノ（1503年 - 1572年） - マニエリスムのフィレンツェ派の画家・複雑な寓意をめぐらした「愛のアレゴリー」がある
- ジャコモ・バロッツィ・ダ・ヴィニョーラ（1507年 - 1573年） - モデナ近郊出身の建築家・マニエリスム建築を大成・ローマのイエズス会ジェズ教会がある
- アンドレーア・パッラーディオ（1508年 - 1580年） - パドヴァ出身の建築家・マニエリスム建築を大成・「ヴィラ・アルメリコ」がある
- ピエトロ・カルネセッキ（英語版）（1508年 - 1567年） - フィレンツェ出身の人文主義者・教皇庁書記官・福音派に転じたため異端審問で死刑にされる
- ベルナルディーノ・テレジオ（英語版）（1509年 - 1588年） - コゼンツァ出身の自然哲学者・アリストテレスに反対し『固有の原理から見た事物の本性』を執筆
- ジョルジョ・ヴァザーリ（1511年 - 1574年） - マニエリスムのフィレンツェ派の画家・伝記作家として『画家・彫刻家・建築家列伝』を残す
- ロレンツィーノ・デ・メディチ （1514年 - 1548年） - 政治家・アレッサンドロ・デ・メディチを暗殺・ミュッセの戯曲『ロレンザッチョ』でも有名
- フィリッポ・ネリ（1515年 - 1595年） - フィレンツェ出身の司祭・オラトリオ会創始者・聖歌オラトリオの発展を促し「喜びの聖人」とされる
- ティントレット（1518年 - 1594年） - 後期ルネサンスのヴェネツィア派の画家・ドゥカーレ宮殿壁画「天国」などが有名
- コジモ1世（1519年 - 1574年） - メディチ家（弟脈）の初代トスカーナ大公（在位1537年 - 1574年）・マニエリスム芸術の支援者
- シクストゥス5世（1520年 - 1590年） - ローマ教皇（在位1585年 - 1590年）・公共事業として都市ローマの壮大な整備を実施
- ジョヴァンニ・ダ・パレストリーナ（1525年？ - 1594年） - ローマの音楽家・「教会音楽の父」・「教皇マルチェルスのミサ曲」などが有名
- パオロ・ヴェロネーゼ（1528年 - 1588年） - 後期ルネサンスのヴェネツィア派の画家・「カナの婚礼」「レヴィ家の饗宴」などが有名
- フランチェスコ・パトリッツィ（英語版）（1529年 - 1597年） - ローマ・サピエンツァ大学教授・『新普遍哲学』でアリストテレス哲学を全面的に批判
- ジャンボローニャ（1529年 - 1608年）- フランドル出身のマニエリスムの彫刻家・メディチ家に仕え「サビニの女たちの略奪」などを残す
- ヤコポ・ザバレラ（英語版）（1533年 - 1589年）- パドヴァ大学教授・主著『論理学』では演繹法や帰納法の先駆となる推論を展開
- カルロ・ボロメオ（1538年 - 1584年） -  枢機卿・ミラノ大司教・カトリック改革の旗手で小教区の再建やペスト流行時の救済で活躍・聖人とされる
- カエサル・バロニウス（1538年 - 1607年） - 枢機卿・オラトリオ会総長・歴史家としてプロテスタント側に対抗する『教会年代記』を編纂
- ジャンバッティスタ・デッラ・ポルタ（1538年 - 1615年） - ナポリの博物学者・自然科学の最初の学会を結成・主著に『自然魔術』がある
- クリストファー・クラヴィウス（1538年 - 1612年） - ローマ学院の数学教授・リリウス兄弟とともにグレゴリウス暦改定の中心人物となる
- ロベルト・ベラルミーノ（1542年 - 1621年） - イタリアのイエズス会士・枢機卿・カトリック改革を指揮し『異端反駁信仰論争』を執筆・教会博士
- トルクァート・タッソ（1544年 - 1595年） - イタリアの詩人・フェラーラ公に仕え『解放されたエルサレム』ほかを執筆
- ジョバンニ・ボッテーロ（英語版）（1544年頃 - 1617年） - イタリアの政治思想家・イエズス会士・マキャヴェッリの思想を批判的に継承し『国家理性論』を執筆
- ジョルダーノ・ブルーノ（1548年 - 1600年） - イタリアのドミニコ会士・哲学者・地動説を擁護し無限宇宙論を提唱・異端判決で火刑
- アルベリコ・ジェンティーリ（英語版）（1552年 - 1608年） - イタリア出身の国際法学者・オックスフォード大学法学教授・著作に『戦争法論』がある
- ガリレオ・ガリレイ（1564年 - 1642年） - イタリアの物理学者・天文学者・『天文対話』などで地動説を擁護し宗教裁判を受ける
- アロイシウス・ゴンザーガ（1568年 - 1591年） - イタリアのイエズス会士・名門に生まれカルロ・ボロメオに教導を受けるも早世・若者の守護聖人となる
- ベアトリーチェ・チェンチ（1577年 - 1599年） - イタリアの貴族女性・ローマでの父親殺しの裁判の被告となり悲劇的な最期を遂げた

#### ポルトガル
- マヌエル1世（幸運王）（1469年 - 1521年） -  ポルトガル王（在位1495年 - 1521年）・ポルトガル海上帝国の最盛期の王
- ジョアン・デ・バロス（1496年頃 - 1570年） - ポルトガルの歴史家・「ポルトガルのリウィウス」・『アジア史』で大航海時代のポルトガルを記録
- ルイス・デ・カモンイス（1524年頃 - 1580年） - ポルトガルの詩人・大航海時代でのポルトガルの海外覇権を『ウズ・ルジアダス』に描く[1]
- セバスティアン1世（熱望王）（1554年 - 1578年） - ポルトガル王（在位1557年 - 1578年）・アルカセル・キビールの戦いで戦死

#### スペイン
- フランシスコ・ヒメネス・デ・シスネロス（1436年 - 1517年） - スペインの摂政・トレド大司教・枢機卿・異端審問や多言語対訳聖書編集で活躍
- フェルディナンド・マゼラン（1480年？ - 1521年） - スペイン王に仕えた探検家・世界周航を目指しマゼラン海峡などを発見・フィリピンで戦死
- フアン・ヒネス・デ・セプルベダ（1489年 - 1573年） - スペインの神学者・哲学者・バリャドリッド論争でラス・カサスと対決する
- イグナチオ・デ・ロヨラ（1491年 - 1556年） - スペインのイエズス会創立者・会の初代総長としてフランシスコ・ザビエルらを世界宣教に遣わす
- フランシスコ・デ・ビトリア（1492年頃 - 1546年） - スペインの神学者・哲学者・法学者・トマス神学の導入でサラマンカ学派の祖となる
- マルティン・デ・アスピルクエタ（1493年 - 1586年） - スペインのサラマンカ学派の神学者・著書『徴利明解論』で「貨幣数量説」から価格革命を解明
- ドミンゴ・デ・ソト（1494年 - 1560年） - スペインのサラマンカ学派の神学者・哲学者・法学者・代表作は『公正と法』・インディオ問題にも関与
- アンドレス・デ・ウルダネータ（1498年 - 1568年） - スペインの探検家・修道士・フィリピンから太平洋を渡りメキシコのアカプルコに至る航路開拓
- アルカンタラのペトロ（英語版）（1499年 - 1562年） - スペインの修道士・フランシスコ会厳修派に属し新大陸各地を歴訪・著書に『祈りと黙想』がある・ブラジルの守護聖人
- アビラのテレサ（1515年 - 1582年） - スペインの女性神秘家・カルメル会で改革に取り組む・著作に『完徳の道』などがある
- フェリペ2世（1527年 - 1598年） - スペイン王（在位1556年 - 1598年）・ポルトガル王を兼位し「太陽の沈まない帝国」を実現
- ルイス・デ・モリナ（1535年 - 1600年） - スペインのサラマンカ学派の神学者・イエズス会士・恩寵に協力する人間の自由意思を擁護（モリナ主義）
- エル・グレコ（1541年 - 1614年） - ギリシャのクレタ島出身の画家・ヴェネツィアのティツィアーノ・ヴェチェッリオの弟子・スペインに移住し活躍
- 十字架のヨハネ（1542年 - 1591年） - スペインの神秘家・アビラのテレサに影響を受けカルメル会で改革に取り組む・著作に『暗夜』など
- フアン・ゴンサーレス・デ・メンドーサ（1545年 - 1618年） - スペインのアウグスティノ会士・最も古い中国学の書『シナ大王国誌』を執筆
- ドン・フアン・デ・アウストリア（1547年 - 1578年） - スペイン王フェリペ2世の異母弟・総司令官としてレパントの海戦を勝利に導く
- ドン・カルロス・デ・アウストリア（1545年 - 1568年） - スペイン王フェリペ2世の皇太子・その悲恋はシラーの戯曲『ドン・カルロス』やヴェルディのオペラ『ドン・カルロ』などで有名
- フランシスコ・スアレス（1548年 - 1617年） - スペインのイエズス会士・サラマンカ学派の哲学者・『形而上学論考』がある

#### ネーデルラント
- デジデリウス・エラスムス（1466年 - 1536年） - ネーデルラントの人文主義者・神学者・『痴愚神礼讃』でカトリック教会を批判
- メノ・シモンズ（1496年 - 1561年） - フリースラント出身の牧師・アナバプテスト（再洗礼派）の指導者でその派をメノナイトと呼ぶ
- フェルナンド・アルバレス・デ・トレド（1507年 - 1582年） - アルバ公・スペインのネーデルラント総督・「血の審判所」で圧政を行う
- ゲラルドゥス・メルカトル（1512年 - 1594年） -  ネーデルラントの地理学者・地図の投影法であるメルカトル図法で知られる
- アンドレアス・ヴェサリウス（1514年 - 1564年） - ネーデルラント出身の医師・解剖学者・パドヴァ大学教授・『人体の構造』を出版
- ヨーハン・ヴァイヤー（1515年 - 1588年） - ネーデルラント出身の医師・魔女裁判に反対した最初期の人物・『悪魔の偽王国』などがある
- レンベルト・ドドエンス（1517年 - 1585年） - フランドル出身の植物学者・皇帝ルドルフ2世の侍医・本草書『クリュードベック』の著者
- ピーテル・ブリューゲル（1525年/1530年 - 1569年） - ネーデルラントの画家・民衆を題材にした絵画を残す・「子供の遊び」など
- オラニエ公ウィレム1世（沈黙公）（1533年 - 1584年） - オランダ独立の指導者で八十年戦争初期に活躍するが暗殺される
- アレッサンドロ・ファルネーゼ（1545年 - 1592年） - パルマ公・スペインのネーデルラント総督・独立派に対し南北離間策を実施
- シモン・ステヴィン（1548年 - 1620年） - ネーデルラントの物理学者・数学者・落下の法則や十進法による小数の導入などで知られる
- ウィレム・バレンツ（1550年頃 - 1597年） - オランダの航海士・探検家・ヨーロッパからの北東航路を探検しスヴァールバル諸島ほかを発見

#### 神聖ローマ帝国
- ヨハネス・ロイヒリン（1455年 - 1522年） - ドイツの人文主義者・古典学者・メランヒトンの大伯父・ヘブライ語研究と聖書研究を結びつける
- ヤーコプ・フッガー（1459年 - 1525年） - ドイツのアウクスブルクの豪商・銀山や金融で巨利を得て神聖ローマ皇帝選挙にも関与する
- ティルマン・リーメンシュナイダー（1460年頃 - 1531年） - ドイツの彫刻家・ローテンブルクの聖ヤコブ教会の聖血の祭壇が有名
- ヨハンネス・トリテミウス（1462年 - 1516年） - ドイツの修道院長・隠秘学者として『ステガノグラフィア』や『ヒルサウ年代記』がある
- フリードリヒ3世（1463年 - 1525年） - ザクセン選帝侯（在位1486年 - 1525年）・マルティン・ルターを保護し宗教改革に協力する
- マティアス・グリューネヴァルト（1470年/1475年頃 - 1528年） - ドイツの末期ゴシックの画家・「イーゼンハイムの祭壇画」が有名
- アルブレヒト・デューラー（1471年 - 1528年） - ドイツのルネサンス期の画家・版画家・「メランコリア I」などが有名
- ルーカス・クラナッハ（1472年 - 1553年） - ドイツのルネサンス期の画家・宗教改革を支持し「マルティン・ルターの肖像」を残す
- ゲッツ・フォン・ベルリヒンゲン（1480年 - 1562年） - ドイツの騎士・マクシミリアン1世以降の歴代皇帝に仕え鋼鉄の義手で奮闘し「鉄腕ゲッツ」の異名をとる
- ヨハン・ファウスト（1480年？ - 1540年？） - ドイツの錬金術師・悪魔と契約したとの伝説からゲーテの小説のモデルとなる
- アンドレアス・カールシュタット（英語版）（1480年頃 - 1541年） - ドイツの宗教改革者・ルターの影響でヴィッテンベルクの急進的改革を行うが後に離反
- マルティン・ルター（1483年 - 1546年） - ドイツの宗教改革者・「95ヶ条の論題」からカトリック教会と対決しルター派教会を結成
- ハインリヒ・コルネリウス・アグリッパ（1486年 - 1535年） - ドイツの人文主義者・神秘哲学者・カバラ研究や『隠秘哲学』で知られる
- ヨハン・エック（1486年 - 1543年） - ドイツの神学者・インゴルシュタット大学教授・ライプツィヒ討論以来ルターの論敵となる
- ジギスムント・フォン・ヘルベルシュタイン（1486年 - 1566年） - ドイツの外交官・著作家・ハプスブルク家に仕え各国を歴訪・著作に『モスクワ事情（英語版）』がある
- ウルリヒ・フォン・フッテン（1488年 - 1523年） - ドイツの人文主義者・桂冠詩人・宗教改革に共鳴しドイツ騎士戦争に参加するが敗北
- フランツ・フォン・ジッキンゲン（英語版）（1481年 - 1523年） - ドイツの帝国騎士・フッテンとともに騎士戦争を起こすが敗死
- トマス・ミュンツァー（1489年 - 1525年） - ドイツの宗教改革者・ドイツ農民戦争の指導者となるが捕らえられ斬首にされる
- アルブレヒト（1490年 - 1568年） - ドイツ騎士団総長・後にルター派に改宗して初代プロイセン公となる（在位1525年 - 1568年）
- ハンス・ザックス（1494年 - 1576年） - ドイツのマイスタージンガー（職匠歌人）・ルターに共感し「ヴィッテンベルクの鶯」などを歌う
- ゲオルク・アグリコラ（1494年 - 1555年） - ドイツの鉱山学者・「鉱山学の父」・大著『デ・レ・メタリカ（英語版）（金属について）』を執筆する
- フィリップ・メランヒトン（1497年 - 1560年） - ドイツのキリスト教神学者・ルターの思想を「アウクスブルク信仰告白」で体系化
- ハンス・ホルバイン（1497年/1498年 - 1543年） - ドイツのルネサンス期の画家・「エラスムス像」などで知られ後年はイングランドで活躍
- カール5世（1500年 - 1558年） - ハプスブルク家のスペイン国王（在位1516年 - 1556年）・神聖ローマ皇帝（在位1519年 - 1556年）
- フェルディナント1世（1503年 - 1564年） - ハプスブルク家の神聖ローマ皇帝（在位1556年 - 1564年）・カール5世の弟でオーストリア系の祖
- ヤン・ファン・ライデン（1509年 - 1536年） - オランダ出身の再洗礼派の説教家・ミュンスターの反乱を指導し王と名乗る・反乱は鎮圧され殺害される
- モーリッツ（1521年 - 1553年） - ザクセン選帝侯（在位1547年 - 1553年）・シュマルカルデン戦争で皇帝に接近・別名「マイセンのユダ」
- ペトルス・カニシウス（1521年 - 1597年） - ネーデルラント出身のイエズス会士・「ドイツ第二の使徒」・カトリック教会の巻き返しの中心
- イェフダ・レーヴ・ベン・ベザレル（1525年 - 1609年） - プラハのラビ・神秘主義者としても知られ「ゴーレム伝説」の主人公とされる
- ジュゼッペ・アルチンボルド（1527年 - 1593年） - ミラノ出身のマニエリスムの画家・歴代皇帝に仕え奇抜な作品を残す・20世紀に再評価
- ヴァレンティン・ヴァイゲル（1533年 - 1588年） - ドイツの神学者・プロテスタント神秘主義者・「内的生活」「霊的教会」を提唱
- ルドルフ2世（1552年 - 1612年） - ハプスブルク家の神聖ローマ皇帝（在位1576年 - 1612年）・プラハでのマニエリスム文化の支援者

#### スイス
- フルドリッヒ・ツヴィングリ（1484年 - 1531年） - スイスの宗教改革者・チューリッヒに改革派教会を設立・第2次カッペル戦争（ドイツ語版、英語版）で戦死
- パラケルスス（1493年/1494年 - 1541年） - スイスの医師・バーゼル大学教授・医学でのガレノスの権威を否定・錬金術師でもある
- ジャン・カルヴァン（1509年 - 1564年） - フランス出身の宗教改革者・ジュネーヴで神権政治を行う・『キリスト教綱要』が主著
- ミシェル・セルヴェ（1511年 - 1553年） - スペイン出身の医師・神学者・三位一体説を批判して異端者とされジュネーブで火刑に処される
- セバスティアン・カステリヨン（英語版）（1515年 - 1563年） - フランス出身の人文学者・カルヴァンと対立しバーゼルで活躍・主著に『異端者について』がある
- コンラート・ゲスナー（1516年 – 1565年） - スイスの博物学者・動物学の『動物誌』、植物学の『植物名目録』、書誌学の『世界書誌』を残す

#### フランス
- ジャック・ルフェーヴル・デタープル（1450年？ - 1536年） - フランスの神学者・人文主義者・聖書をフランス語に訳したことで知られる
- ギヨーム・ビュデ（1468年 - 1540年） - フランスの人文主義者・古典学者・コレージュ・ド・フランスの創設者・著作に『古代貨幣考』がある
- フランソワ・ラブレー（1483年？ - 1553年） -  フランスの医師・作家として『ガルガンチュワとパンタグリュエル』を残す
- ジュール・セザール・スカリジェ（1484年 - 1558年） - パドヴァ出身の医師・人文学者・古典注釈や校訂で活躍し『創作論』を執筆
- マルグリット・ド・ナヴァル（1492年 - 1549年） - ナバラ王エンリケ2世妃・文芸の庇護者であり『エプタメロン』を執筆・フランソワ1世の姉
- フランソワ1世（1494年 - 1547年） - ヴァロワ朝のフランス王（在位1515年 - 1547年）・イタリア戦争でカール5世と戦う
- ミシェル・ノストラダムス（1503年 - 1566年） - フランスの医師・占星術師として王妃カトリーヌに引見され『予言集』を残す
- ギョーム・ポステル（英語版）（1510年 - 1581年） - フランスの神秘思想家・東洋学者・卓越した語学力で王立教授団に登用される・主著は『世界諧和論』
- アンブロワーズ・パレ（1510年 - 1590年） - フランス王室付き外科医・銃創治療での軟膏の使用や血管結紮法を工夫・『大外科学全集』を執筆
- ベルナール・パリッシー（1510年頃 - 1590年） - フランスの陶工・独立自学で釉陶を研究・王母カトリーヌに認められ宮廷付きになる
- カトリーヌ・ド・メディシス（1519年 - 1589年） - フランス王アンリ2世の王妃・フランソワ2世とシャルル9世とアンリ3世の三代の母后
- テオドール・ド・ベーズ（1519年 - 1605年） - フランスのプロテスタント神学者・カルヴァンの弟子・暴君放伐論を唱え君主の絶対性に対抗した
- ピエール・ド・ロンサール（1524年 - 1585年） - フランスの詩人・プレイヤード派の中心・「詩人たちの君主」・代表作は『オード』
- マルタン・ゲール（1524年頃 - 1560年以降？） - フランスの農民・フランス史上有名な詐欺事件である「マルタン・ゲール事件」の当事者
- ジャン・ボダン（1530年 - 1596年） - フランスの経済学者・法学者・宗教戦争の混乱から国家主権を検討した『国家論』を執筆
- エティエンヌ・ド・ラ・ボエシ（1530年 - 1563年） - フランスの人文主義者・ボルドー高等法院評定官・『自発的隷従論（英語版）』を執筆
- ピエール・ド・ブールデイユ・ブラントーム（1530年頃 - 1614年） - フランスの軍人・著作家として『回想録』ほか『好色女傑伝』を執筆
- ミシェル・ド・モンテーニュ（1533年 - 1592年） - フランスの哲学者・モラリスト・懐疑論者・主著は『エセー（随想録）』
- フランソワ・ヴィエト（1540年 - 1603年） - フランスの数学者・法律家・既知数の記号化やヴィエトの公式で知られ「代数学の父」と呼ばれる
- ギーズ公アンリ（1550年 - 1558年） - フランスの貴族・カトリック同盟の領袖・「三アンリの戦い」を戦うが暗殺される
- アンリ3世（1551年 - 1589年） - ポーランド最初の選挙王（在位1573年 - 1575年）・ヴァロワ朝最後のフランス王（在位1574年 - 1589年）
- アンリ4世（1553年 - 1610年） - ブルボン朝初代のフランス国王（在位1589年 - 1610年）・宗教戦争をおさえナントの勅令を発布

#### イングランド
- トマス・モア（1478年 - 1535年） - イングランドの思想家・『ユートピア』の著者・ヘンリー8世の離婚問題で処刑される
- トマス・クロムウェル（1485年 - 1540年）- イングランドの政治家・ヘンリー8世に仕え宗教改革を主導したが後に寵を失い処刑される
- ヘンリー8世（1491年 - 1547年） - イングランド王（在位1509年 - 1547年）・離婚問題からイギリス国教会を独立させる
- ウィリアム・ティンダル（1494年/1495年 - 1536年） - イングランドの宗教改革者・聖書を英語に翻訳し欽定版に影響を与える・火刑に処される
- レジナルド・ポール（1500年 - 1558年） - 枢機卿・最後のカトリックのカンタベリー大司教・トリエント公会議でも活躍
- アン・ブーリン（1507年頃 - 1536年） - イングランド王ヘンリー8世の2番目の王妃・エリザベス1世の母・イングランドの宗教問題に影響
- エドワード6世（1537年 - 1553年） - イングランド王（在位1547年 - 1553年）・ヘンリー8世唯一の男子・一般祈祷書を制定
- メアリー1世（1516年 - 1558年） - イングランド女王（在位1553年 - 1558年）・イングランドでカトリックを復活させる
- トーマス・グレシャム（1519年 - 1579年） - イングランドの財政家・貿易商・「悪貨は良貨を駆逐する」のグレシャムの法則で有名
- ジョン・ディー（1527年 - 1608年/1609年） - イングランドの数学者・錬金術師・占星術師・著作に『象形文字の単子』がある
- ジョン・ホーキンス（1532年 - 1595年） - イングランドの海賊・私掠船船長・後に海軍提督・ドレークの従兄弟・アルマダの海戦でも活躍
- エリザベス1世（処女王）（1533年 - 1603年） - イングランド女王（在位1558年 - 1603年）・エリザベス朝の最盛期を現出
- トマス・カートライト（英語版）（1535年 - 1603年） - ケンブリッジ大学教授・長老制を導入し王権と対立・ピューリタン運動の先駆けとなる
- マーティン・フロビッシャー（1535年/1539年 - 1594年） - イングランドの探検家・私掠船船長・北西航路開発からバフィン島などを発見
- フランシス・ドレーク （1543年？ - 1596年） - イングランドの海賊・私掠船船長・後に海軍提督となりアルマダの海戦で活躍
- ウィリアム・ギルバート（1544年 - 1603年） - イングランドの医師・物理学者・磁石や静電気の研究から「電気」の概念を構築
- エドマンド・スペンサー（1552年頃 – 1599年） - イングランドの詩人・女王エリザベス1世に捧げられた『妖精の女王』で有名
- エドワード・ケリー（1555年 - 1597年) - イングランドの錬金術師・交霊術師・ディーとともに各地を遍歴するがボヘミアで投獄され獄死
- クリストファ・マーロウ（1564年 - 1593年） - イングランドのエリザベス朝演劇の劇作家・代表作に『フォースタス博士』がある
- ウィリアム・シェイクスピア（1564年 - 1616年） - イングランドのエリザベス朝演劇の劇作家・代表作に『ハムレット』『リア王』他がある

#### スコットランド
- ジョン・ノックス（1510年 - 1572年） - スコットランドの牧師・宗教改革を指導し長老派教会を創立・女王メアリーとは対立
- メアリー・ステュアート（1542年 - 1587年） - スコットランド女王（在位1542年 - 1567年）・亡命したイングランドで処刑される

#### 北欧
- クリスチャン2世（1481年 - 1559年） - デンマーク王（在位1513年 - 1523年）・ストックホルムの血浴でスウェーデン独立派を弾圧
- オラウス・マグヌス（1490年 - 1558年） - スウェーデンのウプサラ司教・地図「カルタ・マリナ」を作成し『北方民族文化誌』を執筆
- グスタフ・ヴァーサ（1496年 - 1560年） - ヴァーサ朝初代のスウェーデン王（在位1523年 - 1560年）・ルター派の教義を受け入れる

#### ハンガリー・ポーランド他
- スタンチク（1480年頃 - 1560年頃） - ポーランドの宮廷道化師・三代の王に仕え軽妙だが時事に通じた深い洞察を見せたことで記録に残る
- サポヤイ・ヤーノシュ（1487年 - 1540年） - ハンガリーの対立王・トランシルヴァニア公・ハプスブルク家に対抗し王を名乗る
- ニコラ・シュビッチ・ズリンスキ （1508年 - 1566年） - クロアチアの総督・オスマン帝国と戦う・民族英雄として「ウ・ボイ、ウ・ボイ」などで名が残る
- ジグムント2世（1520年 - 1572年） - ヤゲウォ朝最後のポーランド国王（在位1548年 - 1572年）・セイム勢力を抑えルブリン合同を推進
- ステファン・バートリ（1533年 - 1586年） - ポーランド国王（在位1576年 - 1586年）・トランシルヴァニア公・最も優れた選挙王
- ヤン・ザモイスキ（1542年 - 1605年） - ポーランドの王国宰相・選挙王政確立後のシュラフタを中心とする国政（黄金の自由）を指導
- ジグムント3世（1566年 - 1632年） - ポーランド国王（在位1587年 - 1632年）・スウェーデン王位も兼任・ブレスト合同を推進
- ニコラウス・コペルニクス（1473年 - 1543年） - ポーランドの天文学者・カトリック司祭・『天球回転論』で地動説を唱える
- ファウスト・ソッツィーニ（1539年 - 1604年） - イタリア出身の反三位一体論の神学者・ユニテリアン教会のポーランド兄弟団の創設者

#### ロシア
- 聖愚者ワシリー（英語版）（1460年代 - 1557年） - 佯狂者・「裸の聖者」とも呼ばれ雷帝イヴァン4世にも畏怖される・聖ワシリー大聖堂で顕彰される
- フィロテウス（フィロフェイ）（英語版）（1465年 - 1542年） - プスコフのイェリツァロフ修道院典院・「モスクワ第3のローマ説」を提唱
- ヴァシアン・パトリケーエフ（英語版）（1470年頃 - 1545年頃） - 政治家・皇帝と対立し修道院に送られる・修道士となり異端者への厳罰否定を主張
- マクシム・グレク（1475年頃 - 1556年） - アトス山出身の修道士・翻訳活動に従事し異端説を論駁・非所有派を支持・正教会の聖人（克肖者）
- フィリップ2世（1507年 - 1569年） - モスクワ府主教・イヴァン雷帝に諫言し粛清される・正教会の聖人（神品致命者・奇蹟者・成聖者）
- イヴァン4世（雷帝）（1530年 - 1584年） - モスクワ大公・初代のロシア・ツァーリ（在位1547年 - 1574年、1576年 - 1584年）
- イェルマーク・チモフェーイェヴィチ（1532年/1542年 - 1585年） - コサックの頭領・シビル・ハン国と戦いシベリア各地を探検する

### 南北アメリカ
- フアン・ポンセ・デ・レオン（1460年 - 1521年） - スペイン出身の征服者（コンキスタドール）・フロリダを発見する
- モクテスマ2世（1466年 - 1520年） - アステカ帝国第9代君主（在位1502年 - 1520年）・エルナン・コルテスと接触後に混乱で事故死
- フランシスコ・ピサロ（1470年頃 - 1541年） - スペイン出身の征服者（コンキスタドール）・インカ帝国を滅ぼす・リマ市を建設
- フアン・ディエゴ（1474年 - 1548年） - メキシコ先住民でカトリック改宗者・グアダルーペの聖母の出現に立ち会い聖人とされる
- バスコ・ヌーニェス・デ・バルボア（1475年 - 1519年） - スペイン出身の探検家・植民地政治家・ヨーロッパ人として初めて太平洋に到達
- ディエゴ・デ・アルマグロ（1479年 - 1538年） - スペイン出身の征服者（コンキスタドール）・インカを滅ぼした後に初めてチリに到達
- ラス・カサス（1484年 - 1566年） - スペイン出身のドミニコ会士・チャパス司教・『インディアスの破壊についての簡潔な報告』で有名[2]
- エルナン・コルテス（1485年 - 1547年） - スペイン出身の征服者（コンキスタドール）・アステカ帝国を滅ぼす・メキシコ市を建設
- ジャック・カルティエ（1491年 - 1557年） - フランス出身の探検家・セントローレンス湾沿いを探検しカナダと名づけ領有を宣言
- クアウテモック（1495年頃 - 1525年） - アステカ帝国最後の第11代君主（在位1520年 - 1521年）・モクテスマ2世の従兄弟
- ベルナル・ディアス・デル・カスティリョ（1496年 – 1584年） - スペイン出身の征服者・メキシコ遠征に参加し『メキシコ征服記』を残す
- エルナンド・デ・ソト（1496年/1497年 - 1542年） - スペイン出身の征服者（コンキスタドール）・北アメリカを探検しミシシッピ川を発見
- アタワルパ（1502年頃 - 1533年） - インカ帝国第13代君主（在位1532年 - 1533年）・フランシスコ・ピサロに処刑される
- トゥパク・アマル（？ - 1572年） - インカ帝国最後の君主（在位1571年 - 1572年）・アタワルパの甥でスペインの支配に抵抗
- ロペ・デ・アギーレ（英語版）（1510年頃 - 1561年） - スペイン出身の征服者（コンキスタドール）・黄金郷を求めアンデス奥地を探検・後に殺害される
- フランシスコ・デ・オレリャーナ（1511年 - 1546年） - スペイン出身の征服者（コンキスタドール）・アマゾン川を発見し河口までを航海する
- シエサ・デ・レオン（英語版）（1521年頃 - 1554年） - スペイン出身の探検家・著述家・ピサロの征服後のペルー各地を遍歴し『ペルー記』を執筆
- ディエゴ・デ・ランダ（1524年 - 1579年） - スペイン出身のフランシスコ会士・ユカタン司教・『ユカタン事物記』を残す
- ジョゼ・デ・アンシエタ（1534年 - 1597年） - カナリア諸島出身のイエズス会士・ブラジルでの宣教を進め原住民タモヨ連合と和平を結ぶ

### 北アフリカ・西アジア・中央アジア
- イブン・イヤース（英語版）（1448年 - 1522年） - マムルーク朝エジプトの歴史家・古代からのエジプトの歴史をまとめた大著『花の驚異』で知られる
- ムハンマド・シャイバーニー・ハン（1451年 - 1510年） - シャイバーニー朝ウズベク・ハン国の初代ハン・ティムール朝を滅ぼす
- ビフザード（1455年? - 1530年代） - ヘラートで活躍した画家・ティムール朝からサファヴィー朝に仕えミニアチュールを大成する
- ピーリー・レイース（1465年？ - 1554年） - オスマン帝国海軍提督・アデン征服などで活躍・『海洋の書』や地図の作成でも有名
- セリム1世（冷酷者）（1470年 - 1520年） - オスマン帝国第9代皇帝（在位1512年 - 1520年）・マムルーク朝を滅ぼす
- バルバロス・ハイレッディン（1475年 - 1546年） - アルジェの海賊からオスマン帝国提督となる・プレヴェザの海戦でスペインに勝利
- フズーリー（1483年頃 - 1556年） - オスマン帝国の詩人・トルコ語やペルシャ語やアラビア語など多言語を通じて詩作
- イスマーイール1世（1487年 - 1524年） - サファヴィー朝初代シャー（在位1501年 - 1524年）・白羊朝を滅ぼして建国
- ヨセフ・カロ（1488年 - 1575年） - オスマン帝国領シリアのユダヤ教のラビ・ユダヤ法の最後の大法典『シュルハン・アルーフ』の著者
- ミマール・スィナン（1489年？ - 1588年） - オスマン帝国の建築家・スレイマニエ・モスクなどを手がけトルコ最高の建築家とされる
- ムタワッキル3世（？ - 1543年） - マムルーク朝に庇護されていたアッバース家最後のカリフ（在位1508年 - 1517年）
- スレイマン1世（大帝）（1494年 - 1566年） - オスマン帝国第10代皇帝（在位1520年 - 1566年）・「立法者」「壮麗者」とも呼ぶ
- ロクセラーナ（？ - 1557年） - オスマン帝国皇帝スレイマン1世の寵妃・セリム2世の母・もとはロシアの司祭の娘
- セイディ・アリ・レイース（英語版）（1498年 - 1563年） - オスマン帝国の海軍提督・オマーン湾の戦いで敗れるが『国々の鏡』を執筆
- ソコルル・メフメト・パシャ（1506年 - 1579年） - オスマン帝国の大宰相・スレイマン1世からセリム2世そしてムラト3世に仕える
- ウルグ・アリ（クルチ・アリ）（1519年 - 1587年） - オスマン帝国の提督・キリスト教徒の奴隷からアルジェ総督に昇進・レパントの海戦でも活躍
- モーシェ・コルドヴェロ（1522年 - 1570年） - ガリラヤ地方のツファットのユダヤ教のラビ・カバラ学者・主著に『柘榴の庭』がある
- ヌール・バヌ（1525年 - 1587年） - オスマン帝国皇帝のムラト3世の母・もとはヴェネツィア貴族の娘・「母后」の称号を得て摂政となる
- バーキー（1526年 - 1600年）- オスマン帝国の宮廷詩人・スレイマン1世に仕え戦勝での賛歌などを捧げる・別名は「詩人たちのスルタン」
- アブドゥッラーフ2世（1533年 - 1598年） -  シャイバーニー朝ブハラ・ハン国のハン（在位1583年 - 1598年）・ブハラに遷都
- イツハク・ルーリア（1522年 - 1570年） - ガリラヤ地方のツファットのユダヤ教のラビ・カバラ学者・『ゾーハル注解』やその他の著作がある
- アフマド・アル・マンスール（勝利者）（1549年 - 1603年） - サアド朝の君主（在位1578年 - 1603年）・ソンガイ王国を滅ぼし塩交易を独占
- サフィエ・スルタン（1550年 - 1618年）- オスマン帝国皇帝のメフメト3世の母・ヌール・バヌの親戚・「母后」の称号を得る
- アッバース1世（1571年 - 1629年） - サファヴィー朝第5代シャー（在位1588年 - 1629年）・最盛期のシャー・イスファハーンに遷都

### 南アジア
- カビール（1440年 - 1518年） -  インドの宗教改革者・もとは織物職人・グル・ナーナクに影響・「ビージャク」という教典をまとめる
- フランシスコ・デ・アルメイダ（1450年 - 1510年） - ポルトガルの初代インド総督・ディーウ沖の海戦に勝利しインドのコチンを占領する
- アフォンソ・デ・アルブケルケ（1453年 - 1515年） - ポルトガルの第2代インド総督・インドのゴアを占領する
- グル・ナーナク（1469年 - 1539年） - シク教教祖にして初代グル（尊師）・カビールやイスラーム神秘主義者に影響を受ける
- クリシュナ・デーヴァ・ラーヤ（1471年 - 1529年） - ヴィジャヤナガル王国（トゥルヴァ朝）の王（在位：1509年 - 1529年）・最盛期を現出
- サリーム・チシュティー（1478年 - 1572年） - チシュティー派スーフィー聖者・予言を行いアクバルのファテープル・シークリー遷都を促す
- イブラーヒーム・ローディー（？ - 1526年） - ローディー朝（デリー・スルターン朝）最後の君主（在位：1517年 - 1526年）・第一次パーニーパットの戦いに敗北して死亡する
- バーブル（1483年 - 1530年） - ムガル帝国の建国者（在位：1526年 - 1530年）・ティムール朝の末裔・ローディー朝を滅ぼす・自伝『バーブル・ナーマ』も有名
- チャイタニヤ・マハープラブ（1485年 - 1533年） - チャイタニヤ派の創始者・愛の精神を重視し詠歌行進（サンキールタナ）を奨励
- シェール・シャー（1486年 - 1545年） - スール朝の建国者（在位：1539年 - 1545年）・一時フマーユーンをデリーから追い払う
- ミーラー・バーイー（1499年頃 - 1546年頃） - ラージャスターン出身の女流詩人・夫の死後にクリシュナ信仰に目覚め熱烈な信愛を賛歌に表わす
- フマーユーン（1508年 - 1556年） - ムガル帝国の第2代皇帝（在位：1530年 - 1540年、1555年 - 1556年）・バーブルの子
- ウダイ・シング2世（1522年 - 1572年） - メーワール王国の王（在位：1540年 - 1572年）・アクバルの攻撃によりウダイプルに遷都
- グルバダン・ベグム（英語版） (1523年頃 - 1603年)  - ムガル皇帝バーブルの王女・皇帝フマユーンの妹・兄の事績を記録した『フマユーン・ナーマ』を執筆
- トゥルシー・ダース（1523年/1543年 - 1623年？） - 北インド出身の詩人・バクティ運動の中心人物でラーマ信仰への熱烈な信愛を讃歌に表わす
- プラタープ・シング（1540年 - 1597年） - メーワール王国の君主（在位：1572年 - 1597年）・アクバル帝に対し徹底抗戦をした英雄
- アクバル（1542年 - 1605年） - ムガル帝国の第3代皇帝（在位：1556年 - 1605年）・ジズヤを廃止し諸宗教の融和を進める
- フィリシュタ（1560年 - 1620年） - ペルシア生まれの歴史家・インドのビジャープル王国に仕え『フィリシュタの歴史』を執筆
- スヴァートマーラーマ（16世紀） - インドの宗教家・ヨーガ論書『ハタ・ヨーガ・プラディーピカー』で「ハタ・ヨーガ」を体系化する

### 東南アジア
- トメ・ピレス（1466年頃 - 1524年頃） - ポルトガルのインド東南アジア商館員・マラッカに駐在し『東方諸国記』を執筆・後に中国へも派遣される
- ラプ＝ラプ（1491年 - 1542年） - フィリピンのマクタン島の部族長・スペイン人探検家フェルディナンド・マゼランの上陸に抵抗した・フィリピンの英雄
- ミゲル・ロペス・デ・レガスピ（1502年 - 1572年） - スペインの初代フィリピン総督・マニラを占領しフィリピン諸島を制圧
- ダン・ヒャン・ニラルタ（16世紀） - ジャワ出身のヒンドゥー教僧侶・バリ島のゲルゲル王国に渡来しタナロット寺院やウルワツ寺院を建立
- バインナウン（1517年 - 1581年） - ビルマのタウングー朝の王（在位1551年 - 1581年）・隣国アユタヤ朝の都アユタヤを征服
- ナレースワン（大王）（1555年 - 1605年） - タイのアユタヤ朝の21代目の王（在位1590年 - 1605年）・ビルマから独立回復する

### 東アジア

#### 明
- 劉瑾（？ - 1510年） - 明の宦官・正徳帝の寵愛を受け政治に介入・後に帝位簒奪の陰謀が露見し凌遅刑に処される
- 朱寘鐇（？ - 1511年） - 明の王族（安化王）・劉瑾に対する反乱（安化王の乱）を起こし鎮圧される
- 朱宸濠（？ - 1521年） - 明の王族（寧王）・正徳帝に対する反乱（寧王の乱）を起こし鎮圧される
- 楊廷和（1459年 - 1529年） - 明の政治家（内閣大学士）・嘉靖帝を擁立し「救時宰相」と呼ばれるが大礼の儀問題に巻き込まれる
- 祝允明（1460年 - 1526年） - 明の官僚・文人・呉派に属し「呉中の四才子」の一人
- 文徴明（1470年 - 1559年） - 明の官僚・文人・呉派に属し「呉中の四才子」の一人・子の文彭や文嘉も書画で有名
- 唐寅（1470年 - 1523年） - 明の文人・呉派に属し「呉中の四才子」の一人・事件に巻き込まれ官人になれず在野で活躍
- 王陽明（1472年 - 1528年） - 明の政治家・思想家（陽明学）・寧王の乱ほかを鎮圧・主著に『伝習録』
- 厳嵩（1480年 - 1567年） - 明の政治家（内閣大学士）・息子厳世蕃とともに嘉靖年間後半の政治を壟断・「青祠宰相」の別名がある
- 徐階（1494年 - 1574年） - 明の政治家（内閣大学士）・嘉靖帝死後に隆慶帝を擁立し内廷粛正を図る
- 仇英（1494年？ - 1552年） - 明の画家・漆工から身を起こし模写を重ね花鳥や人物を得意とした・特に美人画でよく知られる
- 呉承恩（1504年頃 - 1582年頃） - 明代の官僚・文人・『西遊記』の編者か？
- 王直（？ - 1559年） - 明の海賊・嘉靖の大倭寇の中心人物・日本の五島列島に本拠地を持つ・胡宗憲に捕縛され処刑される
- 鄭舜功（生没年不詳） - 明の外交官・倭寇禁圧の要請のため訪日・日本の国情を記した『日本一鑑』を残す
- 嘉靖帝（1507年 - 1566年） - 明の第12代皇帝（世宗）（在位1521年 - 1566年）・40年に及ぶ治世で北虜南倭に苦しむ
- 海瑞（1514年 - 1587年） - 明の官僚・嘉靖帝に対して厳しい直諫を行い投獄されるが後に復権・歴史戯曲『海瑞罷官』でも有名
- 李攀竜（1514年 - 1570年） - 明の詩人・文人・復古主義の古文辞派を代表し後七子を指導・『李滄溟集』があり『唐詩選』の編纂者とされる
- 李時珍（1518年 - 1593年） - 明の医師で本草学者・中国本草学の集大成である『本草綱目』を編纂
- 徐渭（1521年 - 1593年） - 明の文人・書画や詩文や戯曲など多様な分野で天才性を発揮・一方で精神を病み妻を殺害する
- 張居正（1525年 - 1582年） - 明の政治家（内閣大学士）・幼い万暦帝の補佐をして一条鞭法の導入などの政治改革を行う
- 戚継光（1528年 - 1587年） - 明の軍人・倭寇とモンゴルとそれぞれ戦ってともに戦果を挙げた
- 李卓吾（1527年 - 1602年） - 明の官僚・思想家（陽明学左派）・『焚書』の著者・世に入れられずに獄中で自殺
- 蘭陵笑笑生（生没年不詳） - 明の小説家・万暦年間に成立した四大奇書『金瓶梅』の作者か（王世貞・徐渭・厳嵩ら別名説もある）
- 許仲琳（生没年不詳） - 明の小説家・万暦年間までに成立した神怪小説『封神演義』の作者か・最古の版本にその名が残る
- 袁黄（袁了凡）（1533年 - 1606年） - 明の官僚・儒学者（陽明学左派の王畿の門人)・『了凡四訓』（『陰騭録』）がある
- 呂坤（呂新吾）（1536年 - 1618年） - 明の官僚・儒学者・『呻吟語』その他の著作がある
- 洪自誠（洪応明）（活躍時期1572年 - 1620年） - 明の文人・処世訓を記した随筆集『菜根譚』がある
- 沈惟敬(？ - 1597年） - 明の使節（副使）・小西行長や宗義智らと講和を交渉・交渉が決裂し偽装外交の咎で処刑される
- 李如松（1549年 - 1598年） - 明の軍人・朝鮮援兵（文禄・慶長の役）で明側の指揮官として日本の豊臣秀吉軍と戦う
- 湯顕祖（1550年 - 1616年） - 明の劇作家・「中国のシェイクスピア」とも言われる・「牡丹亭還魂記」の作者
- 趙士禎（1554年 - 1611年） - 明の軍事学者・朝鮮に侵攻した日本軍の銃器に対抗すべくまとめられた『神器譜』の著者
- 万暦帝（1563年 - 1620年） - 明の第14代皇帝（在位1572年 - 1620年）・張居正死後に親政・放漫な政治で万暦の三征が発生

#### 越南
- 莫登庸（1483年？ - 1541年） - 越南莫朝の初代皇帝（莫太祖）（在位1527年 - 1529年）・前期黎朝を滅ぼす

#### モンゴル
- アルタン・ハーン（1507年 - 1582年） - モンゴルのハーン（在位1551年 - 1582年）・ダヤン・ハーンの孫・庚戌の変で北京を包囲

#### チベット
- ダライ・ラマ3世（1543年 - 1588年） - チベットの教主・アルタン・ハーンより正式に「ダライ・ラマ」に推戴される

#### 朝鮮
- 燕山君（1476年 - 1506年） - 李氏朝鮮の第10代国王（在位1494年 - 1506年）・戊午士禍や甲子士禍を招いた暗君とされ廃位される
- 李滉（1501年 - 1570年） - 李氏朝鮮の儒学者（朱子学）・「東方の小朱子」と呼ばれ李栗谷と二派を形成・日本儒学にも影響
- 李栗谷（1536年 - 1584年） - 李氏朝鮮の儒学者（朱子学）・李滉の主理説に対し主気説を唱え別派を形成
- 柳成龍（1542年 - 1607年） - 李氏朝鮮の政治家・壬辰・丁酉倭乱（文禄・慶長の役）で李舜臣を抜擢・『懲毖録』を記録として残す
- 李舜臣（1545年 - 1598年） - 李氏朝鮮の将軍・壬辰・丁酉倭乱で日本の豊臣秀吉軍と戦うが露梁海戦で戦死・大韓民国の英雄
- 姜沆（1567年 - 1618年） - 李氏朝鮮の官人・丁酉の倭乱で日本に連行され『看羊録』を残す・藤原惺窩に朱子学を伝えたとされる

### 日本
- 雪舟等楊（1420年 - 1506年？） - 水墨画家・禅僧・渡明して技法を学ぶ・「秋冬山水図」や「天橋立図」で知られる
- 了庵桂悟（1425年 - 1514年） - 禅僧・東福寺住持・80歳を超えて遣明使正使となる・明では王陽明らと交友する
- 宗長（1448年 - 1532年） - 連歌師・宗祇に師事し『水無瀬三吟百韻』などに参加・今川家の外交顧問でもあり『宗長日記』を残す
- 北条早雲（1456年？ - 1519年） - 武将・相模伊豆の戦国大名・伊勢氏の流れを汲み後北条氏の祖となる
- 山崎宗鑑（1465年？ - 1554年？） - 連歌師・俳諧作者・自由奔放で滑稽味のある句風の作品を集めた俳諧撰集『犬筑波集』で知られる
- 細川政元（1466年 - 1507年） - 室町幕府管領・明応の政変で将軍足利義稙を追放し細川政権を樹立・永正の錯乱で暗殺される
- 足利義稙（1466年 - 1523年） - 室町幕府第10代征夷大将軍（在任1490年 - 1494年・1508年 - 1521年）・明応の政変で廃されるが、10年以上の亡命生活を経て将軍に復帰
- 清原宣賢（1475年 - 1550年） - 公卿・儒学者・古典学者・『日本書紀神代巻抄』『伊勢物語惟清抄』ほか研究を残す
- 細川高国（1484年 - 1531年） - 室町幕府管領・細川政元の養子・畿内を支配するが大物崩れで殺害される
- 斎藤道三（1494年 - 1556年） - 武将・美濃の戦国大名・土岐頼芸を追放し美濃を征服する
- 毛利元就（1497年 - 1571年） - 武将・安芸の戦国大名・厳島の戦いで陶晴賢を破り中国地方を統一
- 策彦周良（1501年 - 1579年） - 臨済宗の禅僧・外交官・大内氏の船団で二度明に渡る・『策彦入明記』はこの時代の重要資料
- 快川紹喜（1502年 - 1582年） - 臨済宗の禅僧・甲斐恵林寺住持・武田信玄の帰依を受けるが織田信長の甲州征伐で焼死
- 雪村周継（1504年？ - 1589年頃） - 水墨画家・戦国時代の関東画壇の中心人物になる・代表作に「呂洞賓図」がある
- フランシスコ・ザビエル（1506年 - 1552年） - スペイン出身のイエズス会宣教師・鹿児島や山口で布教
- 大内義隆（1507年 - 1551年） - 武将・周防・長門の戦国大名・家臣陶晴賢に殺害される・山口の大内文化を育む
- 山科言継（1507年 - 1579年） - 公卿・権大納言・逼迫した朝廷の財政のため各地を奔走・日記『言継卿記』はこの時代の重要資料
- 曲直瀬道三（1507年 - 1594年） - 医師・日本医学中興の祖・明からの李朱医学をもとに『啓迪集』を執筆・天皇や将軍らも診察した
- 松永久秀（1510年 - 1577年） - 武将・三好家家宰・大和の戦国大名・信貴山城の戦いで織田信長に滅ぼされる
- 足利義晴（1511年 - 1550年） - 室町幕府第12代征夷大将軍（在任1521年 - 1546年）
- 細川晴元（1514年 - 1563年） - 室町幕府管領・細川高国を滅ぼすが畿内で一向一揆や法華一揆に翻弄される
- 北条氏康（1515年 - 1571年） - 武将・相模の戦国大名・河越城の戦いで関東での覇権を確立・甲相駿三国同盟を締結
- 今川義元（1519年 - 1560年） - 武将・駿河の戦国大名・「海道一の弓取り」・桶狭間の戦いで織田信長に滅ぼされる
- 武田信玄（1521年 - 1573年） - 武将・甲斐の戦国大名・川中島の戦いで上杉謙信と激突
- 三好長慶（1522年 - 1564年） - 武将・畿内の戦国大名・細川政権（細川晴元）を倒し三好政権を樹立
- 千利休（1522年 - 1591年） - 茶人・堺の商人・豊臣秀吉に茶頭として近侍し豊臣政権を支える・後に秀吉の怒りで切腹を命じられる
- 柴田勝家（1522年 - 1583年） - 武将・織田信長の重臣・清洲会議で羽柴秀吉の優位を許し賤ヶ岳の戦いで滅ぼされる
- 里村紹巴（1525年 - 1602年） - 連歌師・古今伝授を受け古典注釈書を執筆・「愛宕百韻」に参加・秀次事件に連座
- 明智光秀（1528年 - 1582年） - 武将・織田信長の重臣・本能寺の変で織田信長を倒すが山崎の戦いで羽柴秀吉に滅ぼされる
- 上杉謙信（1530年 - 1578年） - 武将・関東管領・越後の戦国大名・川中島の戦いで武田信玄と激突
- 大友宗麟（1530年 - 1587年） - 武将・豊後の戦国大名（キリシタン大名）・伊東マンショは縁者
- ルイス・フロイス（1532年 - 1597年） - ポルトガル出身のイエズス会宣教師・織田信長や豊臣秀吉らと会見し『日本史』を記録する。
- 大村純忠（1533年 - 1587年） - 武将・肥前の戦国大名（キリシタン大名）・長崎港を開港する
- 織田信長（1534年 - 1582年） - 武将・尾張の戦国大名・室町幕府を倒し織田政権を樹立・本能寺の変で明智光秀に滅ぼされる
- 細川幽斎（1534年 - 1610年） - 武将・細川氏一族で足利義昭・織田信長・豊臣秀吉に仕える・歌人として古今伝授を行う
- 島津義弘（1535年 - 1619年） - 武将・薩摩の戦国大名・九州に覇を唱えるがやがて豊臣秀吉の九州平定に従う
- 足利義輝（1536年 - 1565年） - 室町幕府第13代征夷大将軍（在任1546年 - 1565年）・永禄の変で三好三人衆らに殺害される
- 豊臣秀吉（1536年 - 1598年） - 武将・関白（在任1585年 - 1591年）・後に太閤と呼ばれる・豊臣政権を樹立し天下統一
- 足利義栄（1538年 - 1568年） - 室町幕府第14代征夷大将軍（在任1568年）・松永久秀と三好三人衆に擁立される
- 足利義昭（1537年 - 1597年） - 室町幕府最後の第15代征夷大将軍（在任1568年 - 1573年）・織田信長に擁立されるが後に反目
- 前田利家（1538年 - 1599年） - 武将・豊臣政権の五大老の一人・後の加賀前田家の基礎を築く
- 長宗我部元親（1539年 - 1599年） - 武将・土佐の戦国大名・四国を統一するがやがて豊臣秀吉の四国平定に従う
- 長谷川等伯（1539年 - 1610年） - 長谷川派の画家・京都智積院「金碧障壁画」や「松林図屏風」で知られる
- 服部正成（1542年 - 1596年） - 武将・伊賀同心の統領（2代服部半蔵）・徳川家康に仕え伊賀越えを先導する・忍者のモデル
- 顕如（1543年 - 1592年） - 浄土真宗本願寺第11世法主・石山本願寺から一向一揆を指揮して信長包囲網に参加
- 狩野永徳（1543年 - 1590年） - 狩野派の画家・「唐獅子図屏風」や「洛中洛外図屏風」で知られる
- 徳川家康（1543年 - 1616年） - 武将・三河の戦国大名・豊臣政権の五大老の一人・江戸幕府初代征夷大将軍（在任1603年 - 1605年）
- 古田織部（1544年 - 1615年） - 武将・茶人で利休七哲の一人・豊臣秀吉や徳川家康の茶頭となる・大坂の陣後に切腹
- 浅井長政（1545年 - 1573年） - 武将・近江の戦国大名・信長の妹お市の方を娶るが後に信長と離反して敗死・浅井三姉妹の父
- 黒田孝高（1546年 - 1604年） - 武将・豊後の大名・軍師として豊臣秀吉に献策を行う・息子の長政は福岡藩初代藩主となる
- 内藤如安（1550年頃 - 1625年） - 武将・松永久秀の甥・足利義昭から小西行長に仕える・朝鮮の役では和議交渉で北京に赴く
- 毛利輝元（1553年 - 1625年） - 武将・周防の戦国大名・豊臣政権の五大老の一人・関ヶ原の戦い後に領土を削られる
- 小西行長（1555年？ - 1600年） - 武将・キリシタン大名・朝鮮出兵の交渉役・関ヶ原の戦いでは西軍に属し敗北の後に斬首される
- 上杉景勝（1556年 - 1623年） - 武将・越後の戦国大名・豊臣政権の五大老の一人・会津征伐を受け領土を削られる
- 蒲生氏郷（1556年 - 1595年） - 武将・陸奥黒川の大名・近江出身で信長から秀吉に仕える・利休七哲の一人
- 大谷吉継（1558年 - 1600年） - 武将・越前敦賀の大名・関ヶ原の戦いでは病を押して西軍に参加・奮戦するが戦死
- 石田三成（1560年 - 1600年） - 武将・豊臣政権の五奉行の一人・関ヶ原の戦いでは西軍を率いるが敗北し処刑される
- 直江兼続（1560年 - 1619年） - 武将・上杉家家老・対立していた徳川家康に直江状を送り会津征伐を引き起こす
- 福島正則（1561年 - 1624年） - 武将・安芸広島の大名・賤ヶ岳の七本槍の一人・朝鮮出兵で活躍・関ヶ原の戦いでは東軍に属す
- 加藤清正（1562年 - 1611年） - 武将・肥後熊本の大名・賤ヶ岳の七本槍の一人・朝鮮出兵で活躍・関ヶ原の戦いでは九州の西軍と戦う
- 上田重安（1563年 - 1650年） - 武将・茶人・古田織部から茶道を学ぶ・上田宗箇流の流祖
- 細川ガラシャ（1563年 - 1600年） - 大名細川忠興の正室・キリシタンとして悲劇的な最期を遂げた話は国外でも広く知られた
- 有馬晴信（1567年 - 1612年） - 武将・肥前の戦国大名（キリシタン大名）・大村純忠の甥・岡本大八事件で処刑される
- 伊達政宗（1567年 - 1637年） - 武将・出羽・陸奥の戦国大名・「独眼竜」・豊臣秀吉から徳川家康に従う
- 豊臣秀次（1568年 - 1595年） - 武将・関白（在任1592年 - 1595年）・秀吉の甥で後継者となるも後に対立し切腹させられる
- 宗義智（1568年 - 1615年） - 武将・対馬の大名・豊臣政権下では朝鮮との交渉を担当・朝鮮出兵にも従軍する
- 伊東マンショ（1569年頃 - 1612年） - 天正遣欧少年使節の正使・後にイエズス会士でカトリック司祭となる
- 出雲阿国（1572年 - ？） - 歌舞伎の創始者といわれる女性芸能者・もとは出雲大社の巫女か
- 宇喜多秀家（1573年 - 1655年） - 武将・豊臣政権の五大老の一人・関ヶ原の戦いで敗北し八丈島に流される
- 小早川秀秋（1582年 - 1602年） - 武将・備前岡山の大名・朝鮮出兵で活躍・関ヶ原の戦いでは西軍を裏切り東軍の勝利に貢献する